# Floride
Vous lisez un « article de qualité » labellisé en 2009.
Pour les articles homonymes, voir Floride (homonymie).
La Floride (en anglais : Florida /ˈflɔɹ.ɪ.də/ ; en espagnol : Florida /floˈɾi.ða/) est un État du Sud-Est des États-Unis, sur la côte du Golfe. Elle est bordée à l'ouest par le golfe du Mexique, au nord par l'Alabama et la Géorgie et à l'est par l'océan Atlantique. Avec plus de 21 millions d'habitants en 2021, il s'agit du troisième État le plus peuplé du pays après la Californie et le Texas. Avec une superficie de 170 451 km2, la Floride se classe au 22e rang des États fédérés. Sa capitale politique est Tallahassee, mais l'agglomération la plus peuplée est Miami, qui compte plus de 6,1 millions d'habitants (estimations de 2017).
La Floride est constituée à l'est d'une péninsule d'environ 630 km de long et à l'ouest d'une bande côtière étroite d'environ 330 km de long en forme de « queue de poêle » (panhandle). Sa géographie est marquée par un littoral étendu, par l'omniprésence de l'eau et par la menace des ouragans. Le relief se caractérise par de faibles altitudes — le point culminant atteignant seulement 105 m d'altitude — et des terrains sédimentaires, le climat variant de subtropical au nord, à tropical au sud. Ses animaux emblématiques, comme le lamantin et l'alligator, peuvent être aperçus dans les Everglades, l'un des parcs nationaux les plus connus au monde.
Depuis sa découverte, en 1513, par l'Espagnol Juan Ponce de León qui la baptise « la Pascua florida » (« les Pâques fleuries » en référence au dimanche des Rameaux), la Floride est un enjeu pour les puissances coloniales européennes avant d'intégrer les États-Unis en 1845. Elle est le théâtre des guerres séminoles, contre les Amérindiens, puis de la ségrégation raciale, après la guerre de Sécession ; elle se distingue par son importante communauté cubaine et une forte croissance démographique soulevant des problèmes environnementaux. Son économie repose principalement sur le tourisme, l'agriculture et les transports, qui se développèrent à la fin du XIXe siècle. Elle est connue pour ses parcs d'attractions, la production d'oranges et le Centre spatial Kennedy.
La culture floridienne est le reflet d'influences et d'héritages multiples, amérindiens, afro-américains, euro-américains et hispaniques, héritages que l'on retrouve dans l'architecture et la gastronomie. La Floride attire de nombreux écrivains comme Marjorie Kinnan Rawlings, Ernest Hemingway, ou encore Tennessee Williams et continue de séduire les vedettes et les sportifs. Elle est internationalement réputée pour le tennis, le golf, les courses automobiles et les sports liés à la mer.

## Origine du nom
La Floride (en anglais : Florida) doit son nom au conquistador Juan Ponce de León, qui découvre la région au moment du dimanche des Rameaux, en avril 1513. Cette fête est alors connue en France sous le nom de « Pâques fleuries » et en Espagne sous le nom de Pascua florida.

## Histoire

### Époque précolombienne

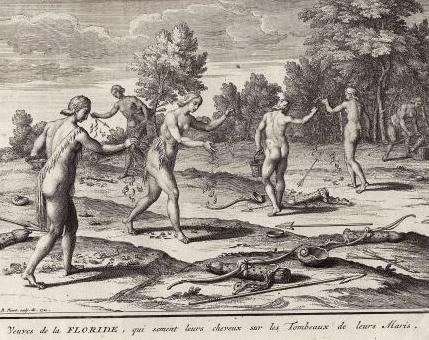
Amérindiens en Floride. Gravure de Bernard Picart, vers 1721.

On a longtemps pensé que les premiers arrivants descendaient des peuplades venues d'Asie, qui pénétrèrent en Amérique du Nord par le détroit de Béring alors émergé entre 20000 et 15000 av. J.-C. Des experts favorisent plutôt la thèse selon laquelle la péninsule a été peuplée par des groupes originaires d'Amérique centrale et d'Amérique du Sud, qui sont arrivés en Floride après être passés par les Antilles,.
Les Paléoaméricains entrèrent sur le territoire actuel de la Floride, il y a environ 12 000 ans,,, pendant la glaciation du Wisconsin. À cette époque, le niveau des mers est inférieur d'une centaine de mètres à celui des XXe et XXIe siècles. La péninsule de Floride était alors deux fois plus étendue, et connaissait un climat plus sec et plus frais. Une mégafaune disparue peuplait la région (tigre à dents de sabre, tatou géant, chameaux, etc.). Compte tenu du manque d'eau potable, les Amérindiens vivent à proximité des dolines et des bassins calcaires. Le site préhistorique de Page-Ladson a révélé des objets amérindiens parmi lesquels des pointes de la culture Clovis.
Vers -8000 le réchauffement climatique provoque une élévation du niveau moyen des mers. Le climat de la Floride devient plus chaud et plus humide. De nouvelles cultures amérindiennes fondées sur la cueillette et la pêche (période archaïque) apparaissent. Les premières communautés se sédentarisèrent près des littoraux à partir de 5000 av. J.-C.. Les plus anciens campements semi-permanents se développent le long des voies navigables. Les Amérindiens créent des sambaquis, des grands dépôts de coquillages qui subissent une fossilisation chimique par l'action de l'eau de pluie. Ils édifient des tumulus comme ceux de Horr's Island ou de Crystal River. Quelque 14 000 tumulus funéraires sont disséminés un peu partout à travers la Floride. Ces mystérieux tumulus contiennent les dépouilles de chefs amérindiens ou de personnages religieux, étendus le visage vers le soleil, et recouverts par d'autres membres importants de la tribu, enterrés quant à eux la face tournée vers la terre. La poterie cuite fait son apparition vers 2000 av. J.-C. La culture archaïque se diversifie vers 500 av. J.-C. pour donner naissance à des cultures régionales. Les peuples présents dans le nord-ouest de la Floride actuelle sont influencés par la civilisation du Mississippi, alors que ceux qui vivent au sud et à l'est conservent des caractéristiques héritées de la période archaïque. La culture du maïs se diffuse au nord d'une ligne allant de Daytona Beach à la baie de Tampa. Elle arrive au sud de la péninsule vers le Ve siècle av. J.-C. Les échanges de produits et de nourriture se développent avec les autres peuples du Sud-Est de l'Amérique du Nord.
Au XVIe siècle, la population de Floride doit être comprise entre 100 000 et 350 000 habitants répartis en de nombreux villages et tribus. Les conquistadors espagnols ont recensé une centaine de noms de peuples amérindiens : les mieux organisés étaient les Apalachees. Les Timucuas vivaient dans des villages séparés dans le nord-est et le centre. Les Calusa occupaient le sud de la péninsule.

### Colonisation européenne

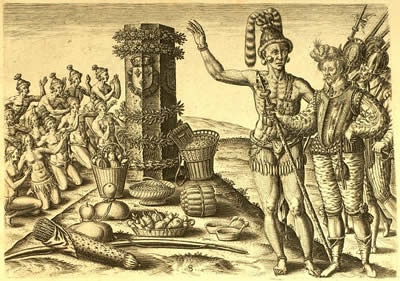
Jean Ribault prenant possession de la Floride française au nom du roi de France en présence des Amérindiens Saturiwas en 1562.

Les premiers explorateurs européens ont pu voyager près du Sud de la Floride dès 1499. Selon une légende populaire, l'Espagnol Juan Ponce de León aurait découvert la Floride en cherchant la fontaine de Jouvence. Il débarqua sur la côte orientale de la péninsule entre le 2 et le 8 avril 1513, sans doute près de l'actuelle ville de Saint Augustine,. Il baptisa l'endroit « la Pascua florida », ce qui signifie « les Pâques fleuries » en référence au dimanche des Rameaux,. Il fit route ensuite vers le sud où il fut blessé dans un affrontement contre les Calusas. Il revint en Floride en 1521 afin de trouver de l'or et d'évangéliser les Amérindiens. L'établissement qu'il fonde avec environ 200 colons ne dure pas à cause des attaques répétées des Amérindiens dans lesquelles Ponce de Léon laisse la vie, après avoir été ramené à Cuba.
L'expédition de Pánfilo de Narváez reconnaît la côte occidentale de la Floride, mais l'Espagnol trouve la mort dans une attaque amérindienne en 1528. Le 30 mai 1539, Hernando de Soto débarque près de l'actuel Bradenton dans la baie de Tampa et explore l'intérieur des terres. Une tentative de colonisation à Pensacola menée par Tristán de Luna en 1559 est finalement abandonnée en 1561,.
Dans la course aux colonies, la France s'intéresse à l'Amérique du Nord dès le XVIe siècle. Le huguenot français Jean Ribault aborde la côte orientale de Floride le 30 avril 1562 et prend possession de la Floride au nom du roi de France. Il construit le bastion Charlesfort pour défendre la nouvelle colonie de la Floride française. Le 30 juin 1564, René de Laudonnière fonde un second fort en Floride française, le Fort Caroline (Jacksonville),.
Le 8 septembre 1565, la colonie espagnole de San Augustin est fondée par Pedro Menéndez de Avilés : elle devient ainsi la plus ancienne colonie des États-Unis occupée en continu par des Européens,,. Les religieux espagnols, en particulier des jésuites puis des franciscains, commencent à édifier des missions pour évangéliser et encadrer les Amérindiens. Les établissements espagnols de Floride sont attaqués par les Français puis par les Anglais et les Britanniques du XVIe au XVIIIe siècle. La fondation de la Géorgie en 1733, l'effondrement du système missionnaire et les défaites des Apalachees, alliés des Espagnols, ouvrent la région aux raids britanniques jusqu'aux Keys. Durant l'époque moderne (XVIe au XVIIIe siècle), les navires européens utilisent le courant du Gulf Stream pour retourner en Europe, si bien que le détroit de Floride devient un lieu de passage stratégique. Plusieurs navires s'échouent sur les récifs et certaines îles servent de refuge aux pirates et aux esclaves en fuite.
Le traité de Paris met fin à la guerre de Sept Ans et modifie considérablement la carte des colonies d'Amérique du Nord : l'Espagne doit céder la Floride aux Britanniques. La plupart des habitants, qu'ils soient colons ou Amérindiens, quittent la région. La métropole britannique divise le territoire en deux entités : la Floride orientale, avec pour capitale Saint Augustine et la Floride occidentale avec pour principale ville Pensacola ; elle encourage l'installation de nouveaux colons, en particulier dans la partie orientale, en leur offrant des privilèges commerciaux et des terres. Durant cette période, les Amérindiens creeks immigrent en Floride pour former le peuple Séminole.

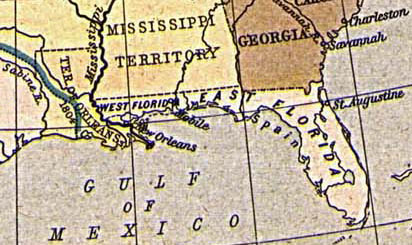
Floride orientale et Floride occidentale en 1810.

La Floride est un enjeu de la guerre d'indépendance des États-Unis (1775-1783). Contrairement aux Treize Colonies, elle reste fidèle à la couronne britannique et accueille même des réfugiés loyalistes. Les Espagnols s'emparent de Pensacola en 1781 et d'une grande partie de la Floride Occidentale. Le traité de Paris (1783) redonne la Floride à l'Espagne, sans en préciser les frontières. Les États-Unis souhaitent que l'ancienne limite d'avant 1767 soit reprise. Le traité de San Lorenzo entérine ce choix en 1795.

### Souveraineté américaine et guerres séminoles

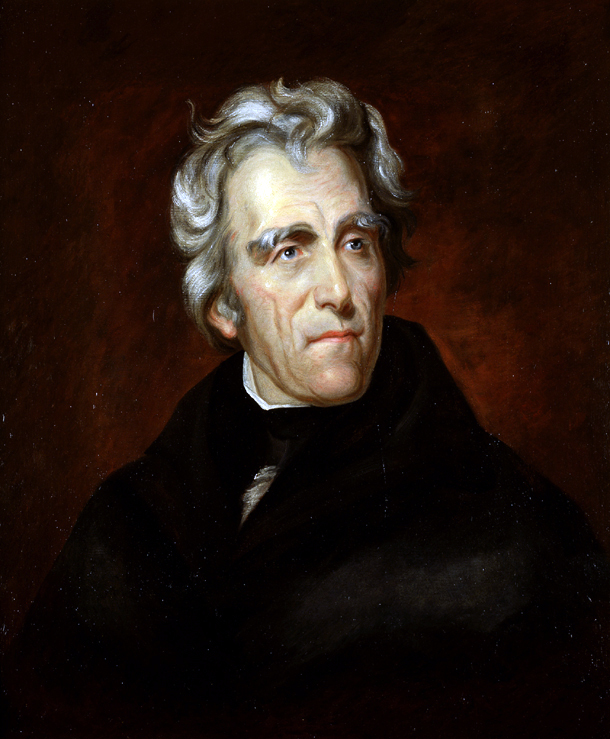
Andrew Jackson fut le premier gouverneur militaire de Floride.

La Floride est cédée aux États-Unis par le traité d'Adams-Onís, signé le 22 février 1819, et constituée en territoire le 30 mars 1822. La capitale est installée à Tallahassee, à mi-chemin entre Saint Augustine et Pensacola. Le premier gouverneur est Andrew Jackson auquel succéda William Pope Duval dès 1822,.
Les colons américains développent une économie de plantation similaire à celle du Sud profond. Après la première guerre séminole (1814-1819), ils font pression sur le gouvernement américain pour qu'il déplace les Amérindiens. En 1832, celui-ci signe le traité de Payne's Landing avec certains des chefs séminoles, en leur promettant des terres à l'ouest du Mississippi s'ils acceptent de quitter la Floride. De nombreux Séminoles partent à cette époque, alors que ceux qui restent se préparent à défendre leur terre. En 1835 l'armée américaine arrive pour faire respecter le traité signé trois ans plus tôt, ce qui déclenche la seconde guerre séminole menée par Osceola. Après son arrestation, des négociations de cessez-le-feu sont lancées en 1837. Il meurt en captivité moins d'un an plus tard. La guerre s'éternise jusqu'en 1842 et devient la plus coûteuse des guerres indiennes du XIXe siècle. Après le conflit, les Séminoles sont en majorité déportés à l'ouest du Mississippi, seuls 300 d'entre eux sont autorisés à demeurer dans les Everglades.
Le 3 mars 1845, la Floride devient le 27e État des États-Unis avec pour premier gouverneur William Dunn Moseley. Elle se dote d'un sceau en 1847 et de deux universités en 1851. La troisième guerre séminole (1855-1858) est menée pour vaincre la résistance des derniers Amérindiens. À l'issue du conflit, il ne reste plus qu'une centaine de Séminoles en Floride. À la suite d'une insurrection en 1859, 75 d'entre eux sont déportés vers l'ouest. Les autres, dont le chef ar-pi-uck-i, Sam Jones, restent dans les Everglades, refusant de quitter la terre de leurs ancêtres. De nos jours, leurs descendants sont encore présents dans la région.
À la veille de la guerre de Sécession, la Floride est l'État le moins peuplé du Sud des États-Unis, avec environ 140 400 habitants, dont 44 % sont des esclaves. L'esclavage devient une question politique et économique majeure pour les planteurs floridiens. Ces derniers s'opposent au parti républicain et aux idées abolitionnistes des États du Nord. Au cours de l'élection présidentielle américaine de 1860, ils refusent de voter pour Abraham Lincoln et la Floride finit par se séparer de l'Union en signant l'ordonnance du 10 janvier 1861,. Elle rejoint les États confédérés d'Amérique quelques semaines plus tard et s'engage dans la guerre de Sécession.

### Guerre de Sécession et Reconstruction (1860-1880)

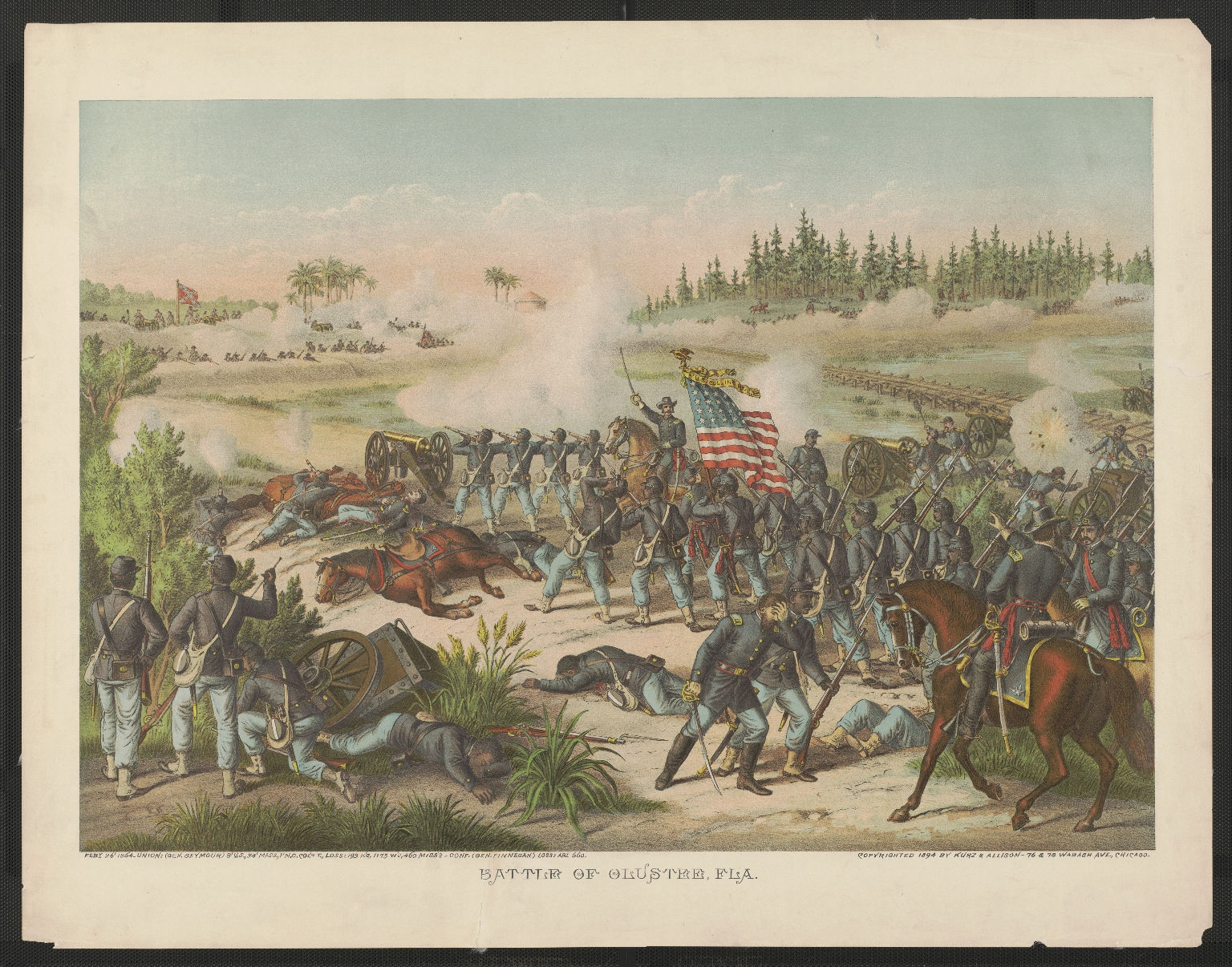
La bataille d'Olustee fut la principale bataille qui eut lieu en Floride pendant la guerre de Sécession.

Compte tenu de son faible poids démographique, la Floride contribue à l'effort de guerre plus par son économie que par sa main d'œuvre ou ses soldats. Elle fournit notamment de la viande, du poisson, du coton et du sel à ses alliés. Elle n'est pas un enjeu stratégique majeur du fait de sa situation géographique périphérique et de sa faible industrialisation, si bien qu'elle connait moins de destructions que les autres États sudistes. Dans les secteurs contrôlés par les Nordistes, c'est-à-dire le littoral, les esclaves profitent de la guerre civile pour fuir leurs plantations. Certains s'engagent comme marins ou soldats dans l'Armée de l'Union.
Les Nordistes organisent un blocus maritime et occupent plusieurs ports floridiens pour empêcher le ravitaillement des États sécessionnistes. Les Sudistes contrôlent la plupart des forts. John Milton, le gouverneur de la Floride de l'époque, organise une milice et renforce la défense de son État. Le contingent floridien compte environ 15 000 soldats,. La plupart de ces troupes combattent en Virginie et la brigade de Floride se distingue notamment pendant la bataille de Gettysburg.
Au début de l'année 1862, le gouvernement sudiste demande à l'armée du général Braxton Bragg stationnée à Pensacola de partir pour le front occidental. Il ne reste alors que plusieurs compagnies indépendantes et quelques bataillons d'infanterie qui reçoivent des renforts venus de Géorgie en 1864. La Floride est le théâtre de plusieurs affrontements sans importance décisive (bataille de Santa Rosa Island, bataille de Natural Bridge, bataille de Gainesville, bataille de Marianna) ; la principale bataille est celle d'Olustee.
Plus le conflit dure, plus le mécontentement des Floridiens grandit contre la conscription et les réquisitions. Les déserteurs sont de plus en plus nombreux et ils s'organisent même pour attaquer les patrouilles confédérées, lancer des raids contre les plantations ou encore renseigner les Nordistes. Environ 2 000 Floridiens, opposés à la sécession, rejoignent même les rangs de l'armée ennemie.
En mai 1865, le général nordiste Edward M. McCook est chargé de reprendre le contrôle de la Floride. Il défie le colonel George Washington Scott, fit hisser le drapeau des États-Unis sur le capitole de l'État à Tallahassee et lit la proclamation d'émancipation des esclaves le 12 mai. La guerre de Sécession est terminée en Floride, qui est officiellement réintégrée dans l'Union le 25 juillet 1868. La guerre met la Floride au bord de la faillite, mais l'effort de reconstruction attire des investisseurs du nord du pays. Ces derniers financent le commerce, l'industrie du bâtiment, les transports et le tourisme. La Reconstruction commence ainsi pour s'achever en 1877.

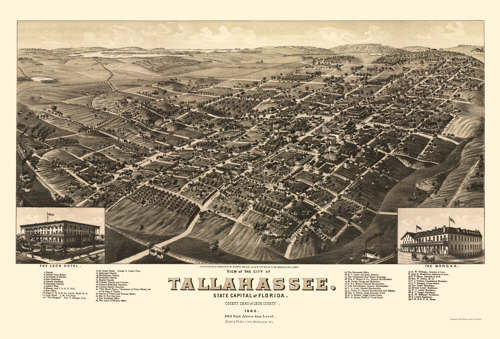
Vue de Tallahassee en 1885.

La Floride se dote d'une nouvelle constitution en 1868, qui est réformée en 1885. L'élite démocrate reprend le pouvoir en 1877 après plusieurs années de lutte politique et de violences des groupes paramilitaires visant à intimider ses adversaires ainsi que les Noirs. Entre 1885 et 1889, le corps législatif de l'État vote des lois destinées à empêcher les Blancs et les Afro-Américains d'exercer leur droit de vote et d'éligibilité, comme le prévoit la constitution des États-Unis. Comme dans les autres États sudistes, le Congrès de Floride reste longtemps dominé par le parti démocrate. Ce dernier instaure un régime de ségrégation raciale en adoptant les lois Jim Crow : les Noirs sont privés de leur citoyenneté et séparés des Blancs dans les lieux publics.

### Ségrégation, migrations et développement économique (1880-1945)
Le tourisme devient une activité majeure de la Floride et est favorisé par la construction de voies ferrées dans la deuxième moitié du XIXe siècle. La croissance que connaît la Floride à cette époque repose en grande partie sur le développement rapide de son réseau ferroviaire. Le secteur primaire connaît également un essor important dans le dernier quart du XIXe siècle : la Floride se spécialisa dans l'élevage, la culture des agrumes, la production de bois, de cigares et de phosphates. Ces produits étaient acheminés vers les centres de consommation du nord-est grâce au chemin de fer et aux navires marchands. Pendant la guerre hispano-américaine de 1898, Tampa, Miami et Jacksonville servent de lieux d'embarquement pour attaquer Cuba. Après le conflit, des milliers de soldats rentrés au pays s'installent en Floride.

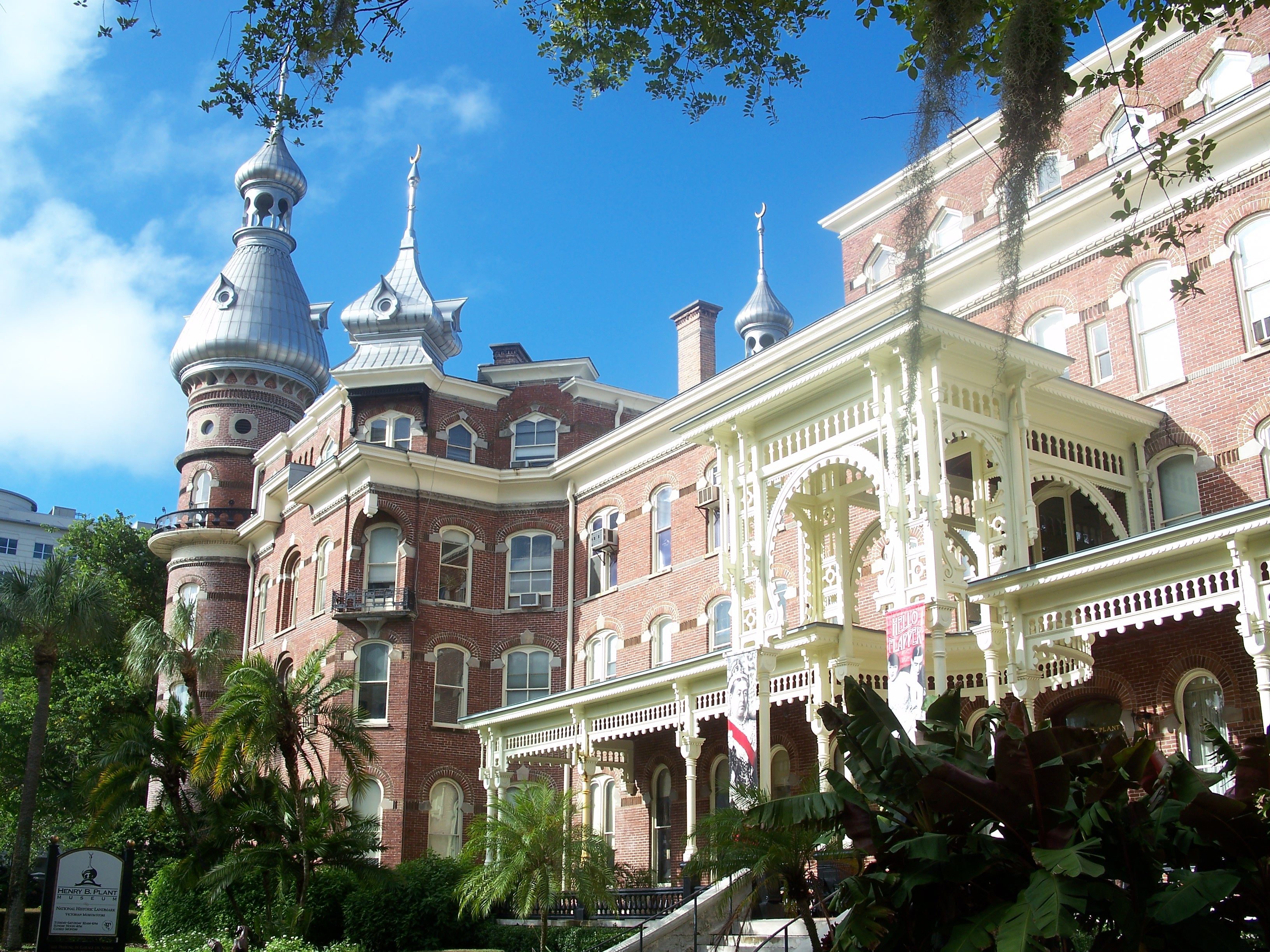
en symbole du développement touristique de la fin du XIXe siècle en Floride.

Les lynchages et les violences racistes dirigées contre les Noirs se multiplient après la Première Guerre mondiale. Ces tensions prennent des formes radicales (émeutes d'Ocoee en 1920, de Perry et de Rosewood en 1922-1923). En 1934, le lynchage de Claude Neal à Marianna provoque une vague d'indignation dans tout le pays. Au tournant du siècle, le charançon du cotonnier dévaste les plantations de coton. Pour échapper aux persécutions et aux discriminations, près de 40 000 Afro-Américains quittent la Floride pour s'installer dans les villes du Nord-Est des États-Unis. Cette « Grande Migration » des années 1910-1940, qui concernait tous les États sudistes, avait également des causes économiques, car les Noirs pouvaient obtenir des emplois mieux payés dans les villes industrielles du Nord qui manquaient de main-d'œuvre.
Le boom ferroviaire et foncier des années 1920 résulte de l'afflux d'investissements extérieurs et profite à des villes comme Palm Beach et Miami. Cet élan est brisé par les ouragans de 1926 et 1928, par l'éclatement de la bulle spéculative,, et surtout par la Grande Dépression à partir de 1929. Pourtant, c'est dans les années 1930 que sont aménagés les premiers parcs d'attraction qui font la réputation de la Floride : Cypress Gardens Adventure Park (1936) près de Winter Haven, Marineland (1938) près de Saint Augustine.
Dès 1933, le président américain Franklin Delano Roosevelt, qui subit une tentative d'assassinat à Miami, met en place le New Deal pour sortir le pays de la Grande Dépression. En Floride, ce programme prend des formes multiples comme la construction du Cross-Florida Barge Canal. De grands travaux de drainage des marécages sont entrepris pour mettre en valeur de nouvelles terres agricoles dans le sud de la péninsule. Cette région connaît alors une importante croissance démographique en attirant des Américains mais aussi des Canadiens. Il faut attendre l'avènement de la société des loisirs, dans les années 1960, pour voir s'installer le Walt Disney World Resort à Orlando.

### Seconde Guerre mondiale et guerre froide

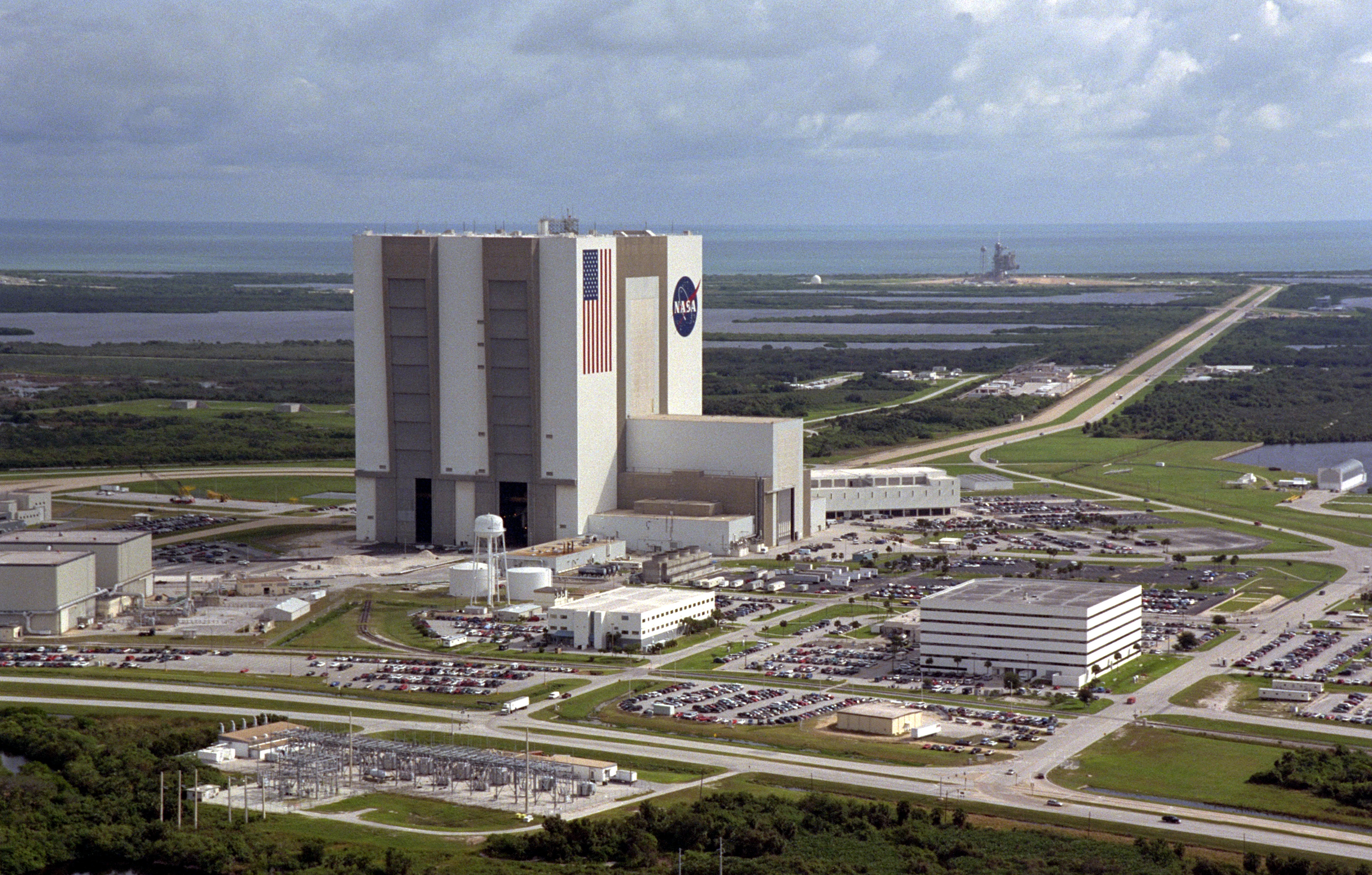
Centre spatial Kennedy.

Malgré des temps difficiles, la population de la Floride passe à environ deux millions d'habitants en 1940. À ce nombre s'ajoute chaque année quelque trois millions de touristes (contre quarante millions aux XXe et XXIe siècles[réf. nécessaire]). La Seconde Guerre mondiale marque un tournant dans l'économie de la Floride : plus de cent Liberty ships sortirent des chantiers navals Wainwright à Panama City. L'État fédéral crée ou renforce les bases militaires comme celles de Pensacola, Eglin ou MacDill de même que celle de Jacksonville. À la fin du conflit, les soldats qui se sont entraînés sur les plages de Daytona Beach, de Miami et de St. Petersburg, reviennent dans la région pour y trouver du travail ou pour suivre une formation universitaire accordée aux militaires démobilisés dans le cadre d'un plan fédéral de reconversion. À la fin de la Seconde Guerre mondiale, la Floride fait de son mieux pour attirer de grandes sociétés américaines dans la région. Entre 1945 et 1954, on construit, pour accueillir les touristes, plus d'hôtels à Miami que dans tout le reste des États-Unis. La guerre froide (1947-1991) accentue l'essor du complexe militaro-industriel ; la Floride devient un enjeu majeur du fait de sa proximité avec l'île communiste de Cuba. Elle accueille des milliers de réfugiés cubains. Miami devint progressivement l'un des principaux centres économiques de l'Amérique latine. L'immigration vient également d'Haïti et d'autres États des Caraïbes.
Au cours de la crise de 1962, la région pouvait être directement menacée par les missiles nucléaires soviétiques. Dans le cadre de la compétition avec l'URSS et à cause de sa situation géographique, la Floride accueille la Patrick Air Force Base et la base de lancement de Cap Canaveral. Dans les années 1960, l'État vit au rythme de la conquête de l'espace qui participe à sa renommée et crée de nombreux emplois. La mission Apollo 11, lancée depuis le Centre spatial Kennedy en juillet 1969, est suivie par des millions de personnes dans le monde. Le ciel de Floride voit également l'explosion de la navette Challenger en 1986. Avec la fin de l'affrontement des deux blocs, plusieurs bases militaires sont fermées.

### Lutte pour les droits civiques
Les deux décennies qui suivent la Seconde Guerre mondiale sont marquées par la mouvement américain des droits civiques des Afro-Américains dans le Sud des États-Unis. En 1944, la Cour suprême des États-Unis interdit le système des primaires blanches qui limite le droit de vote des Noirs. Le leader Harry Tyson Moore fonde 50 branches de la National Association for the Advancement of Colored People (NAACP) pour la Floride. En 1951, il meurt dans l'explosion d'une bombe posée par des activistes du Ku Klux Klan. D'autres attentats contre des Noirs marquèrent les années 1951-1952 en Floride. En 1954, l'arrêt de la Cour suprême des États-Unis interdisant la ségrégation dans les écoles n'est pas respecté partout. Des émeutes raciales ont lieu à Jacksonville en 1960 et à Saint Augustine la même année. Le boycott des bus de Tallahassee fut organisé par le révérend Charles Kenzie Steele en 1956-1958 en prenant modèle sur les événements d'Alabama. Le mouvement contre la ségrégation eut de nombreux partisans parmi la population blanche de l'État, au premier rang desquels se trouve Thomas LeRoy Collins, gouverneur de la Floride entre 1955 et 1961. Jusqu'au début des années 1960, les plages du comté de Dade sont interdites aux Noirs. Il faut attendre le Civil Rights Act de 1964 et le Voting Rights Act de 1965 pour que soit reconnue l'égalité des droits entre Noirs et Blancs dans le Sud. Cependant, les inégalités et les tensions demeurent : plusieurs quartiers noirs de Miami connaissent des émeutes raciales à Liberty City (mai 1980, 17 morts) et Overtown (1982 et 1989).

### Un Etat en développement économique et démographique
Amorcé au XXe siècle, le développement économique et démographique important de la Floride se poursuit au XXIe siècle. L'Etat bénéficie de son climat chaud, appartenant à la Sun Belt, attirant notamment des retraités et des jeunes actifs. Des agglomérations se sont fortement développées comme Miami, et des villes nouvelles comme Orlando ont émergé. 
Le changement démographique s'accompagne aussi d'un changement politique: la Floride, historiquement démocrate tend de plus en plus à devenir républicaine (à l'exception des grandes villes. De plus la population historiquement constituée d'une majorité blanche anglo-saxonne et d'une minorité noire se diversifie, avec une part de plus en plus importante de latino-américains (notamment d'origine cubaine et mexicaine).

## Géographie

### Situation

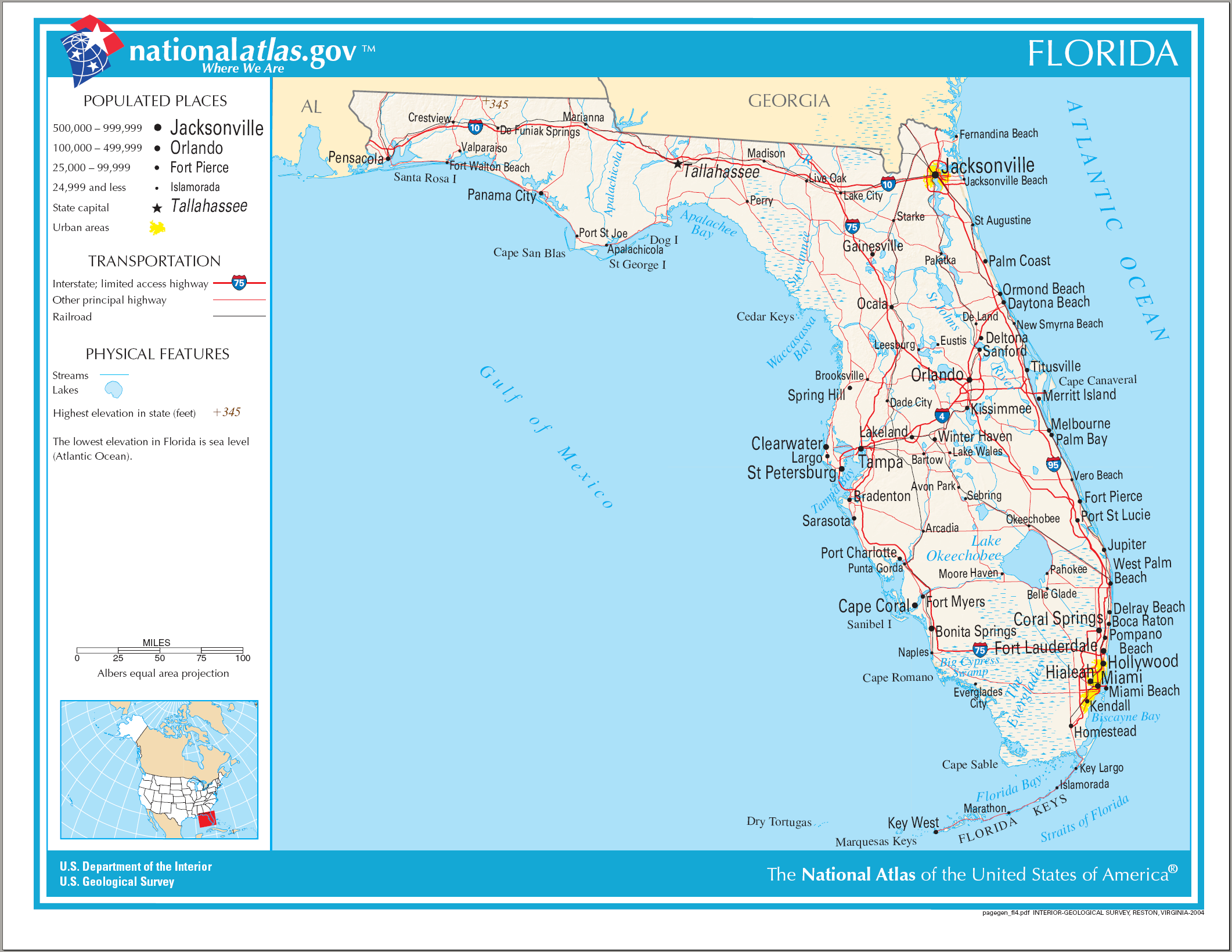
Carte de localisation de la Floride.

La Floride est une péninsule, longue d'environ 700 km, au sud-est des États-Unis. Elle s'avance vers le sud entre l'océan Atlantique à l'est et le golfe du Mexique à l'ouest.
Elle s'étend entre 31° 00′ et 24° 33′ de latitude nord, et entre 80° 03′ et 87° 50′ de longitude ouest. D'une surface de 151 940 km2, la Floride est le 22e État par la taille et le deuxième à l'est du fleuve Mississippi. Sa largeur maximale d'est en ouest est d'environ 580 km. Elle se prolonge au sud par l'archipel des Keys, et à l'ouest par le Panhandle de Floride. Elle est située dans le fuseau horaire de l'Est (Eastern Time, UTC-5).
La Floride est bordée au nord par les États américains de l'Alabama et de la Géorgie. Le périmètre total de ses frontières est d'environ 2 900 km. Elle est séparée des Bahamas et de Cuba par le détroit de Floride. Key West (24° 33′ N) est le point le plus au sud des États-Unis contigus.

### Géographie physique

#### Littoral et îles

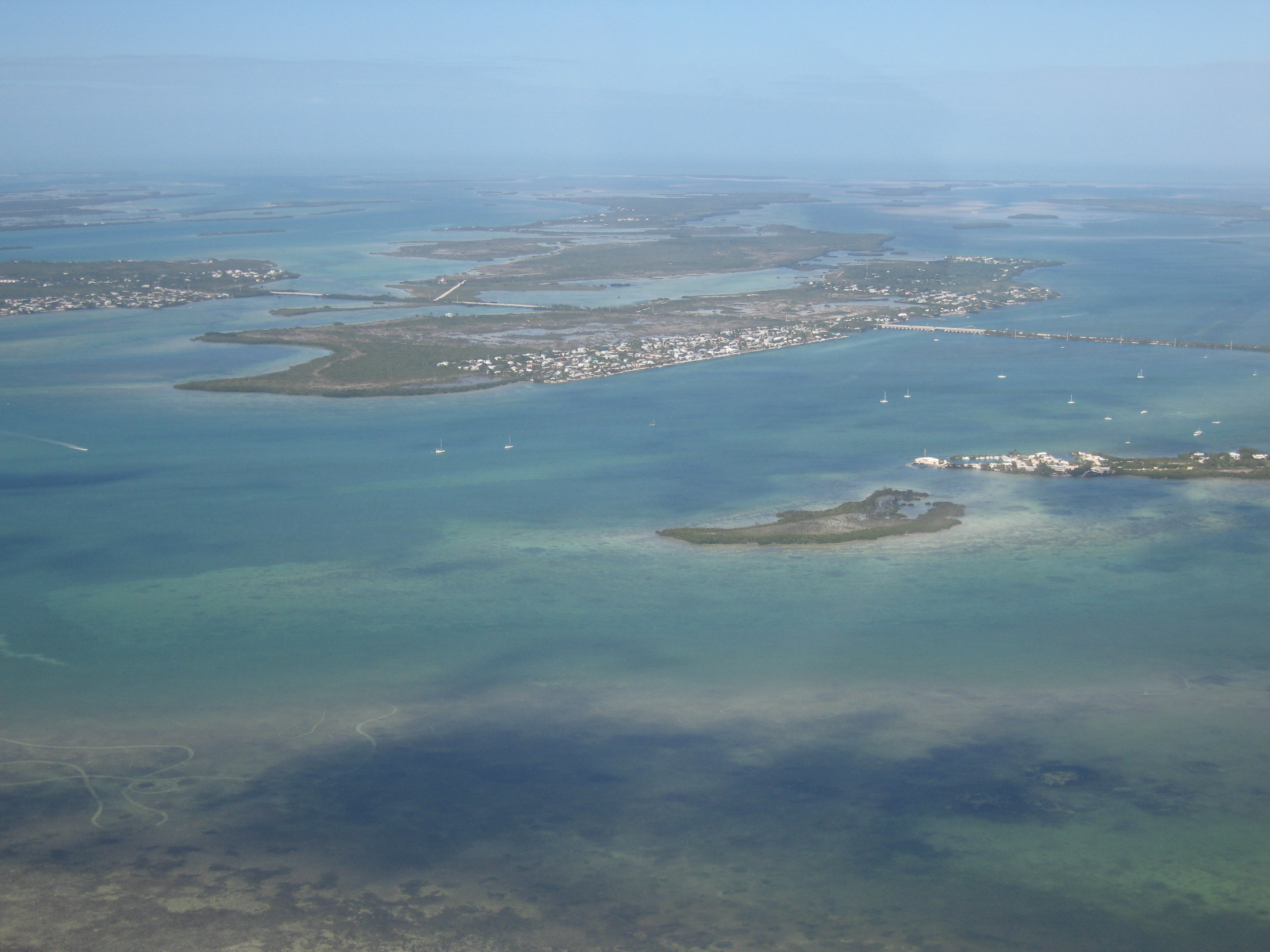
Les Keys sont un archipel au sud de la Floride.

Le littoral de la Floride s'étend sur quelque 1 930 km,. En considérant les baies et les caps, la longueur cumulée atteint environ 13 600 km. Aucun autre État américain, hormis l'Alaska, n'a de littoral plus long,. Cependant, en dehors des baies, la côte occidentale présente peu de sites portuaires favorables en raison de la présence de hauts-fonds. Les rivages orientaux n'offrent que de faibles profondeurs. Son tracé est très irrégulier et bordé par des lagunes (Indian River, environ 200 km de longueur) et des lidos. Au sud, la navigation est rendue dangereuse par les récifs et de nombreuses épaves gisent au fond du golfe du Mexique.
Le littoral floridien compte plus de 4 500 îles,. L'archipel des Keys, à l'extrémité méridionale, forme un chapelet d'îles coralliennes de plus de 200 km de longueur. La plus grande île est Key Largo (47 km de long).
La côte orientale et celle du nord-ouest comptent de nombreuses îles-barrières et bancs de sable qui s'étirent et forment des flèches, parfois sur plusieurs dizaines de kilomètres. La pointe sud de la péninsule est bordée par des marais salés et des mangroves, alors que les Keys sont réputées pour leurs récifs coralliens. On trouve des marécages et des vasières le long de la Big Bend Coast, entre le comté de Pasco et le fleuve Ochlockonee.
Le marnage est plus grand sur la côte orientale avec environ 1,8 mètre contre 0,6 mètre dans le golfe du Mexique. Le Gulf Stream est le courant marin qui naît au détroit de Floride de la rencontre entre les eaux du golfe du Mexique et de l'océan Atlantique. Pour certains spécialistes, le courant de Floride est la partie du Gulf Stream qui s'arrête au niveau du cap Hatteras. Les eaux du Gulf Stream sont plutôt chaudes et pauvres en éléments nutritifs. Un courant chaud, le Loop Current, parcourt le golfe du Mexique dans le sens des aiguilles d'une montre.

#### Relief

Carte topographique de la Floride.

À seulement 105 mètres d'altitude, la colline Britton est le point culminant de la Floride,. Le littoral oriental appartient à l'ensemble topographique de la plaine atlantique (Atlantic Coastal Plain) qui s'étire jusqu'au Canada. Au centre et au Nord se trouvent des collines (Florida Uplands) dont l'altitude moyenne varie entre 30 et 105 mètres. L'ouest fait partie de la plaine côtière du golfe du Mexique (Gulf Coastal Plain). En cas de hausse du niveau moyen des océans, une grande partie de la Floride disparaîtrait sous les eaux en raison du relief plat et des faibles altitudes.
Étant donné que la Floride est éloignée des limites de plaques tectoniques, elle n'est que peu affectée par le risque sismique et volcanique. Les tremblements de terre sont rares et de faible magnitude : celui de janvier 1879, qui se déclenche dans la région de Saint Augustine, se fait ressentir jusqu'à Daytona Beach, Tampa et Savannah. Le séisme de janvier 1880 à Cuba est perçu à Key West, celui de 1886 à Charleston jusque dans le Nord de la Floride. En 2006, les secousses d'un séisme de magnitude 6 qui se déclenche dans le golfe du Mexique à 420 km au sud-ouest de Tampa, sont ressenties au sud et au centre de l'État, sans provoquer de tsunami ni de dégâts importants.

#### Climat
Compte tenu de sa petite taille et de son absence de chaîne montagneuse, la Floride possède un climat relativement homogène marqué par l'humidité estivale. Le climat est influencé par des masses d'air maritimes et par le Gulf Stream. La plus grande partie de l'État se trouve en climat subtropical, codé « Cfa » selon la classification de Köppen. Seule l'extrémité méridionale connaît un climat tropical toujours chaud. Avec 240 jours de soleil par an, la Floride mérite son surnom de « Sunshine State ». Cependant, il est possible de distinguer une saison relativement sèche en automne et en hiver, et une saison humide le reste de l'année. La région reçoit en moyenne 132 cm de pluie par an, dont plus de la moitié entre le début de juin et la fin septembre (le mois le plus propice aux ouragans).
Quasi quotidiens de juin à septembre, les orages sont généralement de courte durée. D'une effrayante violence, ils s'accompagnent d'éclairs et de fortes averses, voire de grêle et de tornades. La fréquence des orages est l'une des plus élevées du monde (seule l'Afrique de l'Ouest en connaît un taux supérieur).
Le record de chaleur de la Floride est de 43 °C mesurés à Monticello le 29 juin 1931 ; Key West possède la température moyenne annuelle la plus chaude des États-Unis et reste à l'abri du gel. Le record de froid est de −19 °C relevés dans la région de Tallahassee le 13 février 1899. Les vagues de froid sont assez rares. Les chutes de neige sont extrêmement rares, mais le 19 janvier 1977 une tempête de neige touche pourtant les villes de Homestead et Miami Beach.
La Floride peut également subir des périodes de sécheresse accompagnées d'incendies, comme en 2000. L'État est également célèbre pour ses orages, particulièrement dans le centre, une région qui détient le record d'impacts de foudre aux États-Unis.

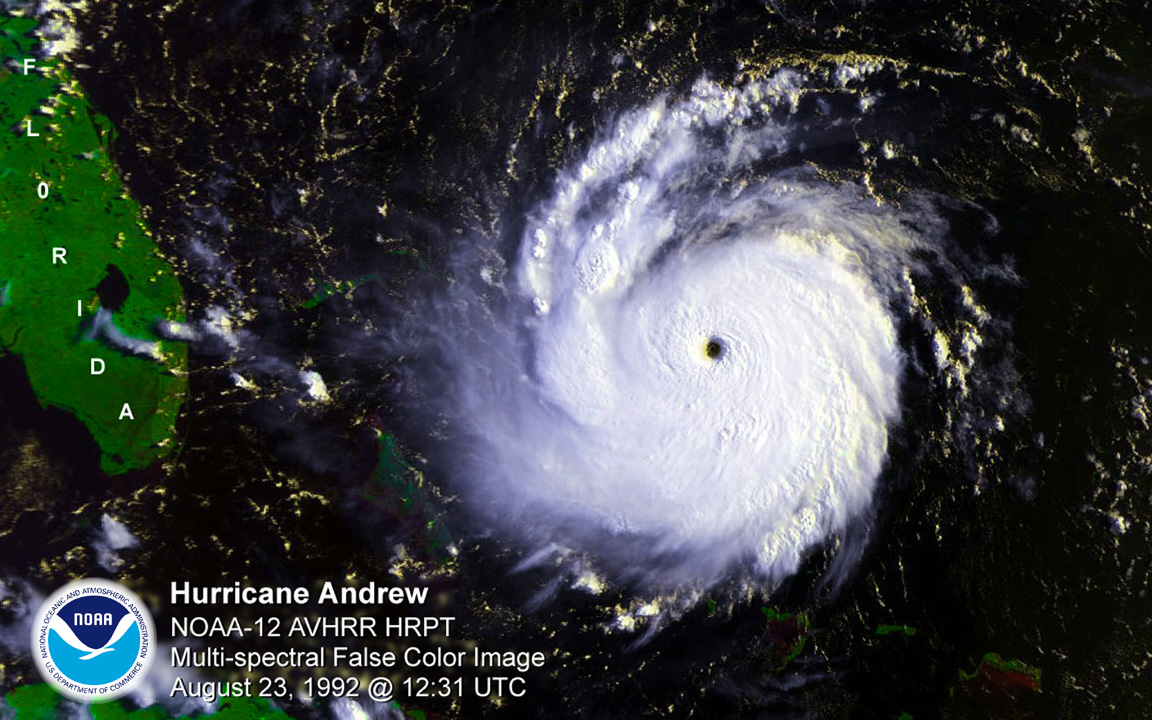
Image satellite de l'ouragan Andrew approchant des côtes de Floride (1992).

Mais les événements météorologiques les plus violents sont les cyclones tropicaux. La Floride se trouve en effet régulièrement sur la trajectoire des ouragans capverdiens, qui touchent la Floride de juin à novembre. La population est préparée à affronter les cyclones tropicaux, appelés « ouragans » dans le bassin de l'Atlantique. Un avis d'ouragan est émis lorsque des vents de plus de 120 km/h sont attendus dans les 24 heures qui suivent. Les évacuations organisées par les autorités permettent de limiter le nombre de victimes. Miami abrite ainsi le Centre national des ouragans (NHC) qui donne l'alerte en cas de danger. Les ouragans se manifestent par des pluies diluviennes, des vents pouvant atteindre la vitesse de 320 km/h, et sur la côte, par une dangereuse montée des eaux.
Officiellement, la saison cyclonique commence le 1er juin et s'achève le 30 novembre, même si des tempêtes peuvent survenir en dehors de cette période, comme celle de mars 1993. L'ouragan Andrew d'août 1992 est le plus destructeur de l'histoire de l'État : il fait 85 victimes et cause 30 milliards de dollars de dégâts.
Les régions situées au nord du lac Okeechobee sont marquées par le climat subtropical humide. Les températures annuelles sont plus basses que dans les régions tropicales, en raison des hivers plus marqués et des vagues de froid qui arrivent du nord. La répartition des températures suit un gradient nord-sud. Les précipitations varient d'une région à l'autre : ainsi, le Panhandle de Floride est la région la plus arrosée sur l'année. La côte nord-est et les régions du centre (lac Okeechobee 1 161 mm/an) reçoivent moins de précipitations.
Le climat tropical n'est présent qu'au sud du lac Okeechobee. Il se caractérise par des températures douces ou chaudes toute l'année (environ 25 °C) et les températures mensuelles sont toujours supérieures à 18 °C. L'amplitude thermique est faible et les précipitations abondantes, avec un maximum en été. L'hiver est plus frais et plus sec que l'été. La région se trouve sur la trajectoire des ouragans pendant la saison estivale. Des fronts froids touchent rarement la région entre la fin octobre et le mois de mars.

Jacksonville.
Key West.
Miami.
Pensacola.

#### Hydrographie
Avec près de 18 % de sa superficie sous les eaux, la Floride est marquée par l'omniprésence des milieux aquatiques. Elle compte près de 1 700 cours d'eau,, 7 800 lacs d'eau douce, 700 sources, 44 500 km2 de marécages.
Le fleuve le plus long à l'intérieur des limites de la Floride est le Saint Johns qui se jette dans l'océan Atlantique. Le fleuve Suwannee prend sa source dans l'État voisin de Géorgie, traverse la Floride et se jette dans le golfe du Mexique.
La Floride possède la plus grande concentration de sources au monde. La plupart se trouvent au nord-ouest de l'État. Certaines sont très chaudes comme les Warm Mineral Springs dans le comté de Sarasota (30 °C).
La Floride compte plus de 30 000 lacs,. Le lac Okeechobee est le plus étendu avec plus de 1 800 km2, ; il est peu profond (entre 4,5 et 6 mètres), comme la plupart des lacs floridiens. Le lac George, le lac Kissimmee et le lac Apopka sont plus petits. D'autres sont artificiels comme le lac Séminole, créé en 1957 par le barrage Jim-Woodruff sur le fleuve Apalachicola. La plupart des petits lacs du centre de la Floride occupent des dolines, c'est-à-dire des dépressions circulaires mesurant de quelques mètres à plusieurs centaines de mètres, qui sont caractéristiques des régions karstiques.
Les pentes douces, le climat et la nature du sous-sol de la Floride expliquent la présence de marécages, dont de nombreux ont été drainés par l'homme. Le plus célèbre est celui des Everglades (voir la section « milieux naturels » plus bas).
Enfin, les eaux souterraines jouent un rôle important dans la géographie de la Floride : une partie des Everglades est un marais d'eau douce alimenté par un aquifère karstique. Les aquifères sont des couches géologiques poreuses et perméables qui emprisonnent des nappes d'eau souterraines. En Floride, ils sont rechargés pendant la saison humide. L'aquifère floridien fournit de l'eau à quelque 8,1 millions de personnes, celui de Biscayne à 4,5 millions d'habitants. Ils sont exploités pour les besoins de l'agriculture, des activités industrielles et touristiques.

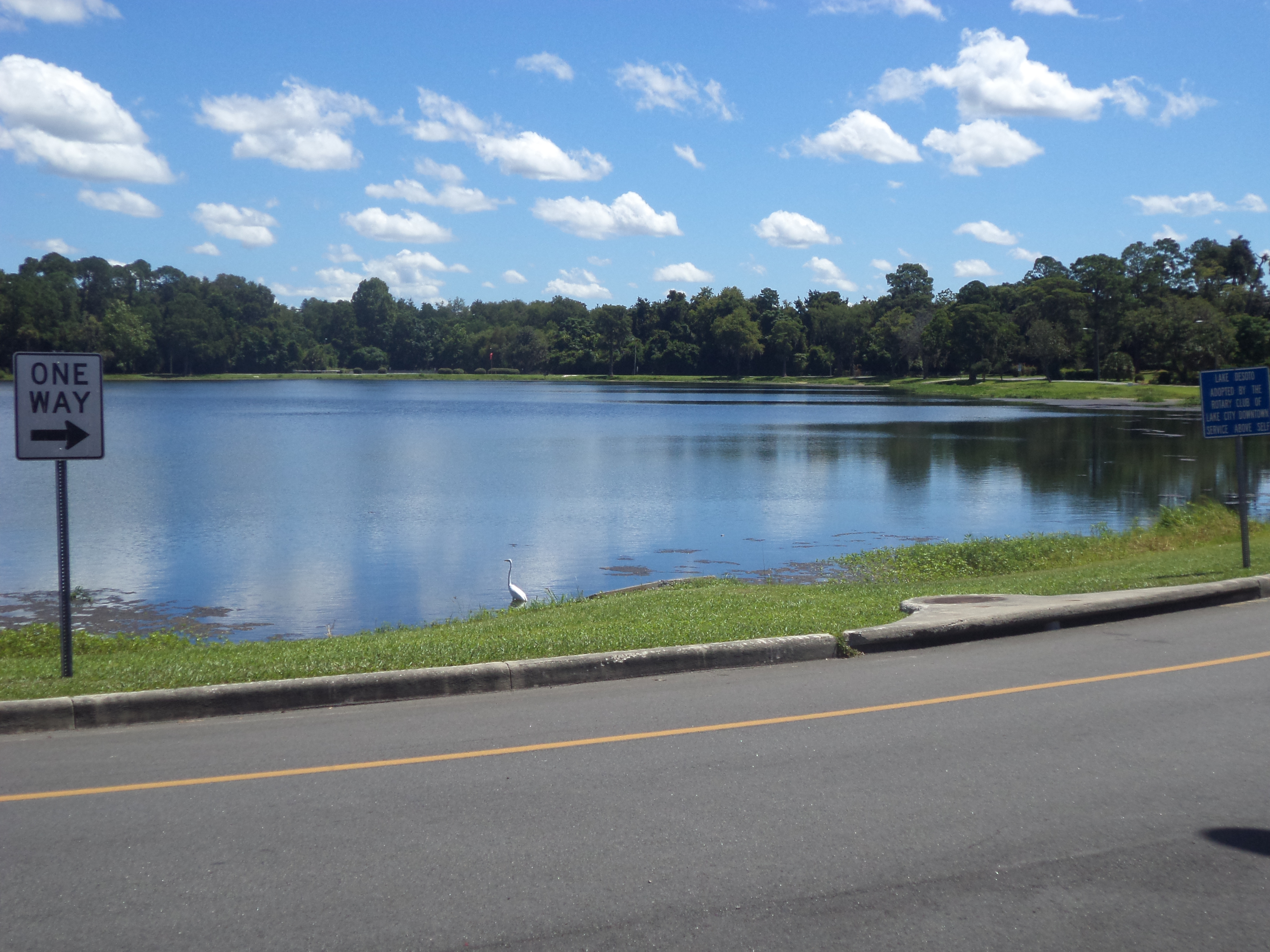
Le lac DeSoto.
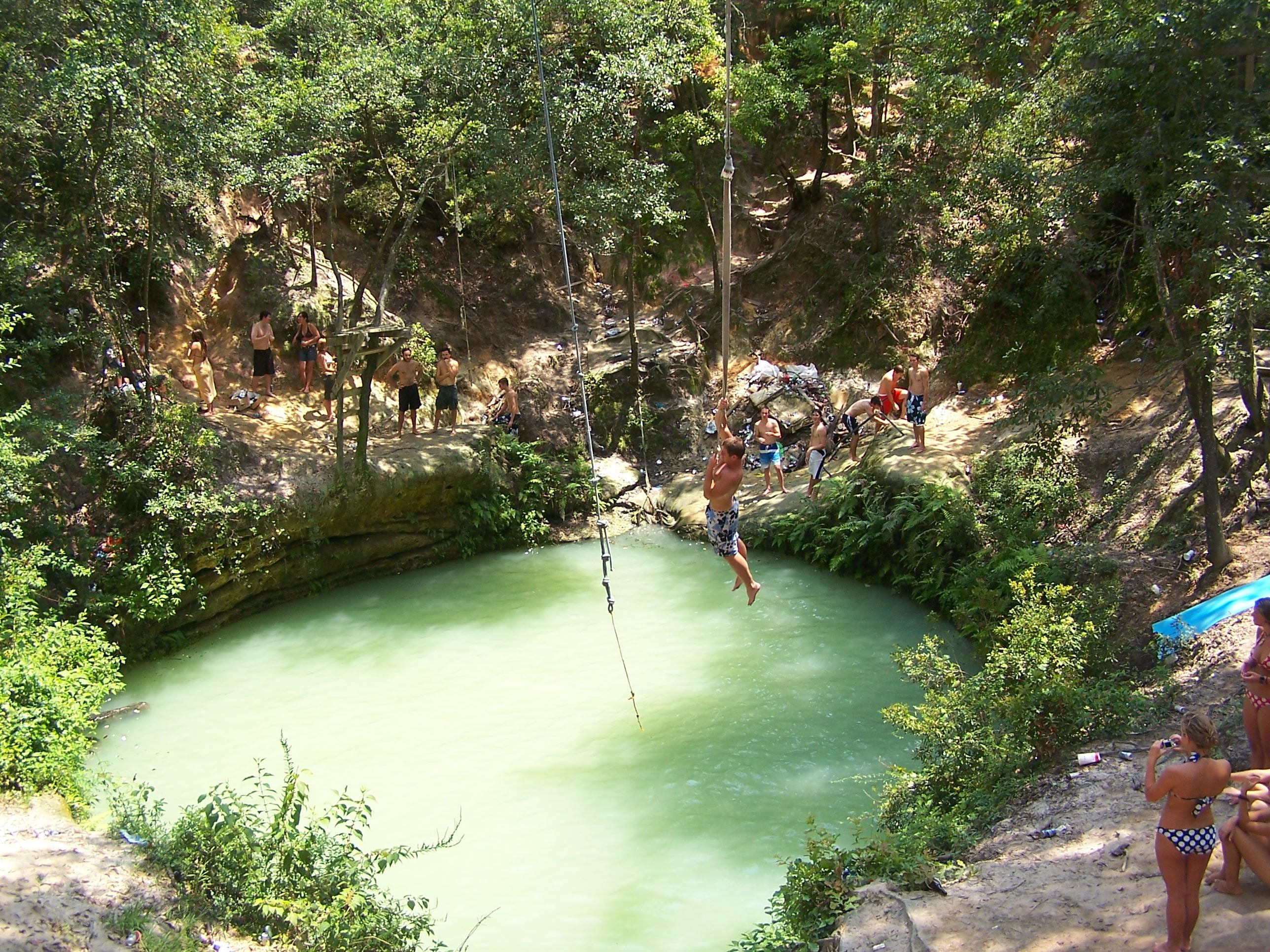
Une doline réputée, le Devil's Hole.

#### Géologie
La Floride appartient à la plaque nord-américaine. Par ses terrains sédimentaires, elle se rattache à d'autres régions des Caraïbes et d'Amérique centrale. Elle constitue la partie émergée d'un grand plateau sédimentaire appelé « plate-forme de Floride » ; seul le nord-ouest (Panhandle) appartient à la plaine côtière du golfe du Mexique. Cette plate-forme se poursuit sous les eaux du golfe du Mexique jusqu'à l'escarpement de Floride, derrière lequel le fond marin tombe brusquement à 1 800 mètres de profondeur. Au sud, le talus de la plate-forme correspond aux Keys et limite le détroit de Floride. À l'est, dans l'océan Atlantique, elle est bordée par l'escarpement de Floride-Bahamas.
La plate-forme de Floride, dont une importante partie se trouve sous les eaux du golfe du Mexique, fait 900 km de long sur 1 000 km de large : il s'agit de terrains du Jurassique, du Crétacé et du Tertiaire dont l'épaisseur varie entre 2,5 à 12 km. Elle repose sur un socle plus ancien de roches ignées (Précambrien-Cambrien), sédimentaires (Ordovicien-Dévonien) et volcaniques (Trias-Jurassique) ; la plate-forme s'est progressivement formée au-dessus de ce substrat par des dépôts sédimentaires. Au cours de son histoire géologique, vieille de plusieurs dizaines de millions d'années, elle a été successivement inondée et découverte au gré des cycles de transgression-régression marines.
Le nord de l'État est constitué de couches sédimentaires formées à partir du matériel rocheux issu de l'érosion des Appalaches, la chaîne de montagne située plus au nord. Le système des collines au centre de la Floride correspond à d'anciennes dunes et dépôts sédimentaires autrefois modelés par l'érosion et le vent. Les calcaires sont les roches les plus fréquentes sous le sol floridien. Ils se sont formés à partir des dépôts de sédiments dans des mers épicontinentales pendant les interglaciaires, du milieu du Jurassique au milieu de l'Oligocène. Ils s'organisent en terrasses et en modelés karstiques : dolines, poljes, pertes, résurgences, grottes et cavernes. Enfin, les Keys sont des récifs coralliens.
En 2005, la Floride était le quatrième État des États-Unis pour la production de minerais. Les principaux sont les phosphates, le sable et les graviers, l'ilménite, la rutile et le kaolin.
Deux types de sable sont présents sur les plages floridiennes : un sable blanc dans lequel domine le quartz, constitué par les sédiments arrachés aux Appalaches et transportés par les cours d'eau ; un sable d'origine carbonatée dans les Keys. C'est sur les côtes du golfe du Mexique que l'on trouve le sable le plus fin. Les plages du Panhandle ont les dunes les plus hautes, les plus petites sont dans les Keys.
La Floride est réputée pour l'abondance et la variété des fossiles de vertébrés datant de l'Éocène au Pléistocène,. Le sol de Myakka, un sable gris et un des symboles de la Floride, est le plus commun de l'État en couvrant une superficie de près de 6 000 km2.

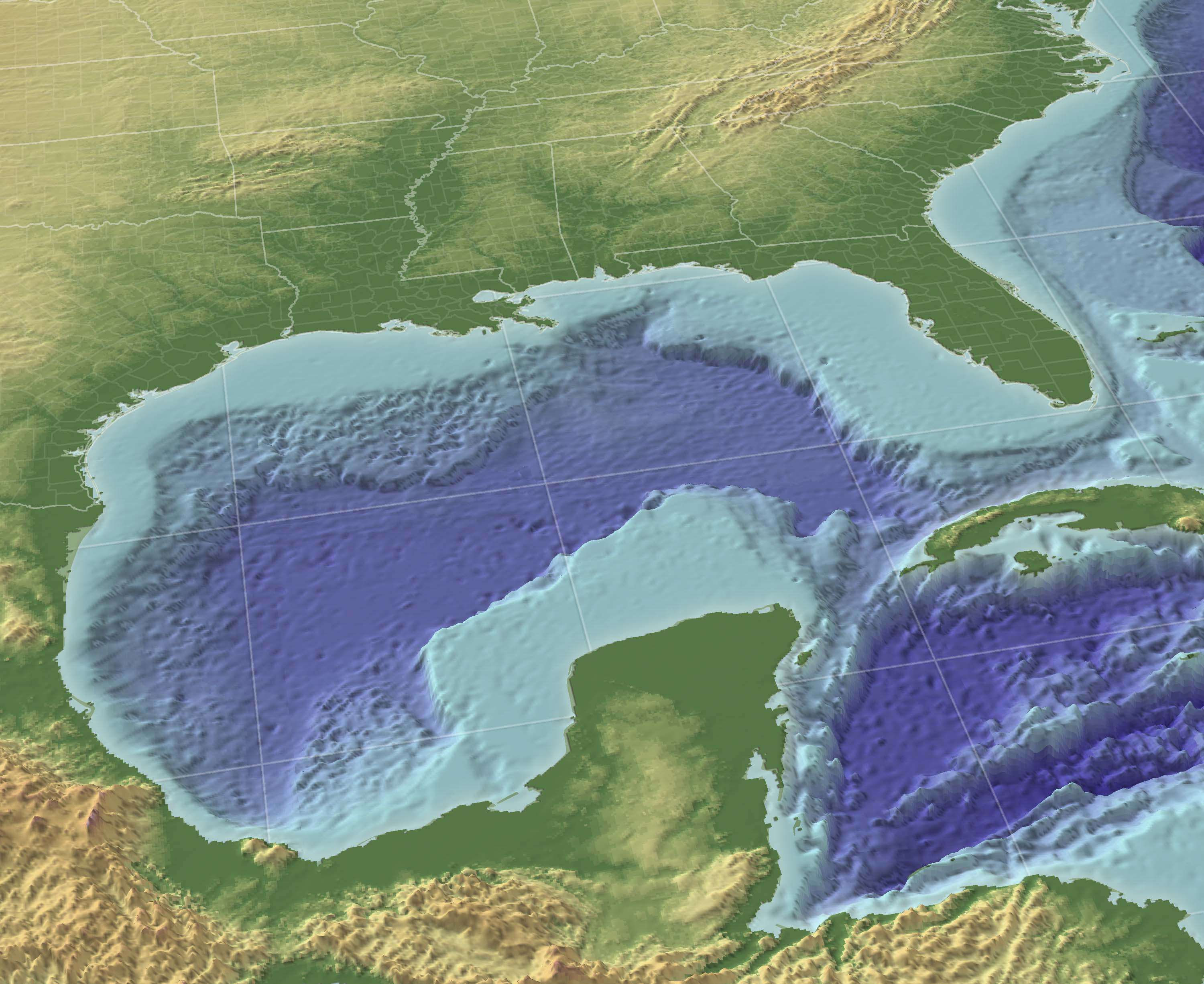
Carte du relief du golfe du Mexique. La plate-forme de Floride apparaît en haut à droite.
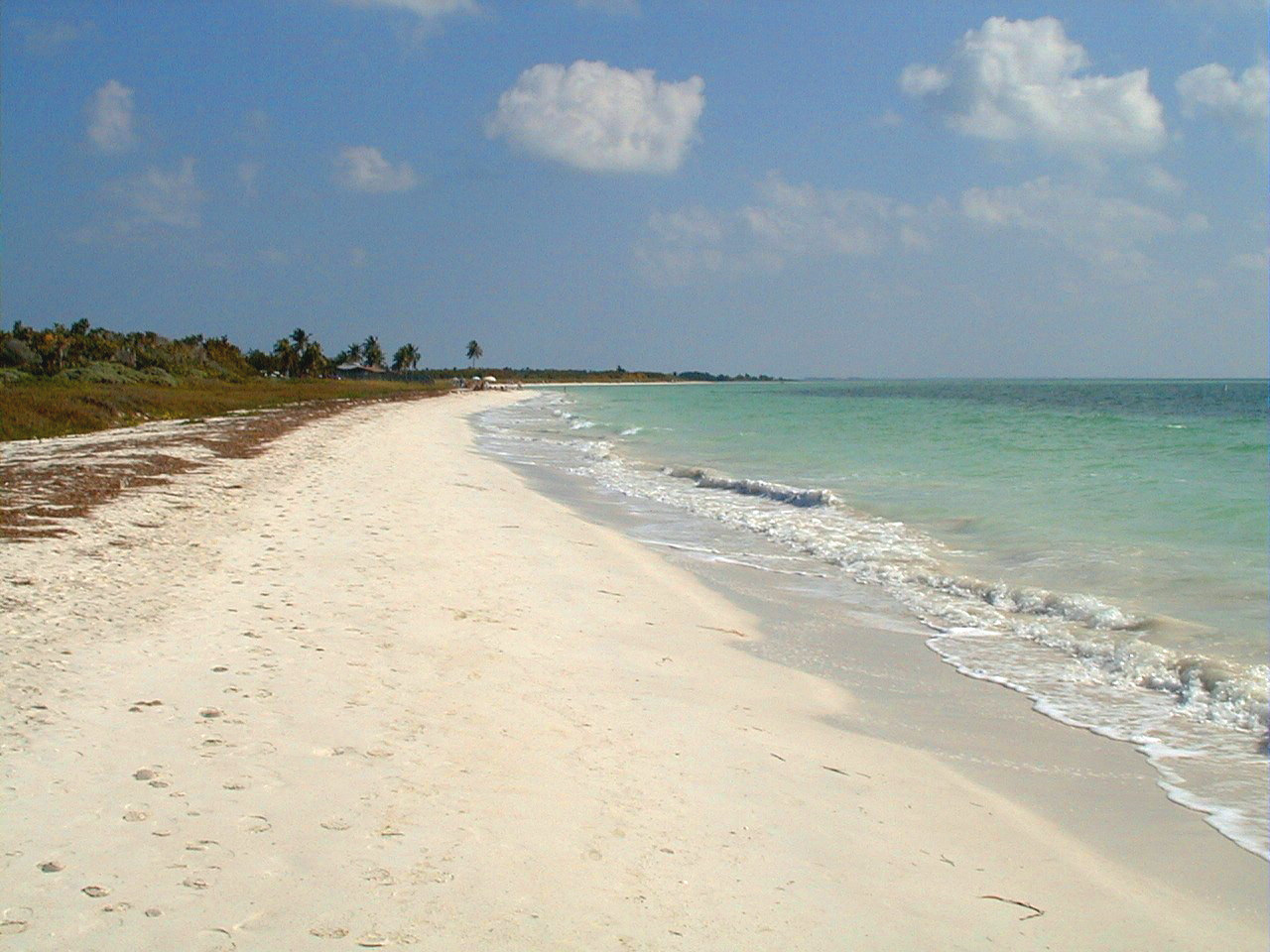
Plage de sable dans le parc d'État de Bahia Honda.

### Villes et urbanisme

Le centre-ville de Miami.

La population floridienne devient en majorité urbaine en 1930. Aux XXe et XXIe siècles, plus de 85 % des Floridiens vivent dans une localité de plus de 2 500 habitants.
En 2007, Jacksonville est la ville de Floride la plus peuplée ; en 2008 la plus grande agglomération est celle de Miami (5,4 millions d'habitants), qui se classe au septième rang des métropoles américaines et au 60e rang mondial,.
En 2008, les cinq premières agglomérations de Floride regroupent plus de 12 millions de personnes soit 67 % de la population de l'État,,. Cette tendance est représentative de la métropolisation du territoire américain. La plupart des villes les plus peuplées se trouvent sur le littoral. Le réseau urbain est relativement équilibré, même si Miami domine. Deux grands axes urbains se dessinent : l'un sur le littoral sud-est (de Homestead à Jupiter), l'autre entre St. Petersburg et Daytona Beach, en passant par Orlando, le long de l'Interstate 4. Tallahassee, la capitale de la Floride, n'est pas la ville la plus peuplée, une situation que l'on rencontre dans de nombreux États américains. Comme ailleurs dans la Sun Belt, les villes de Floride connaissent une croissance démographique soutenue depuis les années 1960. L'exode rural, l'augmentation de la population et l'immigration ont pour conséquence une augmentation du nombre de citadins ainsi que l'étalement des villes.
Les métropoles de Floride ressemblent aux autres grandes villes américaines : elles comportent un centre des affaires avec des gratte-ciel, entouré par des ghettos, des entrepôts et des zones industrialo-portuaires. Les banlieues, dans lesquelles résident les classes moyennes blanches, sont reliées au centre par des autoroutes et quelques voies ferrées. Les municipalités tentent de faire revenir les classes moyennes dans les centres-villes. Cette gentrification passe par la réhabilitation de quartiers historiques (Ybor City à Tampa, Miami Beach Architectural District) et la réalisation d'infrastructures de loisir et de culture (musée d'Art contemporain de Jacksonville par exemple).
| Rang en Floride | Rang aux États-Unis | Ville principale | Nombre d'habitants (2008) |
| --------------- | ------------------- | ---------------- | ------------------------- |
| 1               | 7                   | Miami            | 5 414 792                 |
| 2               | 19                  | Tampa            | 2 733 761                 |
| 3               | 27                  | Orlando          | 2 054 574                 |
| 4               | 40                  | Jacksonville     | 1 313 228                 |
| 5               | 74                  | Bradenton        | 687 823                   |

### Régions
On trouve 5 régions en Floride:
- Côtes de l'Est
- Côtes de l'Ouest
- Floride centrale
- Panhandle de Floride
- Pointe du Sud (Keys)

#### Comtés

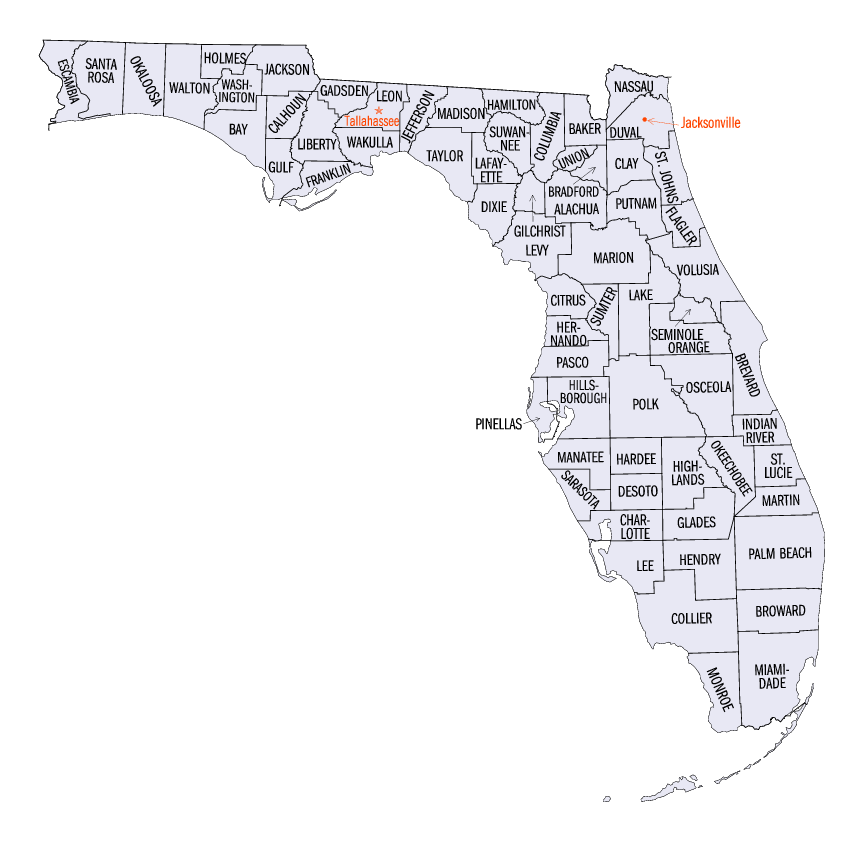
Carte des comtés de l'État de Floride.

La Floride est subdivisée en 67 comtés qui exercent des prérogatives locales diverses (police, justice, travaux publics, hygiène, assistance publique, etc.). Enfin, les municipalités sont le dernier échelon administratif. Elles ont souvent les mêmes attributions que le comté, hormis la justice. Elles sont généralement dirigées par un maire et un conseil municipal élus. Elles prennent des décisions appelées ordinances et lèvent des taxes. Leur principal source de revenus provient des impôts sur les propriétés.

### Aires protégées

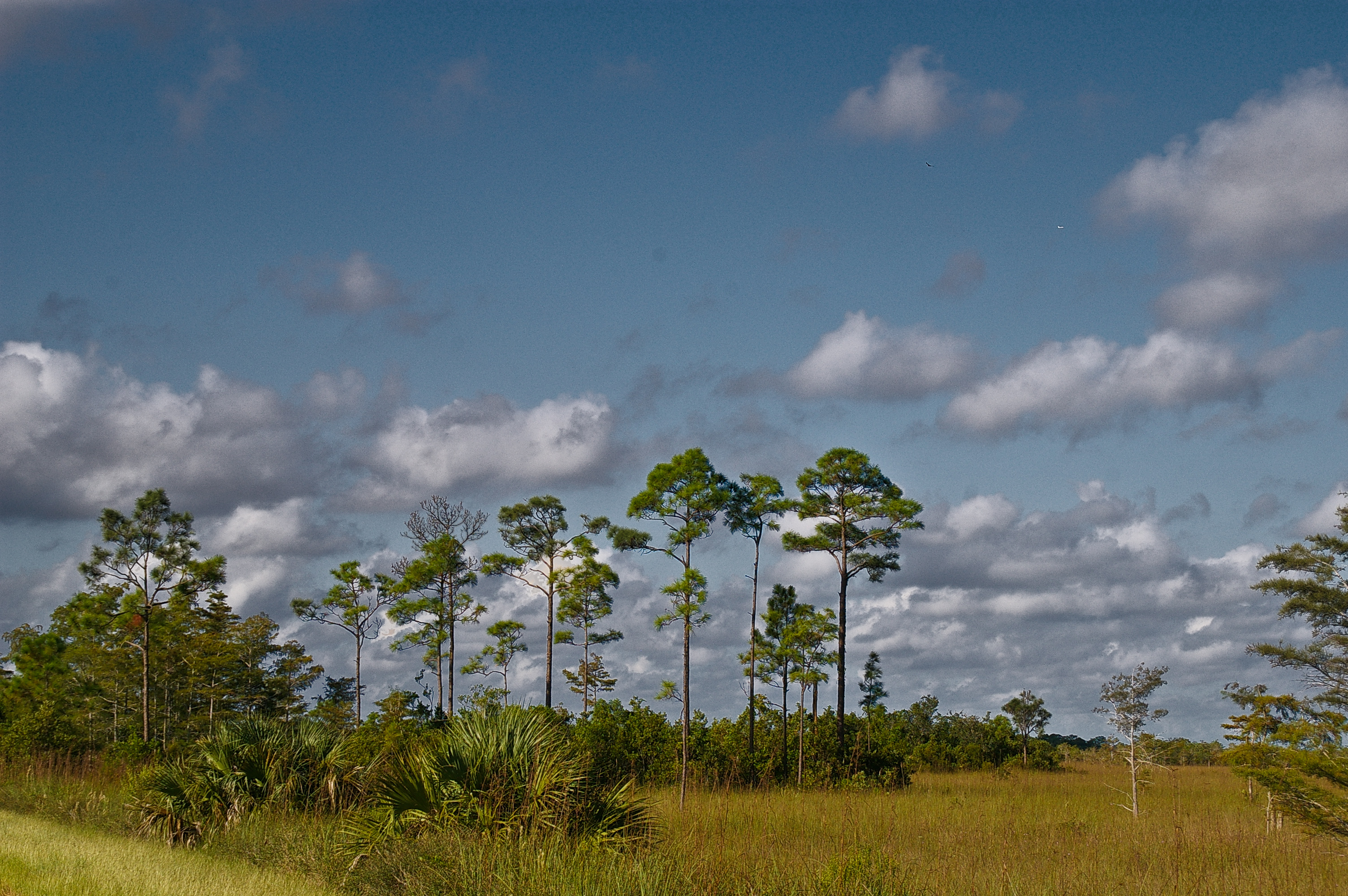
Le parc national des Everglades.

La Floride compte 12 aires protégées gérées par le National Park Service :
- Réserve nationale de Big Cypress
- Parc national de Biscayne
- Canaveral National Seashore
- Monument national de Castillo de San Marcos
- De Soto National Memorial
- Parc national des Dry Tortugas
- Parc national des Everglades
- Fort Caroline
- Fort Matanzas National Monument
- Gulf Islands National Seashore
- Gullah/Geechee Cultural Heritage Corridor
- Timucuan Preserve.

## Milieux naturels et biocénose
Bien que le relief et le climat de la Floride soient relativement homogènes, l'État possède une importante diversité de milieux naturels. Ces derniers sont fragilisés par le changement climatique, la pression démographique et la pollution.

### Principaux écosystèmes
Les forêts couvrent près de la moitié de l'État. Les pins sont les arbres les plus fréquents et sept espèces différentes sont présentes en Floride. Les sous-bois sont formés d'arbustes à baies, de petits chênes et de palmiers des sables. Les pinèdes poussent généralement sur des sols sableux et acides.
En raison des faibles pentes et de la nature des terrains, la Floride compte de nombreuses régions de marécages, dont la plus célèbre est celle des Everglades. Les marais sont le domaine des emblématiques alligators, tortues de Floride et cyprès chauves. Ils constituent des zones de frai pour les poissons dont se nourrissent les échassiers.
La mangrove, dans le sud de la péninsule, et les dunes figurent parmi les écosystèmes les plus fragiles : ils protègent la côte contre les assauts des vagues et sont des lieux de reproduction pour la faune locale. Les milieux marins offrent une biodiversité importante : ils sont dominés par les herbiers de Thalassia testudinum qui poussent sur les hauts-fonds. Ceux du sud sont les plus étendus de la planète (5 500 km2). La Floride est par ailleurs la seule région des États-Unis continentaux à posséder près de 6 000 récifs coralliens. Enfin, elle possède un vaste réseau de grottes et de cavernes où vivent des animaux adaptés à l'obscurité.

### Flore
Le climat de la Floride, dont les caractéristiques varient considérablement du nord au sud, contribue à la très grande richesse de sa flore indigène.
On y dénombre 4 200 espèces de plantes et de fougères. La forêt subtropicale humide est le milieu naturel typique du centre et du nord. Au sud de la péninsule, la végétation ressemble davantage à celle des Caraïbes.
Parmi les arbres les plus présents se trouvent les pins dont le pin des marais et le Pinus serotina. Les marais sont également le biotope des cyprès des étangs et des cyprès chauves. En vue de préserver au mieux ses richesses naturelles, la Floride dispose de trois Forêts nationales (Apalachicola, Osceola et Ocala) qui couvrent au total près de 4 667 km2. Finalement, la Floride dispose également de près de 2 000 km2 de mangroves couvertes de palétuviers rouges, de palétuviers noirs et de palétuviers blancs. Toutes sortes de plantes exotiques introduites en Floride ont menacé ou menacent la survie d'espèces indigènes. Ces plantes représentent désormais 27 % des variétés existantes dans l'État et se sont répandues dans la nature au détriment de la végétation native, à tel point que plusieurs programmes d'éradication ont dû être mis en place.
Les végétaux symboles de l'État sont l'oranger, le palmier des sables et le coreopsis.

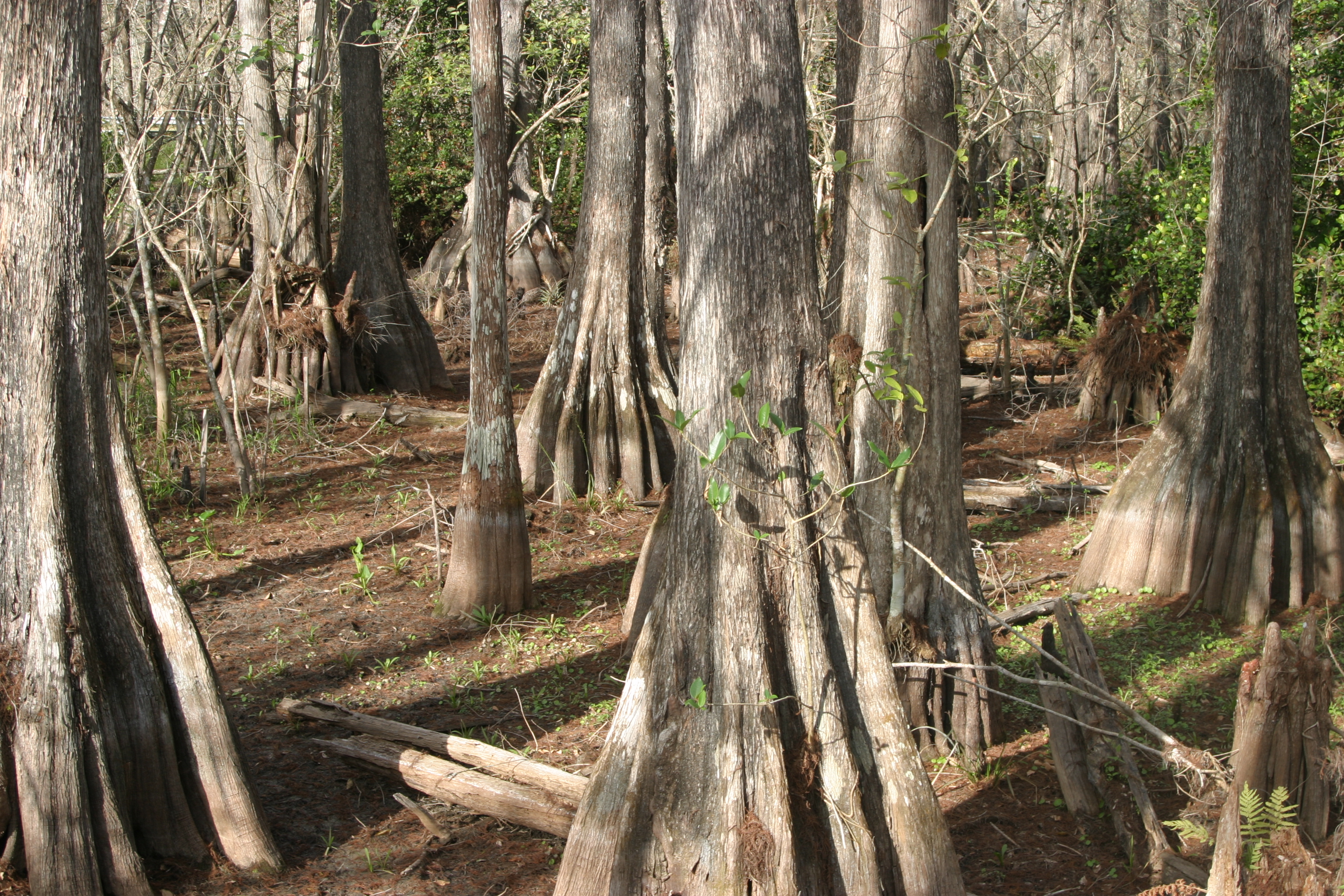
Cyprès chauves.
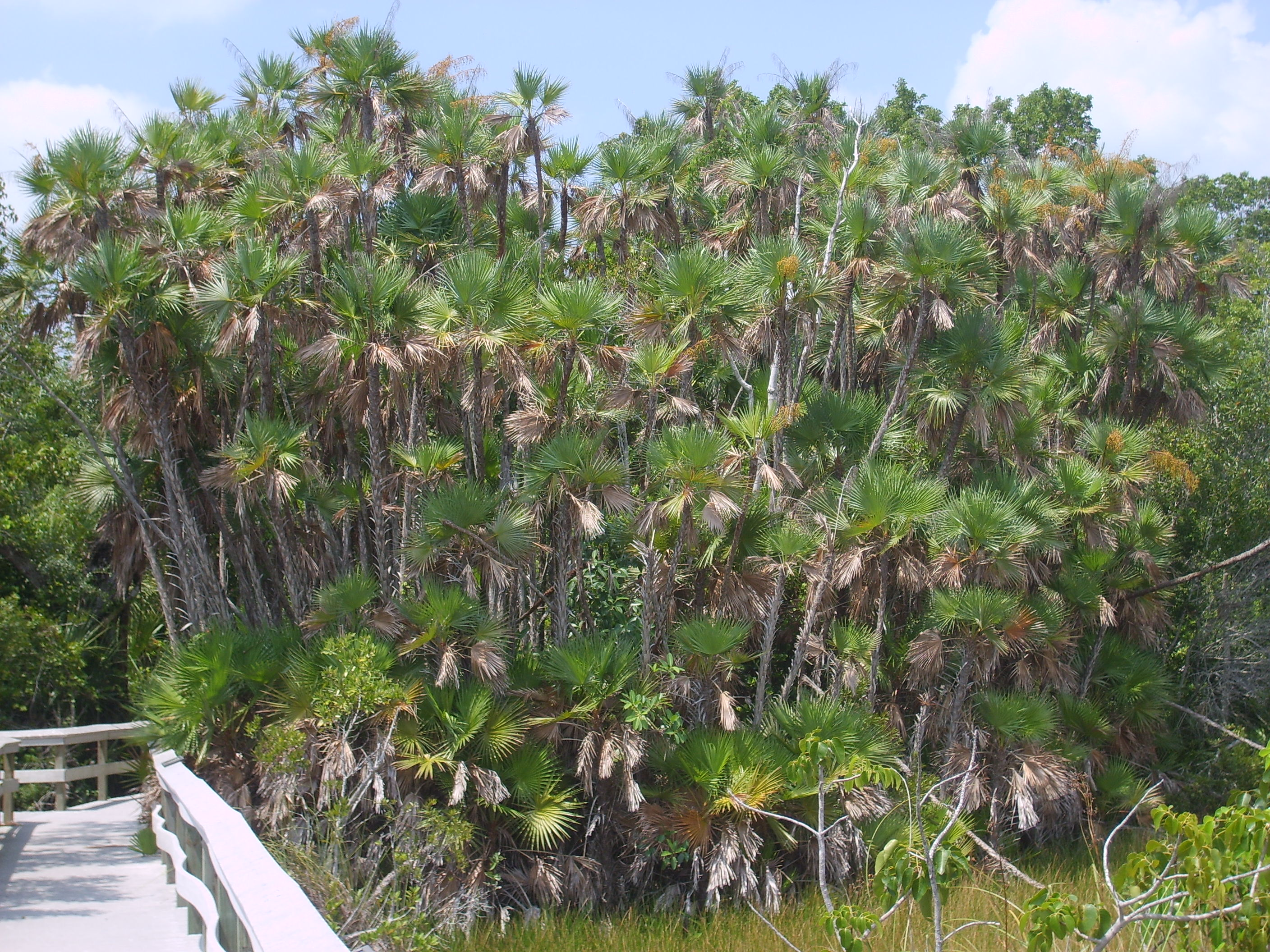
Palmier des sables.
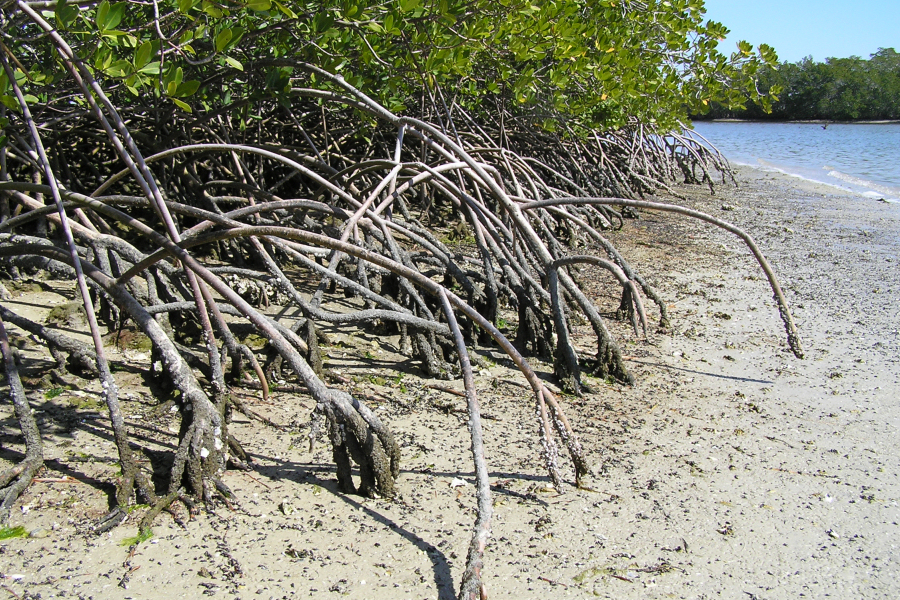
Mangrove.
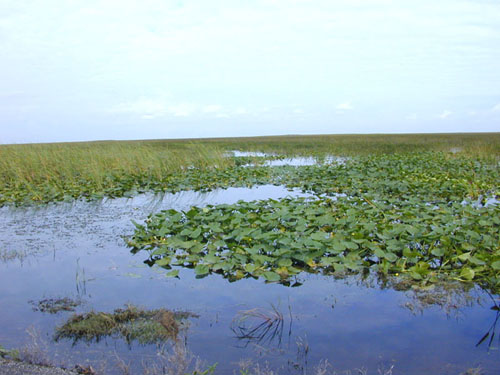
Marécages.
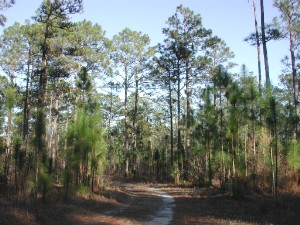
Pins des marais.

### Faune
Le soleil de la Floride et ses hivers cléments sont propices à une faune très variée.
La Floride compte 250 espèces de poissons, 498 espèces d'oiseaux, dont 179 espèces qui nichent en Floride et 1 500 espèces de vertébrés. Parmi les animaux les plus menacés, on peut citer le crocodile américain, la tortue verte, le tantale d'Amérique, le pic à bec ivoire, la panthère de Floride, le cerf des Keys ou encore le lamantin de Floride. L'alligator d'Amérique fréquente les eaux douces marécageuses mais on le rencontre aussi dans les rivières ou les lacs. Les milieux humides abritent de nombreuses espèces aquatiques (pélican, pygargue à tête blanche, balbuzard pêcheur) et d'échassiers (aigrette neigeuse, héron cendré et grand héron, flamant rose). Les animaux symboles de l'État sont la panthère de Floride, le moqueur polyglotte, l'Heliconius charithonia, l'achigan à grande bouche, le voilier de l'Atlantique, le lamantin de Floride, le marsouin et le Pleuroploca gigantea.
Grâce à la présence de nombreuses zones humides et à son climat chaud, la région est également un paradis pour de nombreux insectes et notamment pour les moustiques. De juin à septembre (saison des pluies), plusieurs espèces de moustiques sont ainsi véritablement gênantes pour les habitants et les touristes. Le long de la côte, ils sévissent toute l'année.

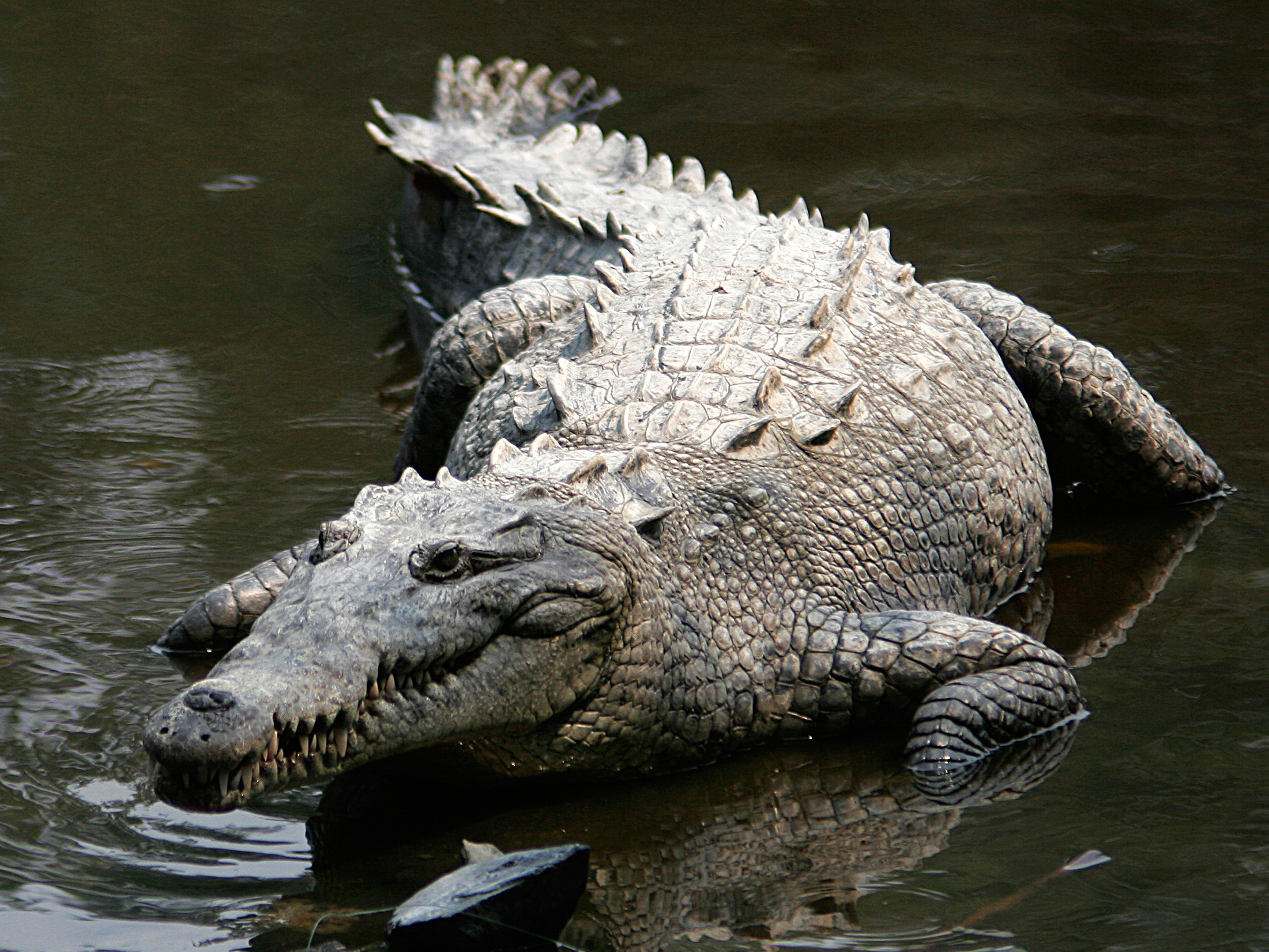
Crocodile américain.
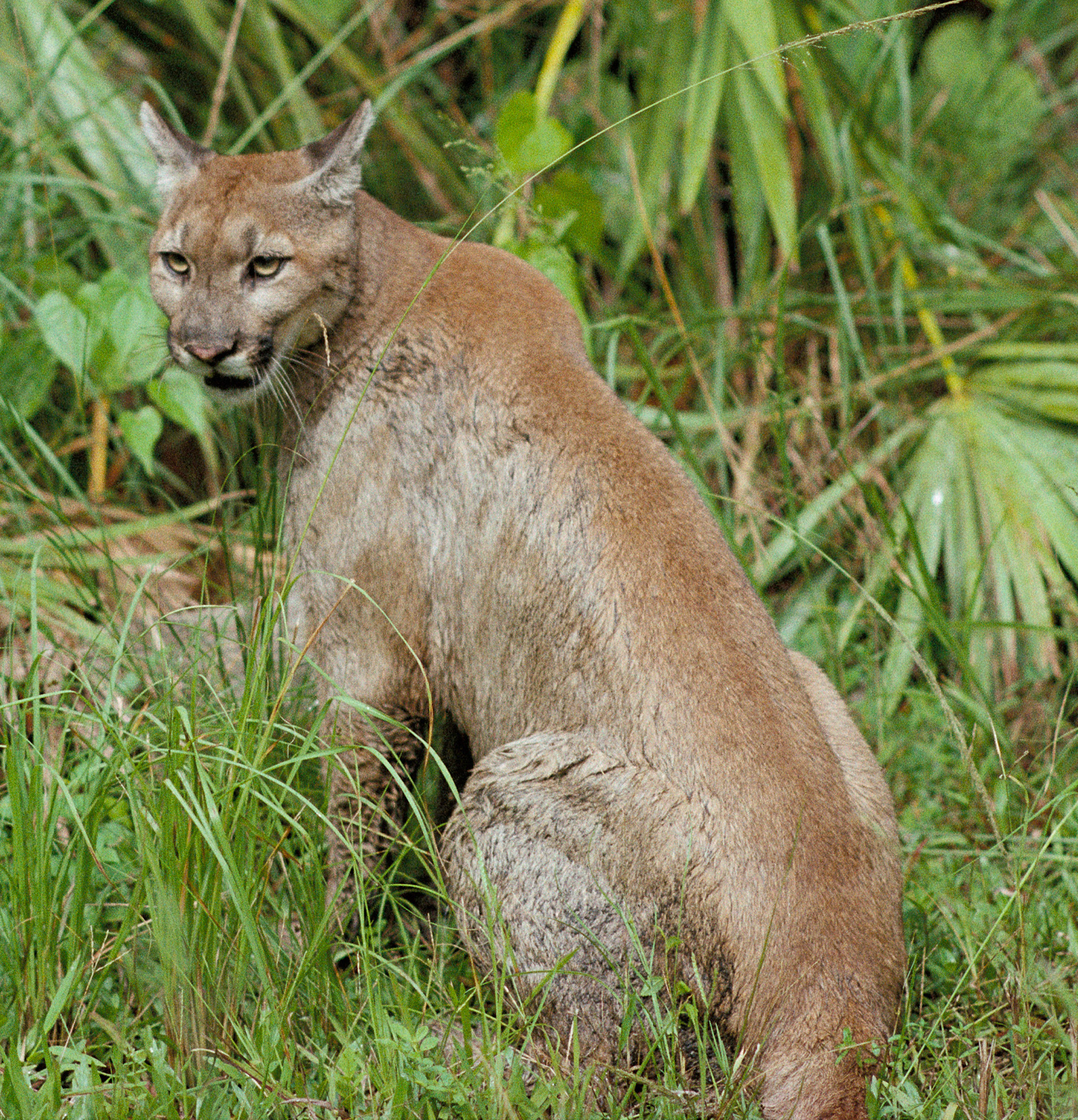
Panthère de Floride.
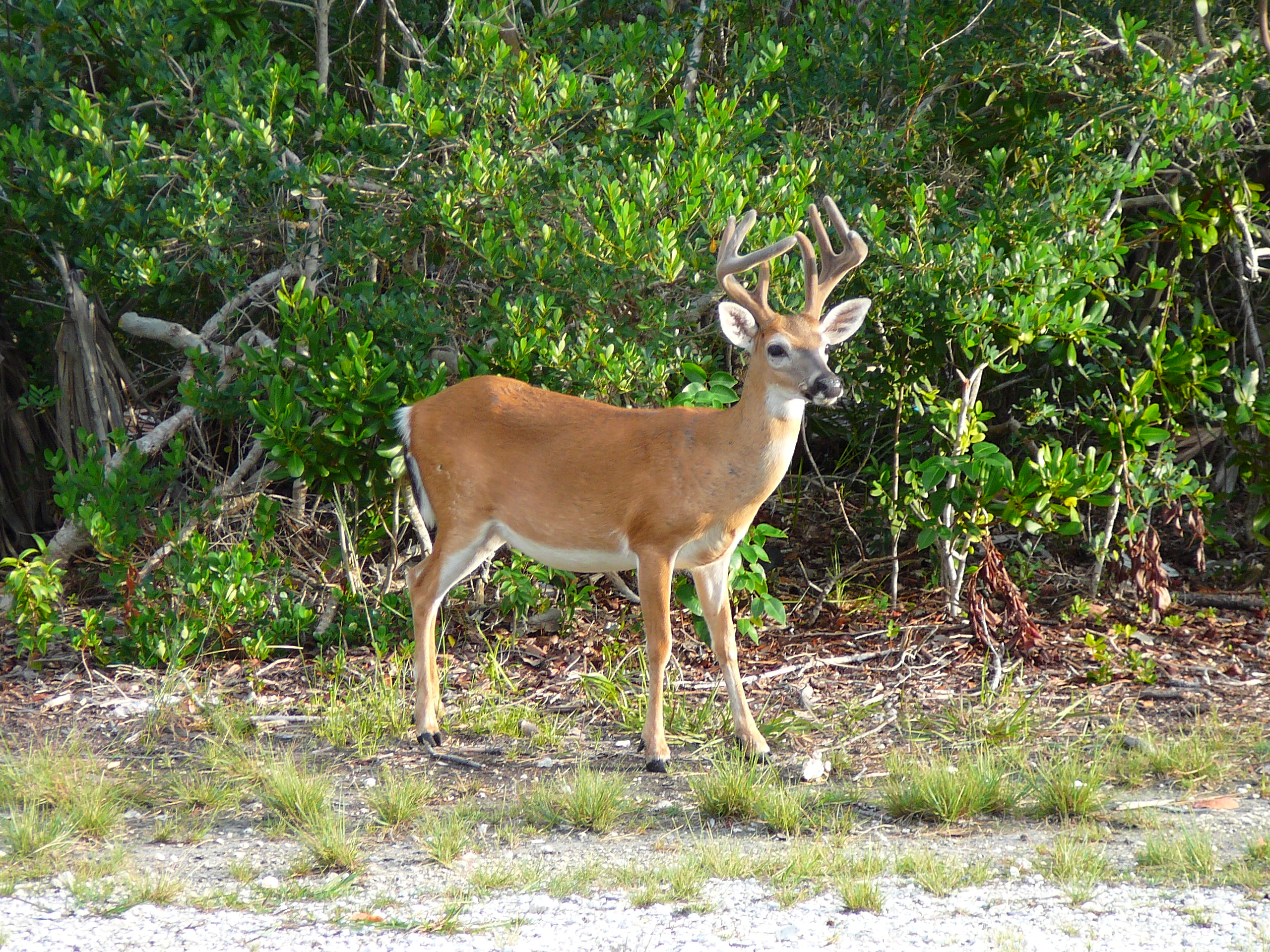
Cerf des Keys.
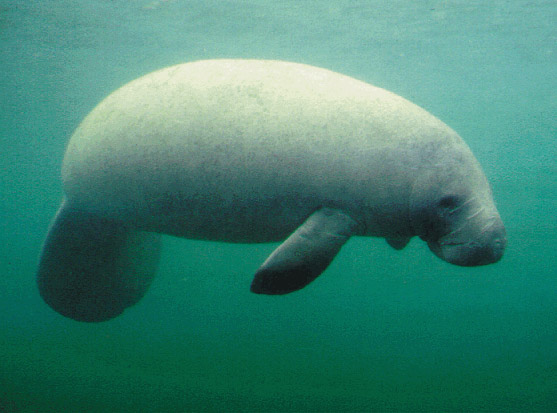
Lamantin de Floride.
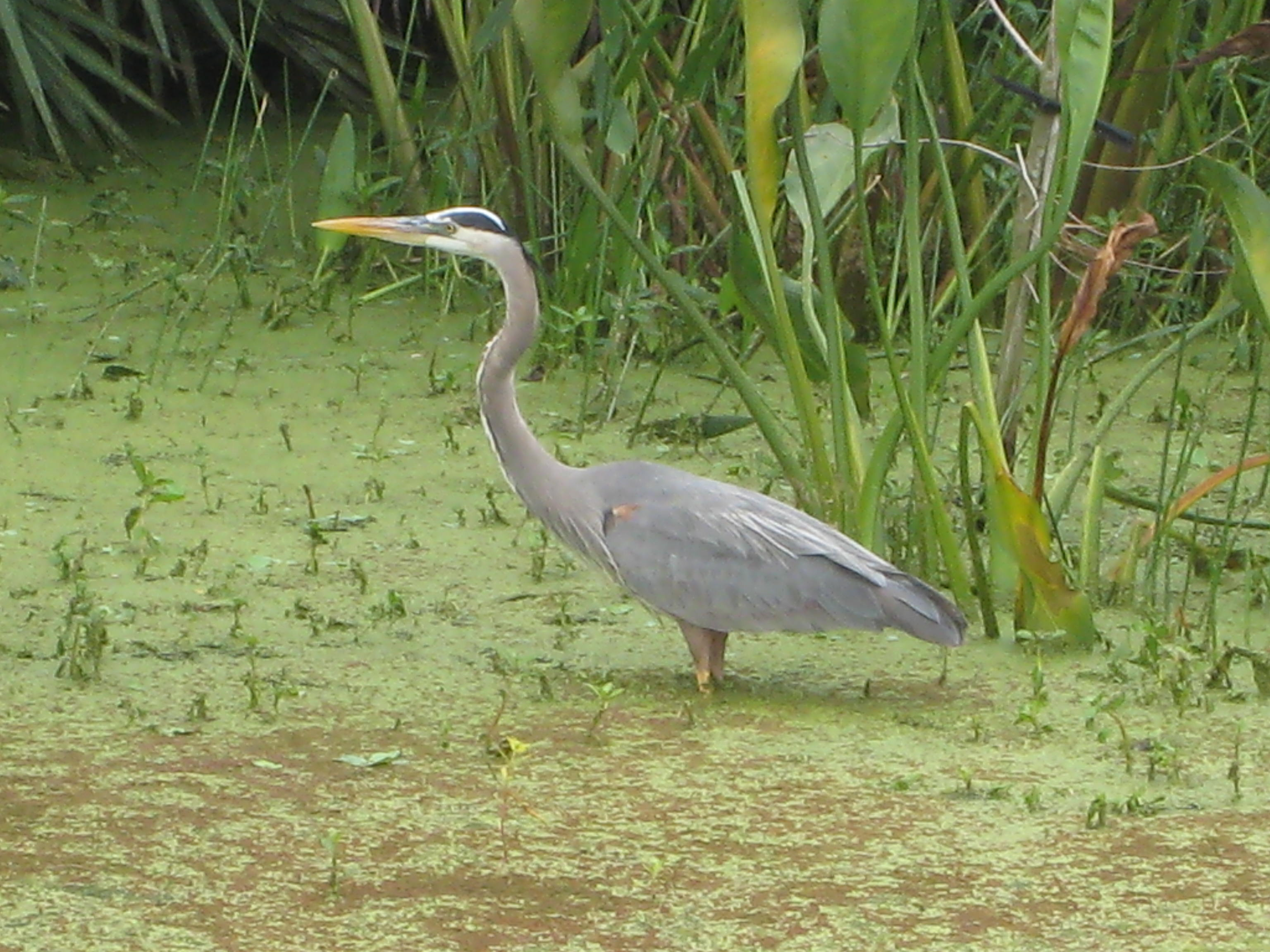
Héron.
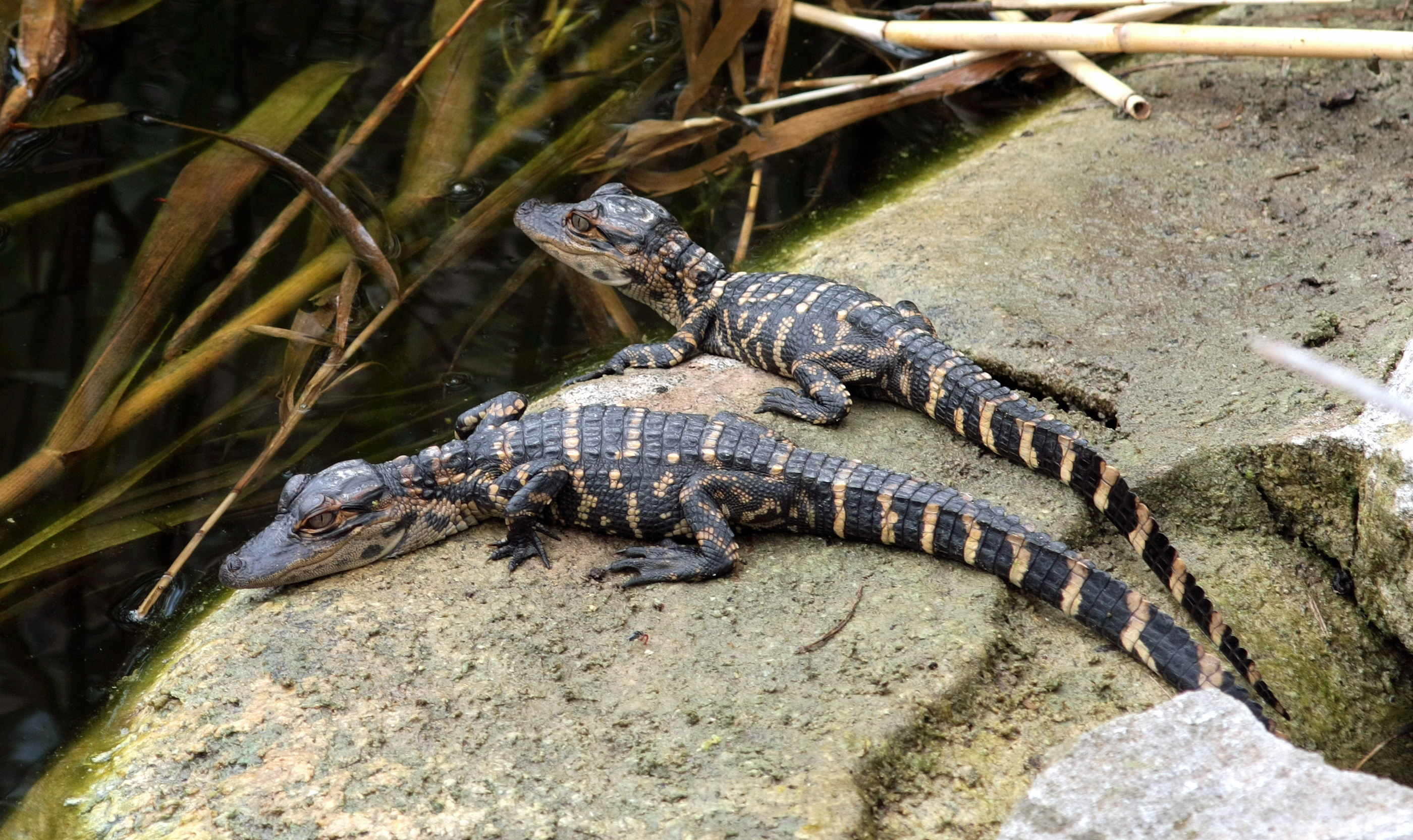
Alligators juvéniles.

### Problèmes environnementaux
La Floride est particulièrement menacée par le changement climatique : des ouragans plus fréquents et plus intenses entraînent la destruction des récifs, des forêts, et l'érosion des littoraux. Une élévation de six mètres du niveau des océans provoquerait la submersion du tiers de la Floride. Les sécheresses à répétition augmenteraient le risque de feux de forêt et les pénuries en eau. La pression démographique et l'urbanisation ont conduit au drainage des zones humides et à la baisse des nappes phréatiques. Les effondrements de terrain se multiplient et les milieux aquatiques se dégradent. L'étalement urbain est à l'origine de la disparition des milieux naturels et de la hausse des incidents entre les hommes et les alligators. Le développement économique est la cause des pollutions, des concurrences sur les ressources en eau, de la destruction des coraux. Les loisirs maritimes (sports nautiques, pêche) portent atteinte à la faune sous-marine.
Le Florida Department of Environmental Protection est l'organisme chargé de la préservation de la nature pour la Floride. En 2004, la législature de l'État a voté un budget de 98,4 millions de dollars pour la restauration des plages. L'État impose des restrictions d'eau et une usine de dessalement de l'eau de mer est construite en 1993 dans la baie de Tampa pour pallier la pénurie. En 2005, 40 % des prélèvements en eau étaient destinés à l'agriculture. Il existe des projets pour amener l'eau du nord de la Floride vers le sud plus peuplé.
Le système des parcs d'État regroupe quelque 158 lieux préservés. La Floride est le seul État à l'est du fleuve Mississippi qui possède trois parcs nationaux : les Everglades, Biscayne et Dry Tortugas. Ces parcs se concentrent dans le sud de la péninsule et protègent en particulier des milieux humides et maritimes.
La Floride compte un grand nombre de zones protégées (parcs, forêts, aires de loisirs, lieux d'intérêt historique, etc.), certaines régies par le gouvernement fédéral, d'autres par l'État. Créés pour préserver le patrimoine naturel et culturel de la Floride tout en restant accessible au public, la plupart de ces domaines offrent aux visiteurs une grande variété d'activités de plein air (randonnée, baignade, équitation, cyclisme, pêche, canoë, camping, etc.). La Floride est aussi l'État qui compte aussi le plus grand nombre de golfs (1086 golfs en fonctionnement vers l'an 2000), qui posent des problèmes de consommation de foncier, d'eau et de pollution par les pesticides (à cause de l'arsenic du MSMA entre autres).
Le niveau de la mer est monté de 7 centimètres entre 1992 et 2020, mais la dynamique s’est accélérée depuis le milieu des années 2000. L’eau pourrait monter jusqu’à 86 centimètres d’ici 2060. Les inondations sont de plus en plus fréquentes dans les villes proches du litoral. D'après une étude de l'université de Géorgie, six millions de Floridiens devront déménager vers l'intérieur des terres avant la fin du siècle.

## Population

### Croissance démographique

Évolution de la population de la Floride (1830-2000).

La Floride connaît la troisième croissance démographique du pays en valeur absolue et la septième en pourcentage. Entre 2000 et 2006, la population floridienne a augmenté de 13,2 % contre 6,4 % pour la population américaine. Cette augmentation de la population entraîne des problèmes écologiques : pression urbaine, déficit en eau, appauvrissement des écosystèmes, bétonnage des côtes, etc. La croissance démographique est due pour 12,5 % au solde naturel, alors que les migrations y contribuent pour 87,5 %. En effet, la Floride appartient à la Sun Belt qui attire les Américains et représente un important foyer d'immigration. Elle comptait en 2000 16,7 % d'immigrés et 23,1 % de personnes parlant une autre langue que l'anglais à leur domicile.
La première d'entre elles est l'espagnol (26,9 %) suivie par le français (2,2 %), l'allemand (0,6 %) et l'italien (0,4 %). L'Article II, Section 9, de la Constitution de la Floride dispose que « l'anglais est la langue officielle de l'État de Floride ».

### Répartition de la population

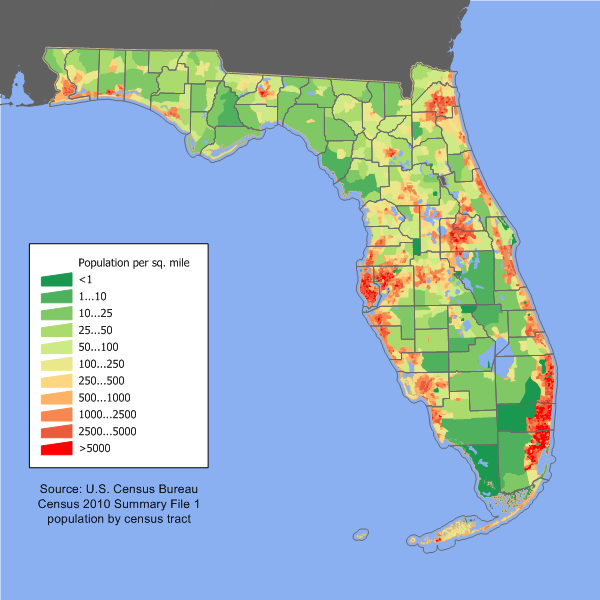
Carte des densités en Floride.

La densité de population en Floride, avec 116 hab./km2, est la huitième des États-Unis, un chiffre nettement supérieur à la moyenne nationale, même s'il cache d'importantes disparités. La population se concentre sur le littoral atlantique et sud-ouest autour de Tampa : 90 % de sa population vit à moins de 30 km du rivage. L'intérieur est moins peuplé sauf dans des villes comme Tallahassee et Gainesville, ainsi que quelques comtés comme Seminole, Orange et Polk. Les régions dont les densités sont très faibles correspondent à des milieux naturels protégés (Parc national des Everglades, forêts nationales d'Apalachicola et d'Osceola par exemple). Le littoral situé entre Clearwater et Panama City est également moins peuplé.

### Structure démographique
La part des plus de 65 ans est de 16,8 % soit 4,4 points de plus que la moyenne nationale. La croissance de ce groupe tend néanmoins à diminuer depuis la fin du XXe siècle. La Floride possède la plus grande concentration américaine de retraités qui sont attirés par le climat. Plusieurs milliers de ces personnes âgées se regroupent dans des retirement communities, c'est-à-dire des quartiers exclusivement aménagés pour les retraités : le Sun City Center près de Tampa en est un exemple. Elle fut construite par Delbert E. Webb, un promoteur arizonien à partir de 1960 et compte aux XXe et XXIe siècles, quelque 9 300 habitants. La proportion des moins de 19 ans diminue : elle était de 27,6 % en 1980 et de 25,3 % en 2000. Ce phénomène démographique aura des conséquences sur la population active de l'État dans l'avenir.
Le taux de mortalité en Floride (9,6 pour mille habitants en 2005) est supérieur à la moyenne nationale (8,2 pour mille habitants). Les Hispaniques ont un taux de natalité supérieur au reste de la population. Le taux de fécondité est de 64,1 enfants pour 1 000 femmes en âge de procréer en 2004 (66,3 pour les États-Unis).

### Répartition ethnique
| Groupe      | Floride | États-Unis |
| ----------- | ------- | ---------- |
| Blancs      | 76,8    | 75,5       |
| Hispaniques | 27,1    | 19,1       |
| Noirs       | 17      | 13,6       |
| Asiatiques  | 3,1     | 6,3        |
| Métis       | 2,4     | 3          |
| Amérindiens | 0,5     | 1,3        |
| Océaniens   | 0,1     | 0,3        |
| Total       | 100     | 100        |

La majorité de la population floridienne est blanche, mais sa part tend à diminuer lentement (85,3 % en 1980 ; 77,3 % en 2019), comme dans le reste des États-Unis.
Il existe une forte proportion d'Hispaniques (26,4 % en Floride, 18,5 % en moyenne nationale) et celle-ci a tendance à augmenter. Avec 5,75 millions de personnes, la communauté hispanique de Floride est la troisième du pays derrière celle de Californie et du Texas. Elle se concentre dans le Sud de la péninsule : les Hispaniques représentent plus de 25 % de la population dans les comtés de Miami-Dade, Collier, Hendry, De Soto, Hardee et Osceola. Avec plus de 1,4 million de personnes (soit 61,9 % des habitants), le comté de Miami-Dade abrite le plus grand groupe d'Hispaniques en Floride.
Contrairement aux États du Sud-Ouest des États-Unis, les Cubains sont majoritaires (833 000 sur 3,6 millions en 2000) et non les Mexicains (364 000). Ils se concentrent en particulier dans le quartier de Little Havana à Miami et dans la ville d'Hialeah, en banlieue de Miami.
Les Amérindiens ne représentent qu'une infime partie de la population floridienne et se répartissent en deux tribus principales : les Séminoles et les Miccosukees. Ils travaillent dans les réserves et les casinos de l'État. Il existe six réserves amérindiennes dont les trois principales sont Immokalee, Hollywood et Brighton.
Vers 1960, les Afro-Américains représentaient 18 % de la population floridienne (880 186 personnes). Leur proportion a diminué (voir la partie Historique plus haut). Aux XXIe et XXIe siècles[Quoi ?], de nombreux Noirs sont d'origine haïtienne. Dans la ville de Miami, il existe un quartier nommé Little Haiti, historiquement peuplé par des Haïtiens voit son territoire de plus en plus habité par des Hispaniques.

### Langues
| Langue         | 1980    | 1990    | 2000    | 2010    | 2016    |
| -------------- | ------- | ------- | ------- | ------- | ------- |
| Anglais        | 86,82 % | 82,65 % | 76,92 % | 73,36 % | 71,72 % |
| Espagnol       | 8,56 %  | 11,97 % | 16,46 % | 19,54 % | 20,89 % |
| Créole haïtien | 0,78 %  | 0,68 %  | 1,39 %  | 1,84 %  | 2,09 %  |
| Français       | 0,78 %  | 0,92 %  | 0,83 %  | 0,60 %  | 0,55 %  |
| Allemand       | 0,74 %  | 0,67 %  | 0,60 %  | 0,42 %  | 0,34 %  |
| Italien        | 0,65 %  | 0,58 %  | 0,45 %  | 0,31 %  | 0,26 %  |
| Portugais      | 0,06 %  | 0,13 %  | 0,36 %  | 0,50 %  | 0,49 %  |
| Autres         | 2,39 %  | 2,40 %  | 2,99 %  | 3,43 %  | 3,66 %  |

La langue officielle de la Floride est l'anglais ; c'est la langue du gouvernement et de l'enseignement.
L'espagnol est l'ancienne langue coloniale, et majoritairement parlée par les premiers colons européens jusqu'à environ 1885, où il est supplanté par l'anglais. Les raisons du déclin de l'espagnol sont : l'industrialisation, la migration de travailleurs américains d'autres États et d'étrangers et l'essor du tourisme. En 1947, l'espagnol n'est plus parlé que par moins de 3 % de la population de Floride.
Vers la fin des années 1950, avec l'instauration du régime castriste communiste à Cuba, l'espagnol retrouve de la vigueur avec l'arrivée de nombreux réfugiés cubains hispanophones, et à partir des années 1960, avec l'arrivée de nouveaux réfugiés de pays d'Amérique latine, dont le Nicaragua et le Salvador. D'autres sont venus de la  République dominicaine, du Mexique et du territoire américain de Porto Rico.[réf. nécessaire]
Le créole haïtien, dérivé du français, est la troisième langue la plus parlée en Floride.

### Société et religion
| Religion                    | Floride | États-Unis |
| --------------------------- | ------- | ---------- |
| Protestantisme évangélique  | 24      | 25,4       |
| Catholicisme                | 21      | 20,8       |
| Non affiliés                | 17      | 15,8       |
| Protestantisme traditionnel | 14      | 14,7       |
| Églises noires              | 8       | 6,5        |
| Agnosticisme                | 4       | 4,0        |
| Athéisme                    | 3       | 3,1        |
| Judaïsme                    | 3       | 1,9        |
| Mormons                     | 1       | 1,6        |
| Témoins de Jéhovah          | 1       | 0,8        |
| Autres                      | 4       | 5,4        |

La population floridienne suit la moyenne nationale dans le taux de diplômés de l'enseignement secondaire (79,9 %), du revenu moyen par habitant (38 417 $) et du taux de personnes vivant sous le seuil de pauvreté (11,9 %). Le revenu médian est sensiblement inférieur à celui des États-Unis (40 900 $ contre 44 334 $). Le taux de divorce de la Floride (3,6 pour mille habitants) est légèrement supérieur à la moyenne nationale (3,5 pour mille habitants) et a tendance à diminuer depuis les années 1990.
En 2000, les protestants étaient les plus nombreux en Floride. En valeur absolue, l'Église la plus importante est celle des catholiques (2,6 millions), suivie par la Convention baptiste du Sud (1,3 million).

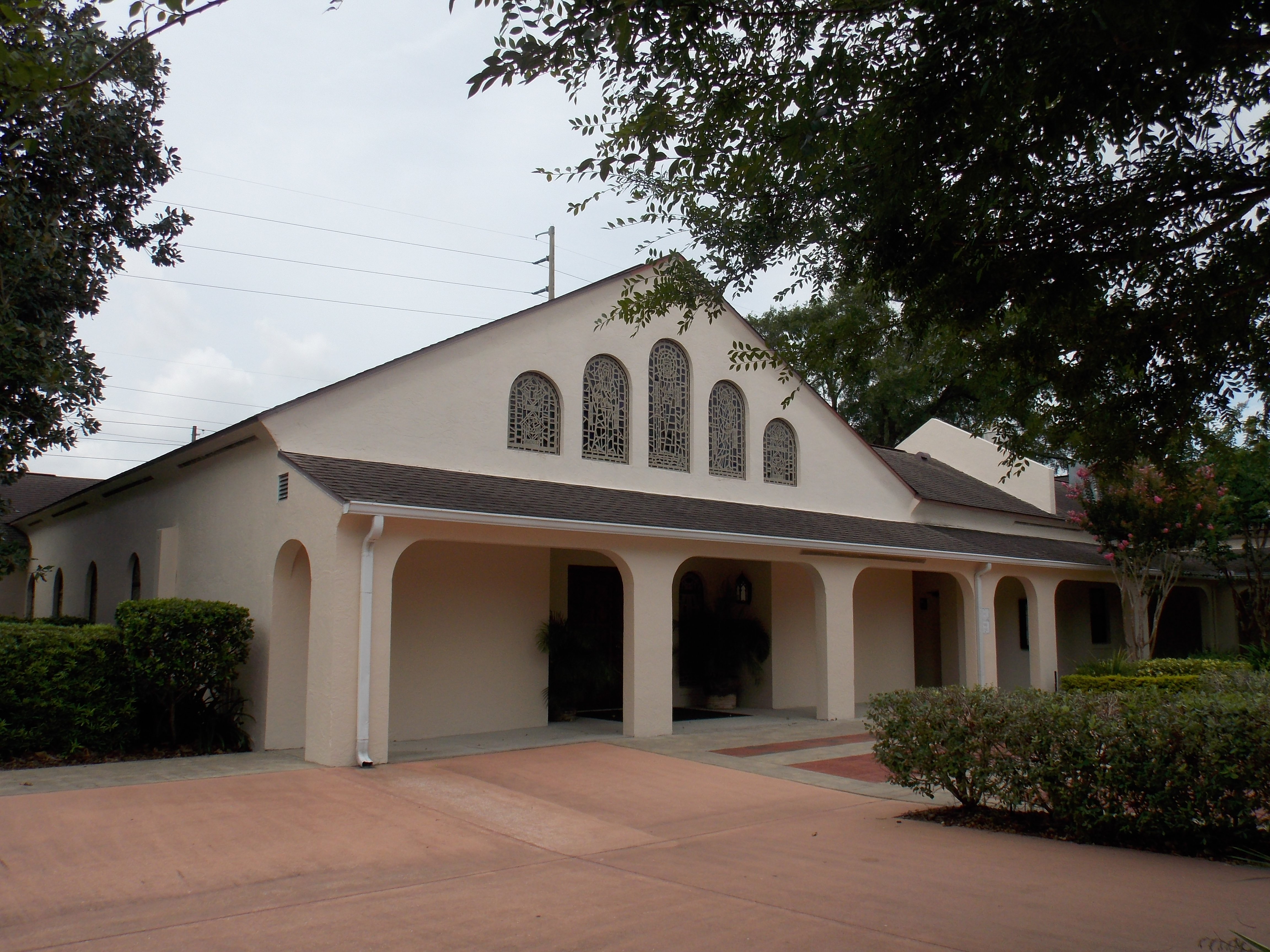
La cathédrale St. Alban's est une église anglicane de Floride située à Oviedo.

Les catholiques sont représentés par la Conférence des évêques catholiques de Floride Les anglicans sont pour leur part encadrés par le Diocèse du Sud de l'Église anglicane américaine
Une distinction apparaît de fait entre le Nord et le Sud de la Floride. Le Nord (Pensacola, Tallahassee, Jacksonville) appartient à la Bible Belt, républicaine, protestante et conservatrice, comme les autres États du Sud profond. Le Sud (Orlando, Tampa, Miami), politiquement plus modéré, est caractérisé par une plus grande diversité culturelle et religieuse (communutés cubaines, prédominance du catholicisme, une communauté de 628 485 juifs qui se concentrent à Miami Beach, Boca Raton et Fort Lauderdale, et 31 661 musulmans). La communauté gay est présente dans les quartiers de South Beach, Wilton Manors, dans la banlieue de Fort Lauderdale, mais surtout à Key West, réputée pour son libéralisme et sa tolérance.
Avec 6,2 meurtres pour 100 000 habitants (5,6 de moyenne nationale), la Floride n'est pas l'État le plus violent du pays. West Palm Beach (22,6 pour 100 000 habitants) et Miami (13,9 pour 100 000 habitants) sont les deux villes les plus touchées par les meurtres. Dans le comté de Miami-Dade, le nombre de crimes violents (meurtres, viols, vols à mains armées) a diminué depuis les années 1990, alors que la population a augmenté.
Selon The New York Times, un mineur de 16 ans est marié tous les deux jours en Floride, où les mariages d'enfants sont légaux.

## Politique
| Gouvernement de Floride | Gouvernement de Floride | Gouvernement de Floride | Gouvernement de Floride | Gouvernement de Floride | Gouvernement de Floride | Gouvernement de Floride              | Gouvernement de Floride              | Gouvernement de Floride                                        | Gouvernement de Floride                                        | Législature d'État        | Législature d'État | Congrès fédéral           | Congrès fédéral |
| Gouverneur              | Gouverneur              | Lieutenant-gouverneur   | Lieutenant-gouverneur   | Procureur général       | Procureur général       | Directeur administratif et financier | Directeur administratif et financier | Commissaire de l'Agriculture et des Services des consommateurs | Commissaire de l'Agriculture et des Services des consommateurs | Chambre des représentants | Sénat              | Chambre des représentants | Sénat           |
| ----------------------- | ----------------------- | ----------------------- | ----------------------- | ----------------------- | ----------------------- | ------------------------------------ | ------------------------------------ | -------------------------------------------------------------- | -------------------------------------------------------------- | ------------------------- | ------------------ | ------------------------- | --------------- |
|                         | Ron DeSantis (R)        |                         | Jeanette Núñez (R)      |                         | vacant                  |                                      | Jimmy Patronis (R)                   |                                                                | Wilton Simpson (R)                                             | D : 35 R : 84             | D : 12 R : 28      | D : 8 R : 20              | R : 2           |

### Institutions

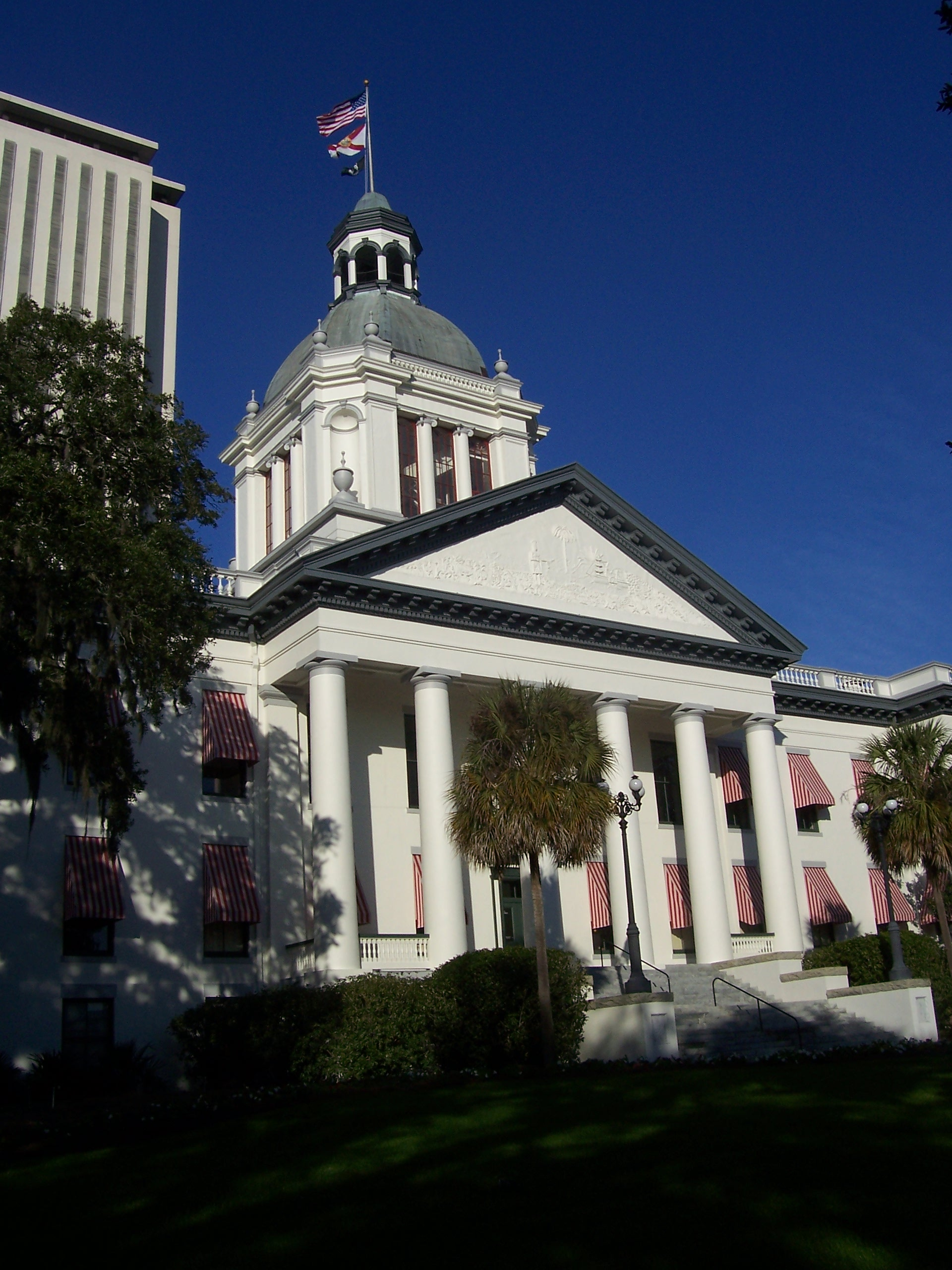
Le Capitole de Floride, à Tallahassee.

La Floride est l'un des cinquante États des États-Unis et exerce à ce titre sa souveraineté sur de nombreux domaines comme la police, l'éducation ou les affaires civiles. L'organisation des institutions et les droits des citoyens sont définis par la Constitution de la Floride rédigée en 1838 et amendée à plusieurs reprises. Comme à l'échelon national, les pouvoirs sont séparés en trois branches exécutive, législative et judiciaire.

#### Législature
La législature est bicamérale, avec un Sénat de 40 membres et une Chambre des représentants de 120 membres. Elle est chargée de voter les lois qui, après avoir été signées par le gouverneur, deviennent des statuts (Florida Statutes). Elle siège au Capitole de l'État de Floride, à Tallahassee.

#### Gouverneur
Le gouverneur est élu par le peuple pour quatre ans et ne peut exercer plus de deux mandats successifs. Son rôle est d'appliquer la loi. Il est le porte-parole de l'État ainsi que le commandant en chef de la Garde nationale de Floride. Il gouverne en coopération avec un lieutenant-gouverneur et un cabinet composé du ministre de la justice de l’État (Attorney general), du Commissioner of Agriculture et du Chief Financial Officer, tous élus pour quatre ans.

#### Gouvernement
Le ministre de la justice est chargé de conseiller le gouverneur et la législature pour les affaires juridiques. Le gouvernement comprend de nombreuses agences et organisations spécialisées dans des domaines précis (environnement, transport, éducation, etc.).

#### Justice

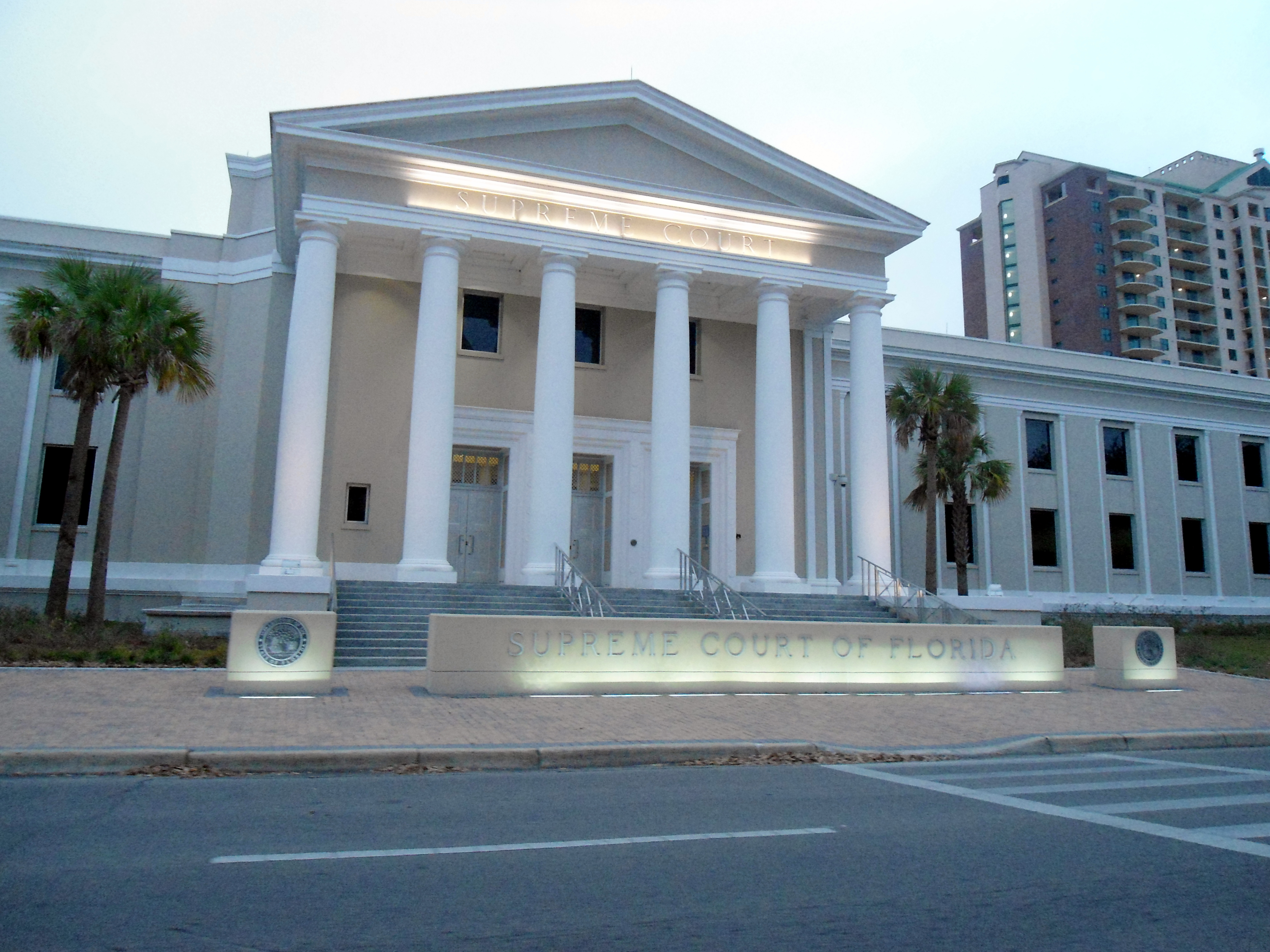
La Cour suprême de Floride.

Le système judiciaire est composé d'une Cour suprême qui siège à Tallahassee, de cinq cours d'appel de district (District Courts of Appeals), de cours de circuit (Circuit courts) et de 67 cours de comtés.
La Floride est l'un des 35 États américains appliquant la peine de mort. Elle a procédé à 66 exécutions depuis le rétablissement de la peine de mort en 1979. Les exécutions ont lieu par injection létale à la prison d'État de Floride (Starke).
La Cour suprême de Floride est présidée par un juge en chef (Chief Justice) aux côtés de six autres juges puînés (associate justices). Elle est la gardienne de la Constitution de l'État, contrôle la constitutionnalité des lois et joue le rôle de la juridiction de dernier ressort.

### Élections présidentielles
| Année | Républicain | Républicain | Démocrate | Démocrate |
| Année | %           | Voix        | %         | Voix      |
| ----- | ----------- | ----------- | --------- | --------- |
| 1960  | 51,51 %     | 795 476     | 48,49 %   | 748 700   |
| 1964  | 48,85 %     | 905 941     | 51,15 %   | 948 540   |
| 1968  | 40,53 %     | 886 804     | 30,93 %   | 676 794   |
| 1972  | 71,91 %     | 1 857 759   | 27,80 %   | 718 117   |
| 1976  | 46,64 %     | 1 469 531   | 51,93 %   | 1 636 000 |
| 1980  | 55,52 %     | 2 046 951   | 38,50 %   | 1 419 475 |
| 1984  | 65,32 %     | 2 730 350   | 34,66 %   | 1 448 816 |
| 1988  | 60,87 %     | 2 618 885   | 38,51 %   | 1 656 701 |
| 1992  | 40,89 %     | 2 173 310   | 39,00 %   | 2 072 698 |
| 1996  | 42,32 %     | 2 244 536   | 48,02 %   | 2 546 870 |
| 2000  | 48,85 %     | 2 912 790   | 48,84 %   | 2 912 253 |
| 2004  | 52,10 %     | 3 964 522   | 47,09 %   | 3 583 544 |
| 2008  | 48,22 %     | 4 045 624   | 50,96 %   | 4 282 074 |
| 2012  | 49,13 %     | 4 163 447   | 50,01 %   | 4 237 756 |
| 2016  | 49,06 %     | 4 607 146   | 47,79 %   | 4 487 657 |
| 2020  | 51,22 %     | 5 668 731   | 47,86 %   | 5 297 045 |
| 2024  | 56,09 %     | 6 110 125   | 42,99 %   | 4 683 038 |

La Floride fait partie des Swing states, c'est-à-dire des États où aucun des deux principaux partis politiques, démocrate et républicain, ne domine le vote populaire. Elle représente donc un enjeu important lors des élections présidentielles avec son nombre important de grands électeurs.
Entre 1876 et 1948, les électeurs votèrent toujours majoritairement pour le candidat démocrate aux élections présidentielles sauf celle de 1928 (Herbert Hoover).
Depuis 1952, les électeurs ont choisi le candidat républicain à onze reprises et le candidat démocrate à cinq reprises (1964, 1976, 1996, 2008 et 2012).
L'élection de 2000 a été l'objet d'un imbroglio électoral et judiciaire sans précédent entre les partisans du démocrate Al Gore et du républicain George W. Bush, frère du gouverneur de Floride, Jeb Bush. Après des procédures de recomptes, l'élection s'est jouée à 537 voix (un écart de 0, 009 % des bulletins) au bénéfice de George W. Bush, lui donnant ainsi la victoire au niveau national, par Bush v. Gore, une décision très controversée de la Cour suprême des États-Unis. En 2004, George W. Bush y a été réélu avec 52,10 % des voix contre 47,09 % pour John Kerry.
Lors de l'élection présidentielle américaine de 2008, Barack Obama a remporté cet État-clef avec 51 % des voix face à John McCain (48,4 %), les Hispaniques ayant voté majoritairement démocrate alors qu'ils votaient traditionnellement républicain.
En 2016 cette fois c'est le républicain Donald Trump qui récolte le plus de voix avec 48,6 % des votes. Très proche, la démocrate Hillary Clinton arrive deuxième avec 47,4 % des votes.
La baisse des dépenses électorales de la part des démocrates pour les midterms de 2022 et l'élection présidentielle de 2024 indique que l'État n'est plus autant compétitif pour la quête aux grands électeurs.

### Un État devenu républicain
Après plusieurs décennies de domination démocrate, la Floride bascule très nettement du côté des républicains au cours des années 1980. Depuis 1999, les gouverneurs de Floride sont toujours membres du Parti républicain. Le gouverneur actuel est le républicain Ron DeSantis, en fonction depuis janvier 2019.
La totalité des principaux postes élus de l'exécutif de Floride sont actuellement détenus par des républicains à commencer par le lieutenant-gouverneur Jennifer Carroll, première femme et première Afro-Américaine à occuper cette fonction en Floride. En janvier 2011, le républicain Jeff Atwater a succédé à Alex Sink, la dernière démocrate en date qui détenait un poste officiel au sein du gouvernement de Floride. Quant aux juges de la cour suprême locale, ils ont été, pour ceux en poste en novembre 2010, dans leur majorité nommés sous le mandat du gouverneur républicain puis indépendant Charlie Crist.
Depuis 1994, les deux chambres de Floride sont majoritairement républicaines. Lors de la session 2011-2013, le Sénat est dominé par 28 républicains contre 12 démocrates alors que 81 élus républicains contre 39 démocrates siègent à la Chambre des Représentants.
Les comtés de Miami-Dade, Broward et Palm Beach sont considérés comme des bastions démocrates, même si les cubains — profondément républicains — limitent cette tendance à Miami. Le nord de l'État est conservateur, à l'image des États voisins du Sud profond, même s'il compte les fiefs libéraux de Tallahassee (ville administrative) et Gainesville (ville universitaire). Le sud-ouest de la Floride, refuge des retraités américains, est l'autre région particulièrement favorable aux républicains. Les villes traditionnellement républicaines de Jacksonville et Orlando tendent de plus en plus vers les démocrates, le comté de Duval (Jacksonville) reste cependant plutôt républicain contrairement au comté d'Orange (Orlando), qui a viré à gauche avec l'arrivée récente d'hispaniques non-cubains. La région de la baie de Tampa est la plus compétitive politiquement de l'État, les villes démocrates (Tampa, St. Petersburg) y étant contrebalancées par les banlieues républicaines.

### Représentation fédérale
Actuellement, les deux sénateurs de Floride sont les républicains Rick Scott et Ashley Moody tandis que 16 républicains et 11 démocrates représentant la Floride à la Chambre des représentants des États-Unis.

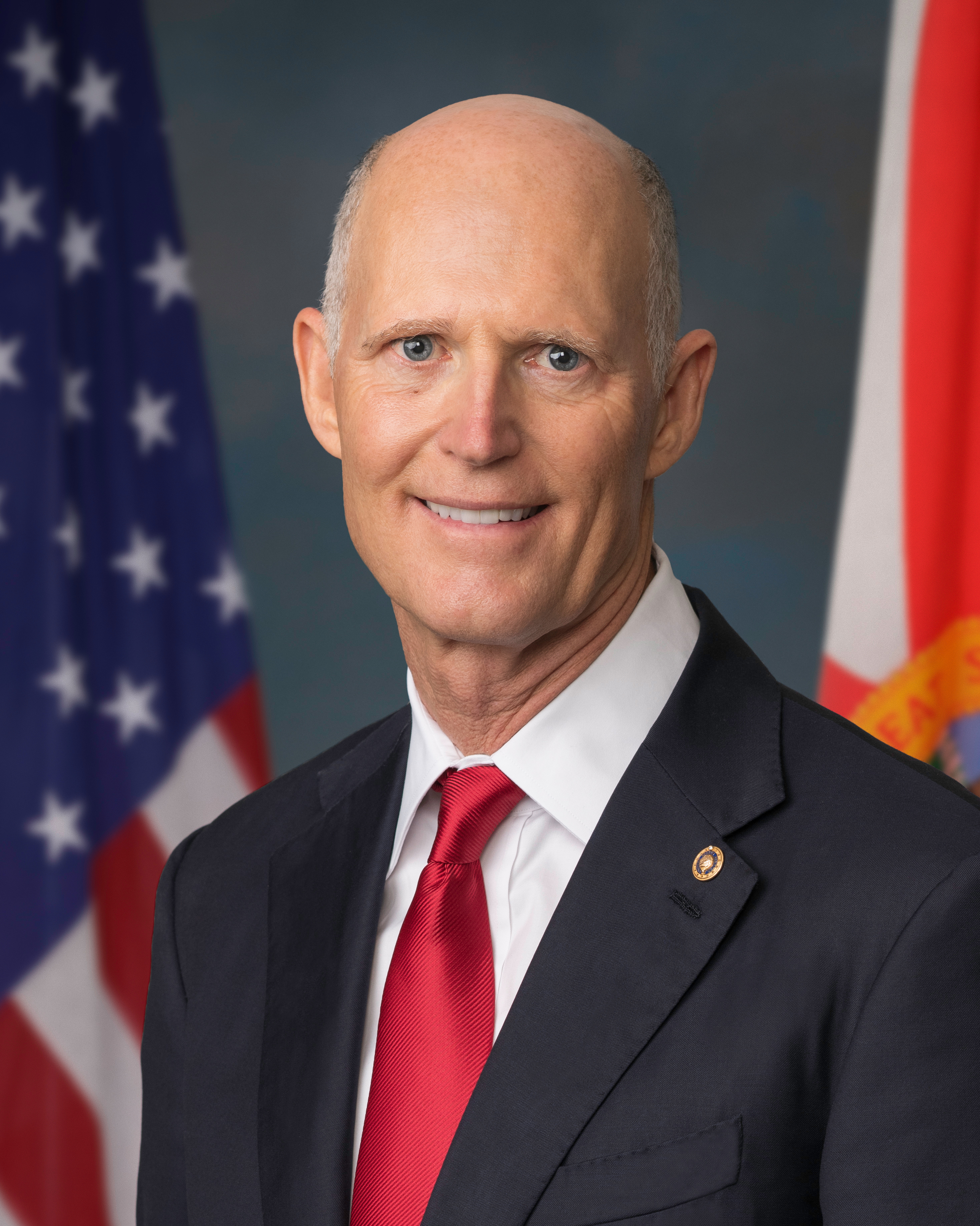
Rick Scott (R), sénateur depuis 2019.
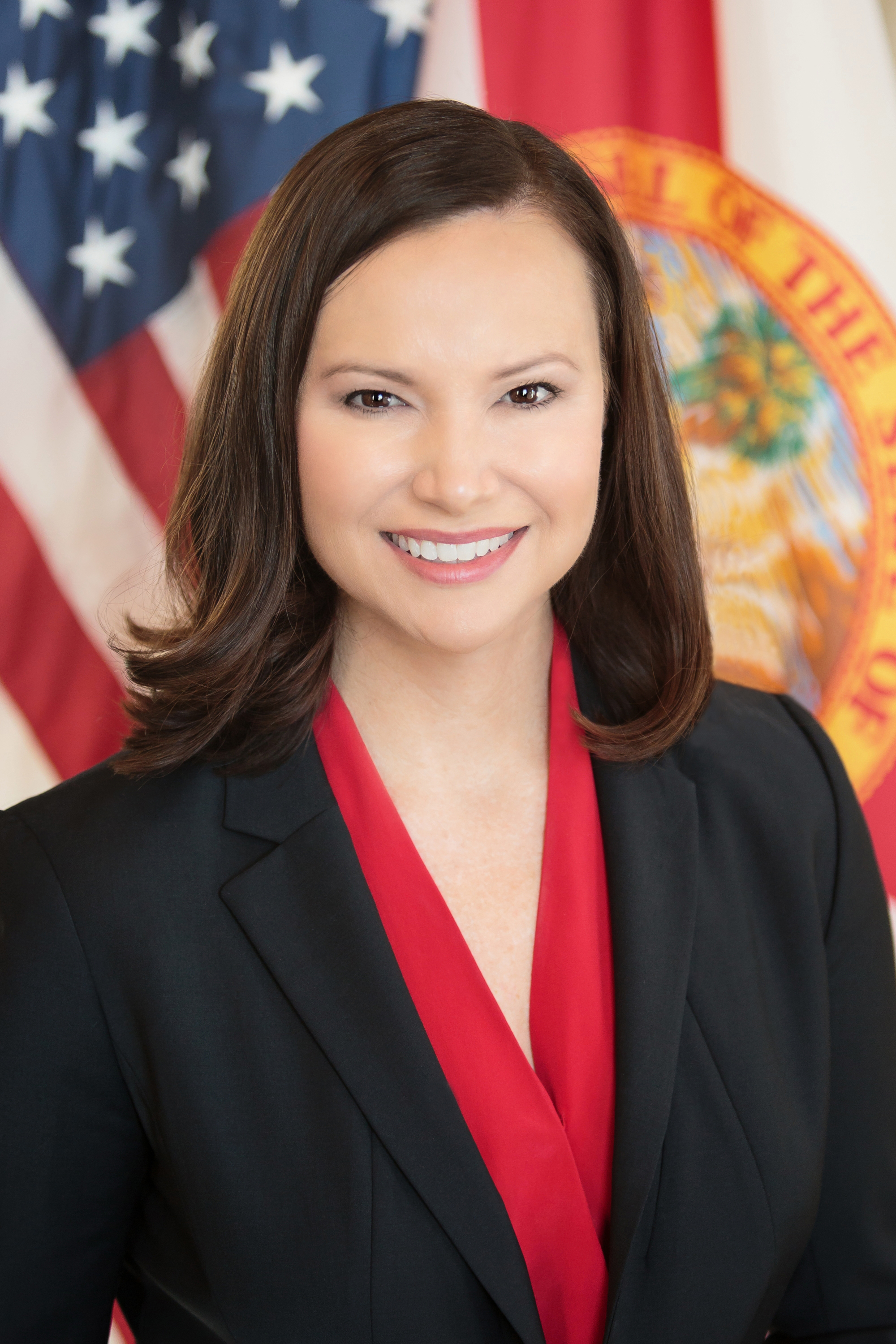
Ashley Moody (R), sénatrice depuis 2025.

## Économie

Répartition du PIB de la Floride.

La Floride est le quatrième État des États-Unis par son produit national brut (PNB) qui s'élève à 742,8 milliards de dollars (fin 2008) et représente un peu plus de 5 % du PNB américain. Jusqu'à la crise économique de 2008-2009, le PNB floridien a connu une importante croissance : entre 1997 et 2007, il a augmenté de 87 %. Le revenu par habitant est de 33 417 $ (base 2000), ce qui classe la Floride à la 20e place sur 50 États américains. Le taux de chômage officiel s’élève en 2009 à 10,2 %.
La puissance économique floridienne s'appuie sur de multiples atouts. La main-d'œuvre est nombreuse : 9,3 millions de personnes forment la population active en décembre 2008. Cependant, le taux de chômage est supérieur à la moyenne nationale (8,1 % de la population active en 2008 contre 7,6 % pour l'ensemble des États-Unis).
Les entreprises peuvent compter sur un bon réseau d'universités et de transports.
La Floride est l'un des rares États américains à avoir instauré un salaire minimum en 2004, qui est ajusté sur l'inflation tous les six mois. Il n'existe pas d'impôt sur le revenu au niveau de l'État (uniquement la part fédérale) et la taxe sur les ventes s'élève à 6 %. Les taxes sur la vente représentent la principale recette de l'État de Floride.
Le climat, les plages et l'offre de loisirs attirent les cols blancs. La situation géographique sur le continent fait de la Floride une interface entre les deux Amériques. L'armature bancaire de l'État est solide, avec Miami pour principal pôle financier. Tous ces avantages rendent la Floride attractive pour les investisseurs : avec 39,3 milliards de dollars d'investissement direct à l'étranger (IDE) en 2008, la Floride se place dans les premières destinations des flux de capitaux aux États-Unis.
La Floride est considérée comme un paradis fiscal, l'État étant dépourvu d'impôt sur le revenu.

### Budget annuel
Pour la période 2017-2018, le budget annuel de la Floride est approximativement de 82,42 milliards de dollars avec une augmentation des dépenses de 260 millions de dollars. Le secteur de la santé reçoit la plus grosse part de ce budget avec 34,2 milliards de dollars,.

### Secteur primaire
Malgré les difficultés qu'elle rencontre (chancre citrique, catastrophes climatiques), l'agriculture floridienne garde un poids non négligeable par les emplois directs ou indirects qu'elle engendre, ainsi que pour les exportations. En effet, de l'agriculture dépendent des activités situées en amont (engrais à partir des phosphates, biotechnologies), et en aval comme les industries agro-alimentaires. L'agriculture bénéficie d'un vaste marché intérieur (régions très peuplées du Nord-Est des États-Unis).
La Floride dispose de sols fertiles, d'une saison végétative longue et ne connaît pas le gel dans son extrémité méridionale. Il existe de très grandes exploitations (plus de 2 000 hectares) spécialisées dans les fruits, les légumes, les plantes pour pépinières qu'elle exporte vers les marchés du nord en hiver et au printemps et la canne à sucre. L'horticulture et l'élevage (essentiellement bovin) sont d'autres activités importantes. La Floride occupe le premier rang national pour la production d'oranges (75 % de la production américaine) et de pamplemousse ; la deuxième pour la canne à sucre, les légumes, les fruits et les productions horticoles. Malgré sa place prépondérante, l'agrumiculture ne représente qu'un tiers des ventes de produits agricoles de l'État. La sylviculture représente 8,5 milliards de dollars et 82 millions d'arbres plantés.
Étant donné la situation de la Floride entre l'océan Atlantique et le golfe du Mexique, son économie est naturellement tournée vers la mer. La Floride compte environ 900 fermes aquacoles qui élèvent des poissons-chats, des poissons d'aquarium, des mollusques (huîtres) et des crustacés. Les produits de la pêche industrielle sont divers : poisson, crevette, langouste blanche, etc. La pêche marchande réalise un chiffre d'affaires annuel de plus de 200 millions de dollars.
En valeur absolue, la Floride est le troisième État pour la consommation d'énergie : la population est en effet nombreuse et les besoins domestiques sont importants. Cependant, la consommation d'énergie par habitant est l'une des plus basses du pays (44e sur 50), en raison du faible poids des industries. Les ressources énergétiques sont rares et la Floride doit importer la majeure partie de ses besoins. Elle ne possède pas de raffinerie. Le gaz naturel parvient des États voisins du golfe du Mexique. La production hydroélectrique est infime. Trois centrales nucléaires sont en fonctionnement. La Floride produit 3,2 % des énergies renouvelables des États-Unis alors que le potentiel est relativement important (solaire, biocarburants). Le 27 octobre 2009, le président Barack Obama a inauguré la plus grande centrale solaire des États-Unis à Miami. Équipée de plus de 9 000 panneaux, celle-ci va permettre d'éclairer plus de 3 000 foyers. L'entreprise Florida Power & Light a annoncé l'ouverture pour 2010 d'une centrale solaire de 180 000 miroirs. Elle se situera sur la côte orientale, au nord du comté de Palm Beach et s'étendra sur plus de 200 hectares.
En 2005, la Floride est le quatrième État des États-Unis pour la production de minerais. Les principales productions sont les phosphates (54 millions de dollars en 2005), le sable et les graviers (64 millions de dollars), l'ilménite, la rutile et le kaolin. Au XXIe siècle, entre 75 et 80 % du phosphate utilisé aux États-Unis et 25 % dans le monde provient de Floride : il est exporté par le port de Tampa.

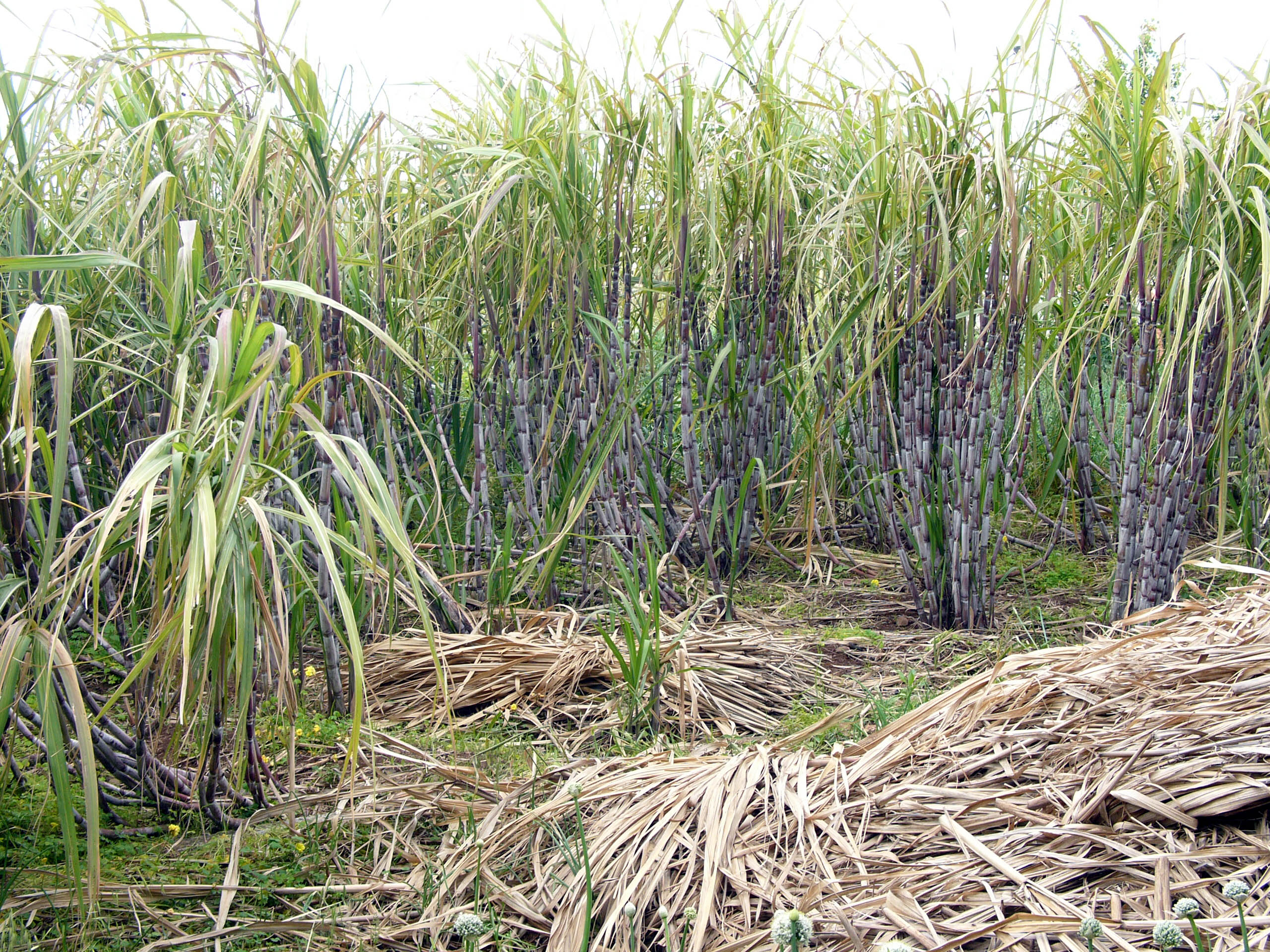
Canne à sucre (comté de Pinellas).
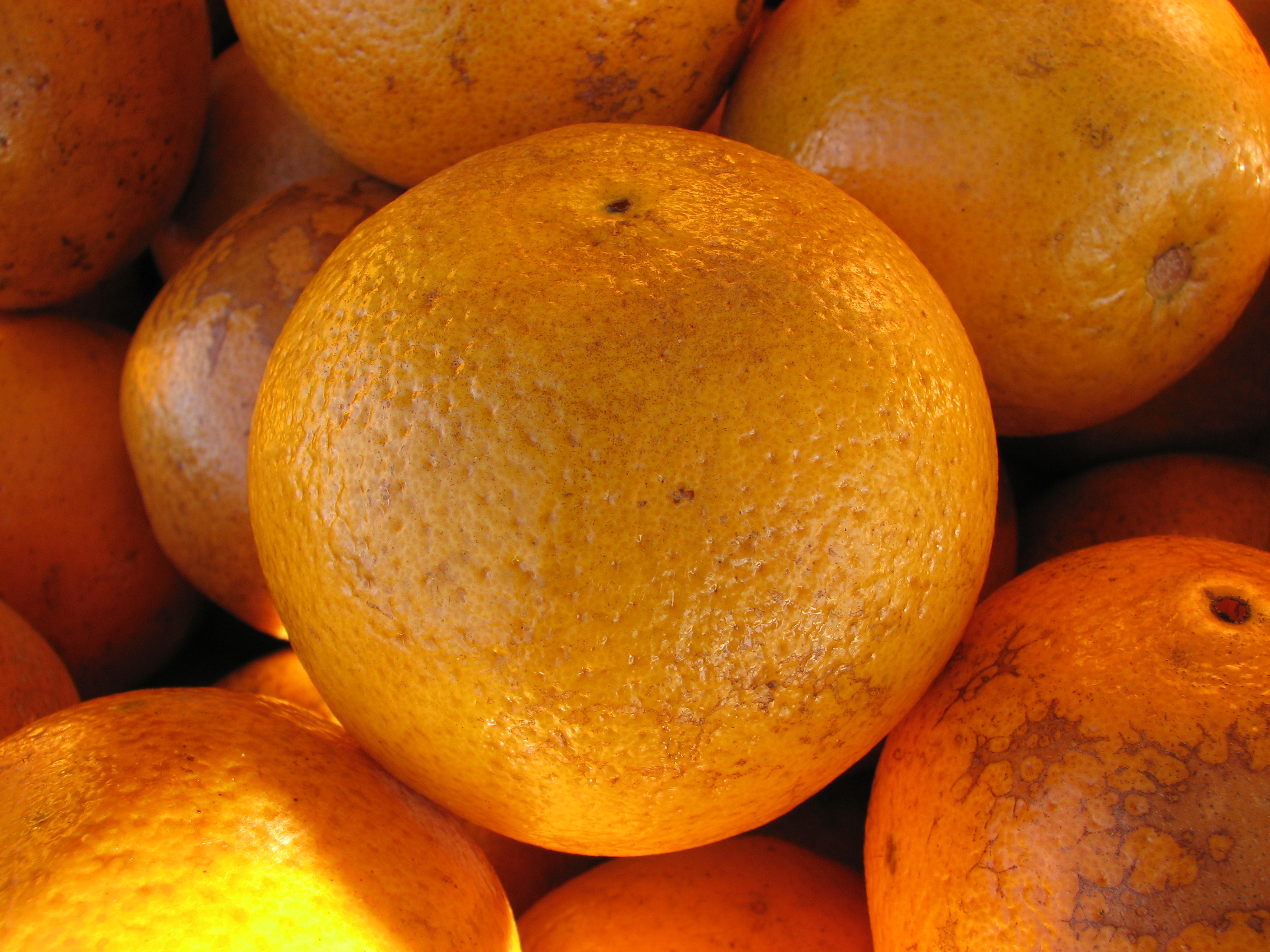
La Floride est le premier producteur national d'oranges.

### Secteur secondaire

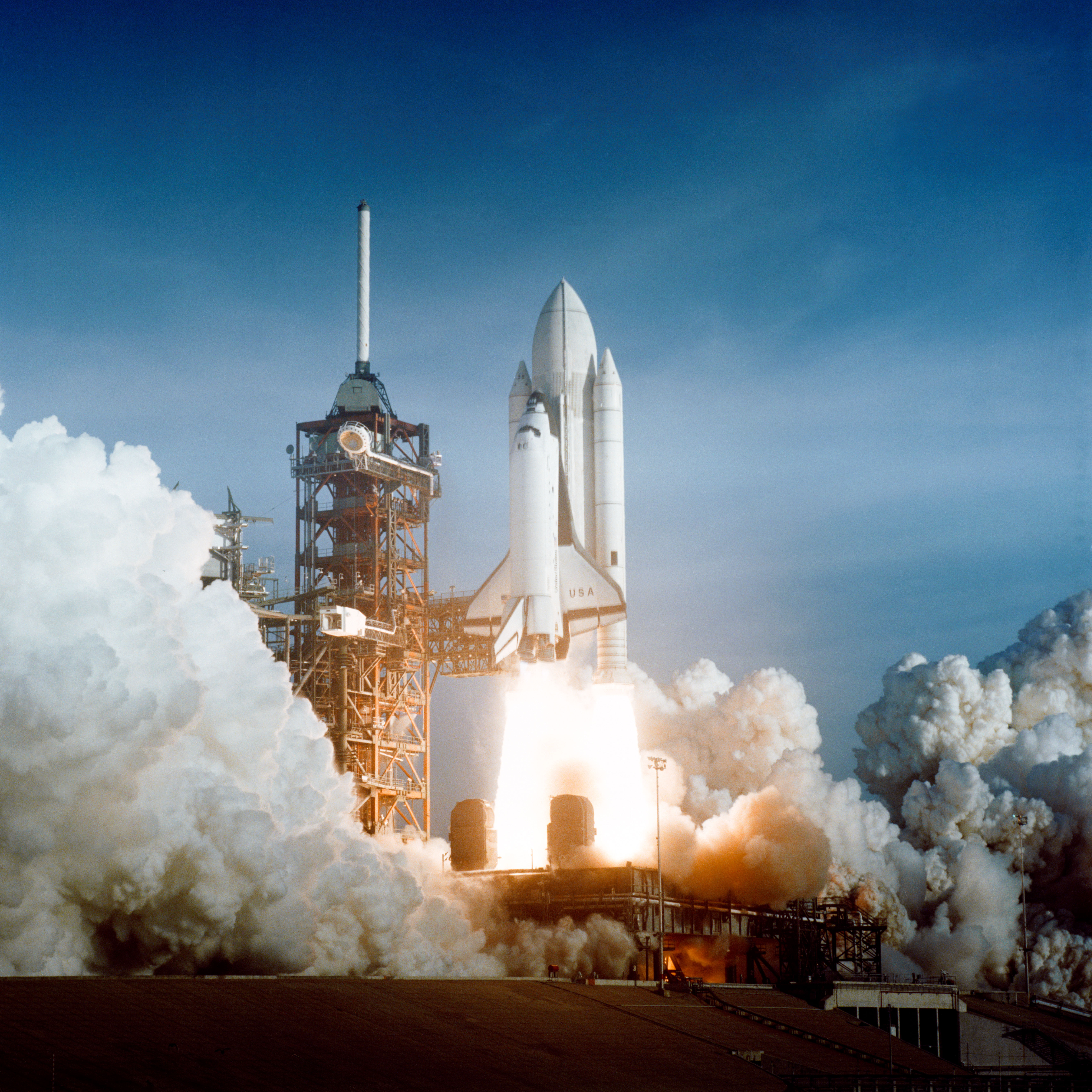
Lancement de la navette Challenger. Base de lancement de Cap Canaveral.

La Floride n'est pas considérée comme un État industriel : les industries lourdes sont peu nombreuses et le secteur secondaire ne représente que 8 % du PIB. Les emplois industriels se concentrent dans les métropoles. Plusieurs industries travaillent en relation avec le secteur primaire : transformation du bois, jus de fruits, conserveries, raffinage du sucre. Le secteur du bâtiment et travaux publics (BTP) est stimulé par la croissance démographique et le tourisme. La construction électrique et le matériel de transport (Tampa, Jacksonville, Orlando), la confection (Miami) sont des activités relativement dynamiques. Depuis l'arrivée de la NASA à cap Canaveral dans les années 1960, l'industrie aérospatiale s'est développée ; elle emploie 23 000 personnes et produit pour 4,5 milliards de dollars de biens et services. Les industries médicales et biotechnologiques connaissent également un essor dans les principales agglomérations. La Floride est le deuxième État américain pour le nombre de laboratoires médicaux. Plus de 600 entreprises de biotechnologie (comté d'Alachua et agglomération de Miami-Fort Lauderdale), de pharmacie et de matériel médical travaillent en relation étroite avec les universités.

### Secteur tertiaire
Les services représentent 68 % du PIB floridien. Les sociétés de prise en charge de communautés ou d'individus, comme celles de la santé ou du tourisme, viennent en tête. Elles occupent environ 30 % des employés de l'État et fournissent un quart de la richesse produite. Avec une population vieillissante, les services de santé devraient connaître prochainement l'un des plus forts taux de croissance.
La fonction publique a aussi une part importante dans l'économie de l'État : elle emploie environ 15 % des personnes actives, notamment dans l'éducation, la santé et l'armée.
Les agences immobilières et financières jouent également un rôle essentiel. Les transactions immobilières en particulier ont connu une croissance extraordinaire liée à l'afflux de nouveaux résidents. Ce secteur emploie deux fois plus d'agents que la moyenne nationale.
Le tourisme est la principale activité de la Floride, : il génère, dans les années 2000, 57 milliards de dollars. « L'État ensoleillé » a attiré quelque 86 millions de touristes en 2006.
Les atouts touristiques de la Floride sont nombreux : le climat tropical du Sud offre des hivers chauds et ensoleillés. Le tourisme balnéaire se développe grâce aux plages de sable blanc comme celles de la Suncoast, mais aussi grâce à une offre importante d'infrastructures de transport et d'hôtellerie. L'offre des activités est large, depuis les loisirs et les sports maritimes au tourisme culturel et écologique (parcs naturels). Les touristes viennent également profiter des centaines de sources d'eau douce de l'État : il existe 15 parcs d'État autour de sources qui attirent chaque année plus de deux millions de visiteurs. Il est possible de visiter le centre spatial Kennedy et d'assister au lancement des navettes sur le site.
La Floride est, avec la Californie, l'État qui compte le plus de parcs à thème. Plusieurs parcs sont regroupés en complexe, le plus grand de tous est le Walt Disney World Resort près d'Orlando qui s'étend sur 101 km2. Le complexe emploie 65 000 personnes, comprend quatre parcs à thèmes dont un zoologique et un parc des technologies du futur (Epcot), deux parcs aquatiques, 22 hôtels, cinq terrains de golf et une zone commerciale. Orlando est la métropole touristique la plus fréquentée du monde et qui détient la plus grande capacité hôtelière du pays. Enfin, Miami est le premier port de croisières du globe avec plus de 1,8 million d'embarquements en 2007.
4 000 agences bancaires sont présentes en Floride et Miami est le deuxième centre bancaire international des États-Unis, derrière New York.
Les exportations de marchandises représentent 14,5 milliards de dollars au premier trimestre 2009, et les importations 9,8 milliards. Les ports de Floride exportent des produits manufacturés, des véhicules, des engrais, des plastiques et des produits pharmaceutiques. Ils importent des produits manufacturés, énergétiques et minéraux. La Floride est la porte des États-Unis sur l'Amérique latine et assure près de 40 % des exportations américaines vers ce continent. Les aéroports représentent 4,8 millions de tonnes et 7 % des marchandises transportées par avions aux États-Unis. Le littoral accueille 14 ports en eau profonde qui totalisent un trafic de 121 millions de tonnes de marchandises. Tampa est le premier port de Floride en volume de marchandises,.

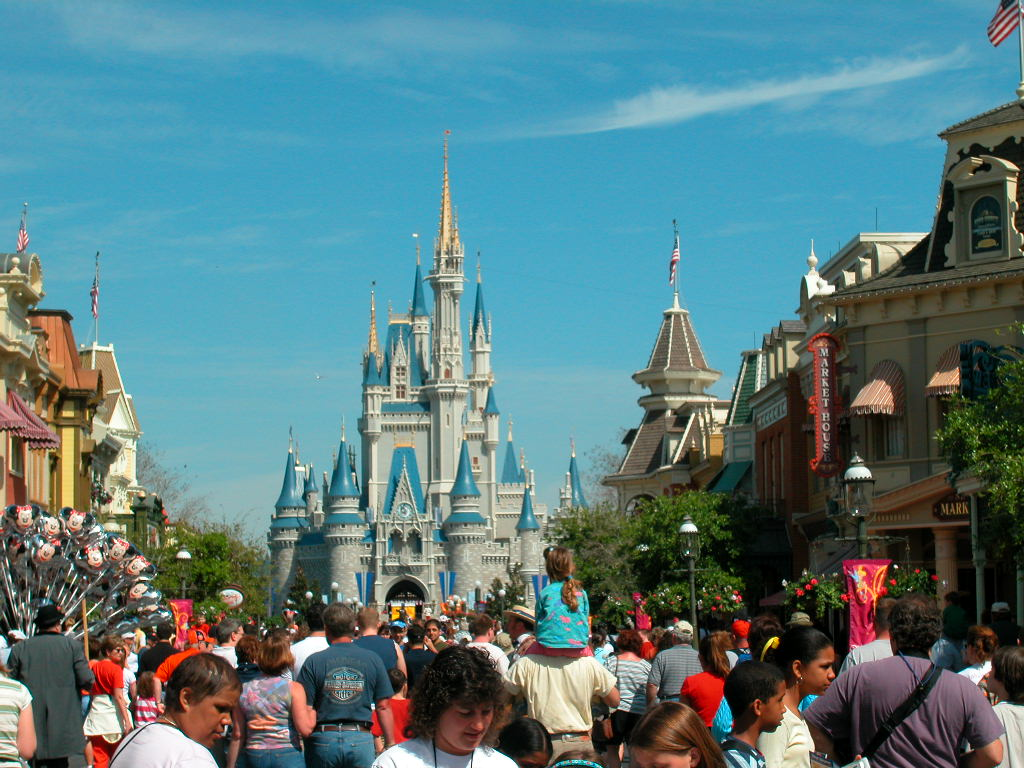
Walt Disney World Resort.
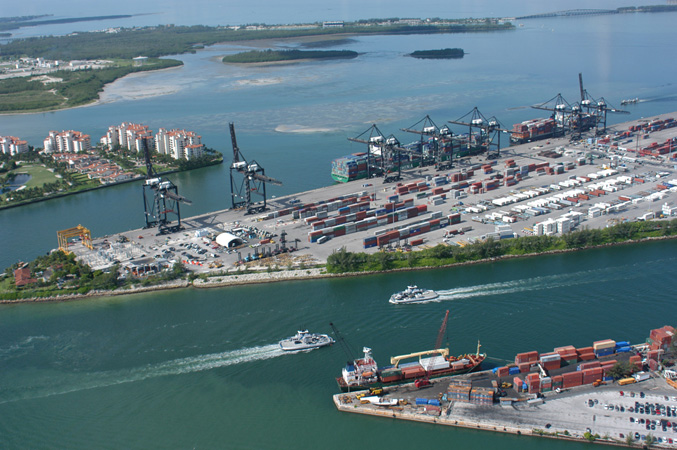
Photographie aérienne du port de Miami.

## Culture

### Architecture et patrimoine
L'architecture de la Floride suit l'évolution historique et économique de « l'État ensoleillé ». Les nombreux forts présents en Floride montrent que la région a constitué un enjeu entre les puissances coloniales européennes, puis dans les guerres indiennes menées par le gouvernement américain. Le monument national de Castillo de San Marcos, le fort Matanzas et la cathédrale-basilique de Saint Augustine, construits par les Espagnols au XVIIIe siècle en coquina, sont classés monuments nationaux américains. L'architecture du XIXe siècle reflète l'évolution économique de la Floride : dans la moitié nord, les planteurs et les exploitants agricoles construisent de belles demeures dans un style commun au Vieux Sud des États-Unis (parc d'État d'Eden Gardens). De ces plantations subsistent parfois les ruines d'un moulin à sucre (site historique d'État de Yulee Sugar Mill Ruins) ou les cases des esclaves (parc historique d'État de Bulow Plantation Ruins). La multiplication des phares sur la côte témoigne de la vocation maritime de la Floride : le plus haut est le phare de Ponce de Leon Inlet, à Ponce Inlet.
Dans les années 1880-1920, les investisseurs et les magnats des chemins de fer construisent de nombreux hôtels aux styles architecturaux éclectiques : Carl Graham Fisher à Miami Beach, Harold Stirling Vanderbilt à Palm Beach, Henry Bradley Plant à Tampa, Henry Morrison Flagler à Saint Augustine. L'architecture néo-mauresque est très prisée : Don CeSar (St. Pete Beach), Tampa Bay Hotel (Tampa), Ponce de León Hotel (Saint Augustine). Les autres tendances sont hispaniques (Coral Gables Biltmore Hotel à Coral Gables) ou néorenaissance méditerranéenne (villa Vizcaya à Miami).
L'entre-deux-guerres voit s'épanouir des édifices de style Art déco, en particulier à Miami et Miami Beach. Les éléments décoratifs en stuc et en marbre reprennent les thèmes de la faune et la flore locales si bien que l'on parle de tendance Tropical Art Deco. Les murs sont peints avec des couleurs pastels et ornés de formes géométriques, de néons qui brillent dans la nuit. Le sourcil au-dessus des fenêtres, destiné à protéger l'intérieur de la lumière du soleil, est une spécialité de Miami. La Floride compte des édifices de la Prairie School, parmi lesquels la Veterans' Memorial Library d'Isabel Roberts (St. Cloud) et la Pfeiffer Chapel, de Frank Lloyd Wright (Lakeland) sont deux exemples célèbres.
Il existe un style moderne propre à Miami : la Miami Modern Architecture ; Morris Lapidus est l'un des architectes les plus prolifiques en Floride dans les années 1950 ; on lui doit de nombreux hôtels à Miami Beach. La Sarasota School of Architecture est un style d'architecture régional dominé par Paul Rudolph dans les années 1950 et qui appartient au style international. Enfin, parmi les grands architectes internationaux ayant travaillé en Floride, on peut citer le Japonais Arata Isozaki qui a construit le Team Disney Building, près d'Orlando, ou encore le Suisse Bernard Tschumi qui a dessiné le Paul Cejas School of Architecture Building à Miami (2003).
Comme dans les autres métropoles américaines, les grandes villes floridiennes ont vu s'élever des gratte-ciel dans les centres des affaires. La poussée a été telle à Miami que les spécialistes ont pu parler de « manhattanisation ». Le Four Seasons Hotel Miami est le plus haut immeuble de la Floride avec ses 242 mètres. Depuis quelques années, les Floridiens ont pris conscience de la nécessité de préserver le patrimoine architectural de l'État, menacé par les promoteurs immobiliers. De nombreuses villes possèdent des quartiers historiques (Historic Districts en anglais) qui attirent les touristes. À la fin des années 1970, sous l'impulsion de Barbara Capitman, se créée la Ligue de préservation de Miami. En 2007, la Floride abrite 39 National Historic Landmarks.

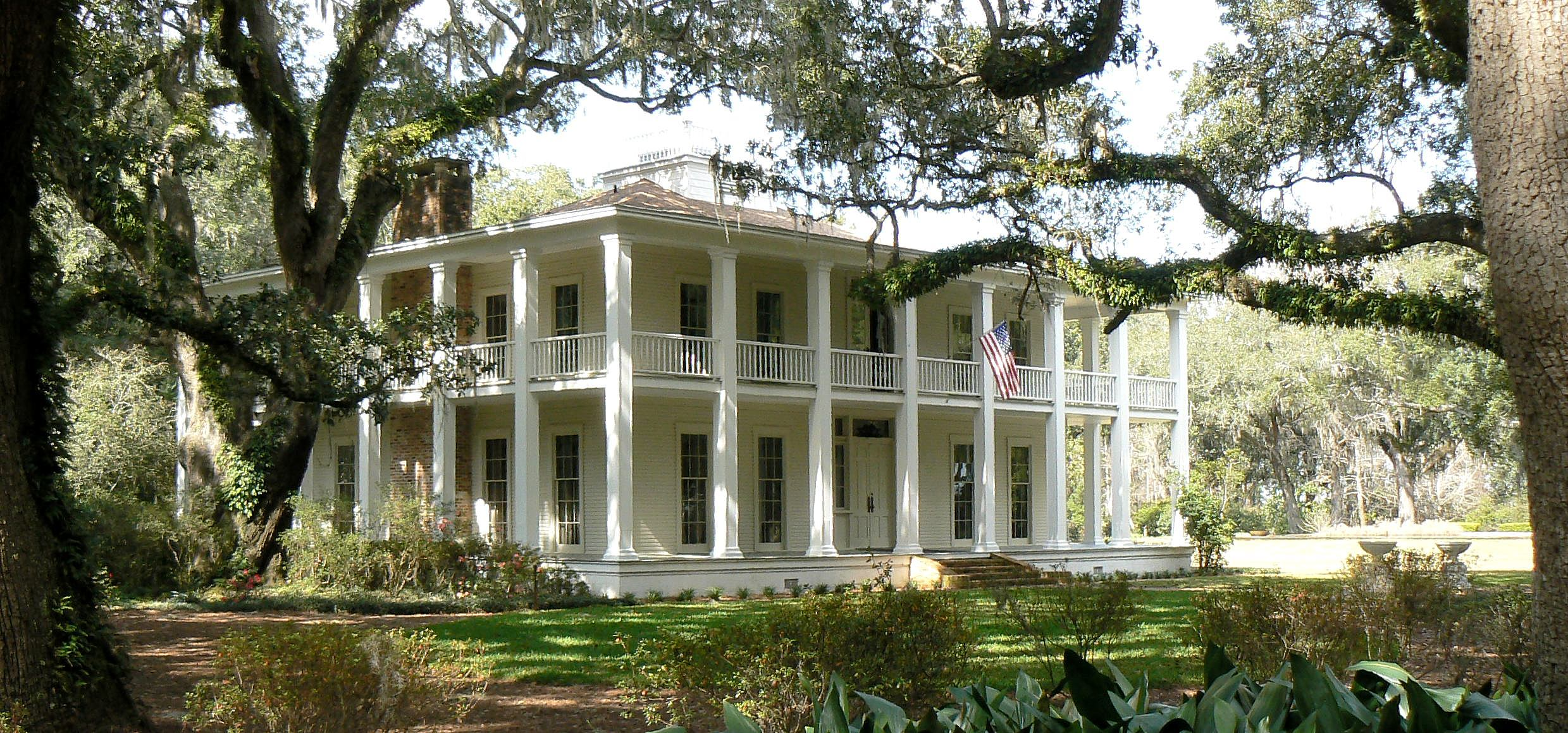
Maison Wesley, une famille floridienne qui s'est enrichie grâce à l'industrie du bois(fin XIXe siècle, parc d'État d'Eden Gardens).
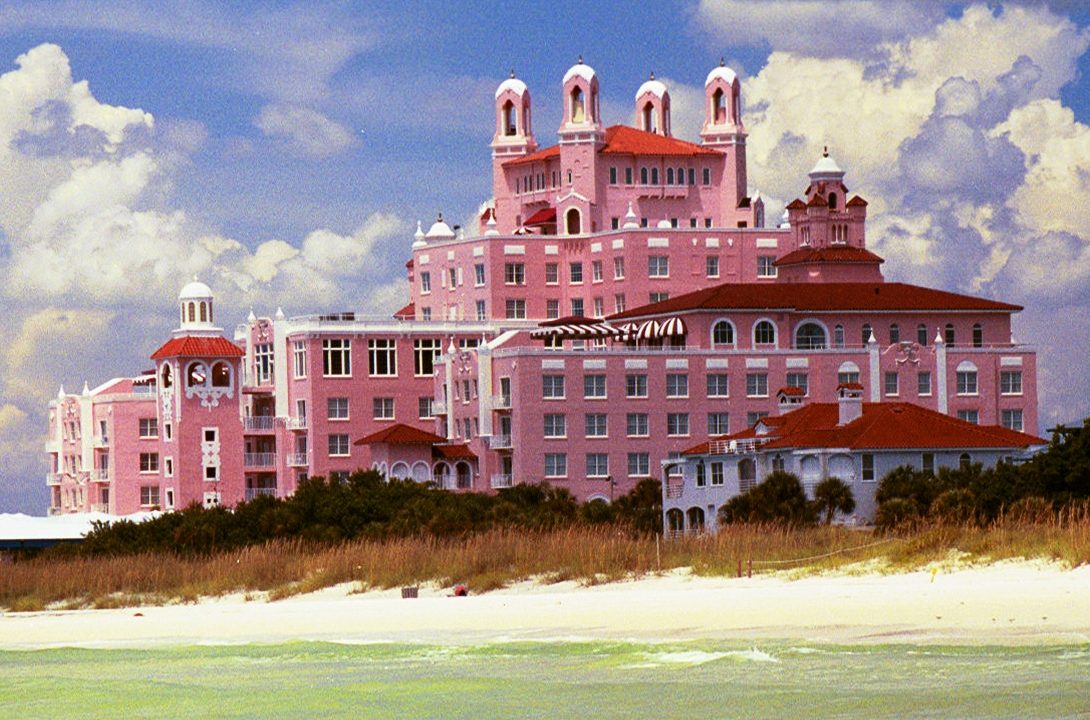
Don CeSar, St. Pete Beach.
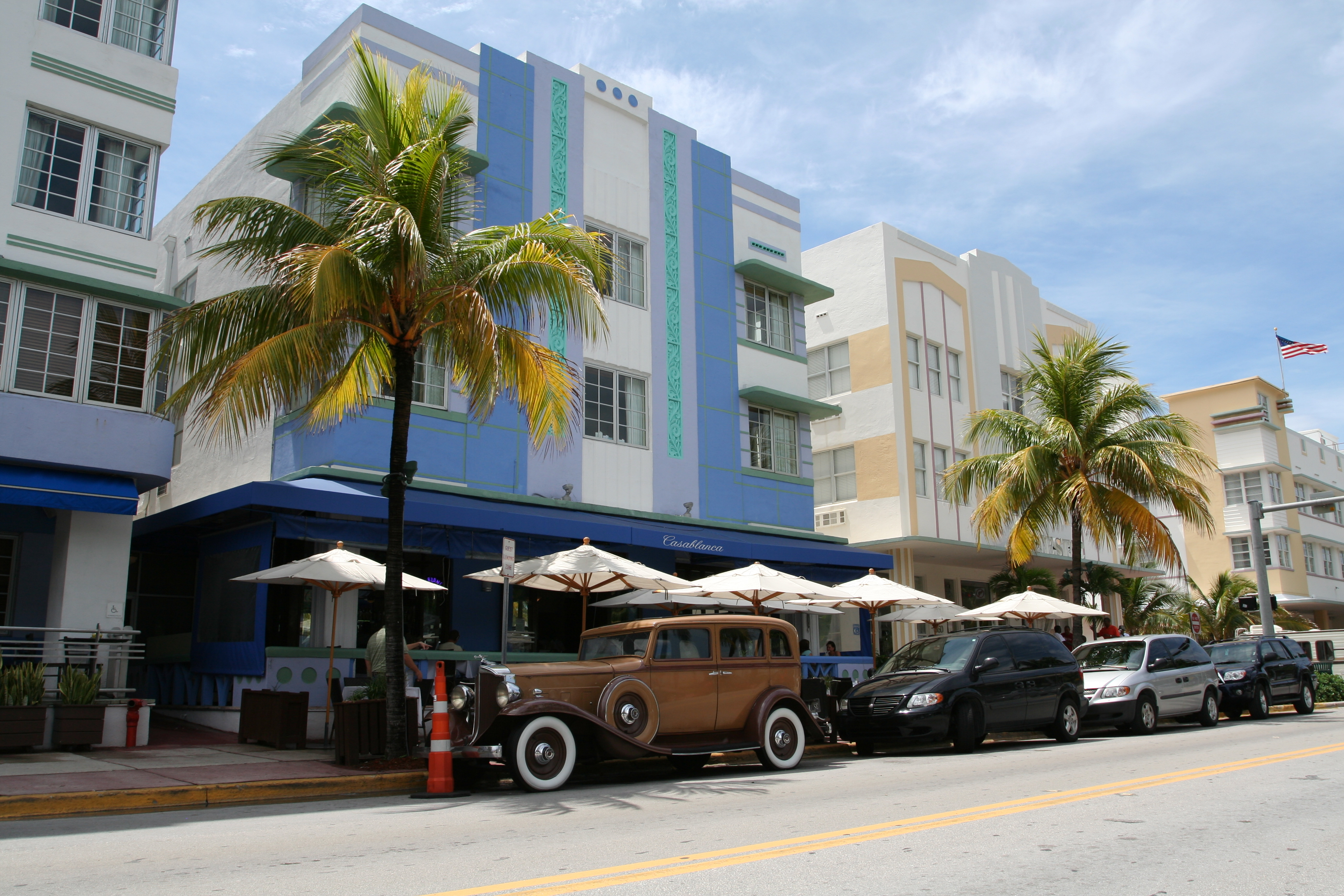
Miami Beach, bâtiments Art déco.

### Cinéma et télévision

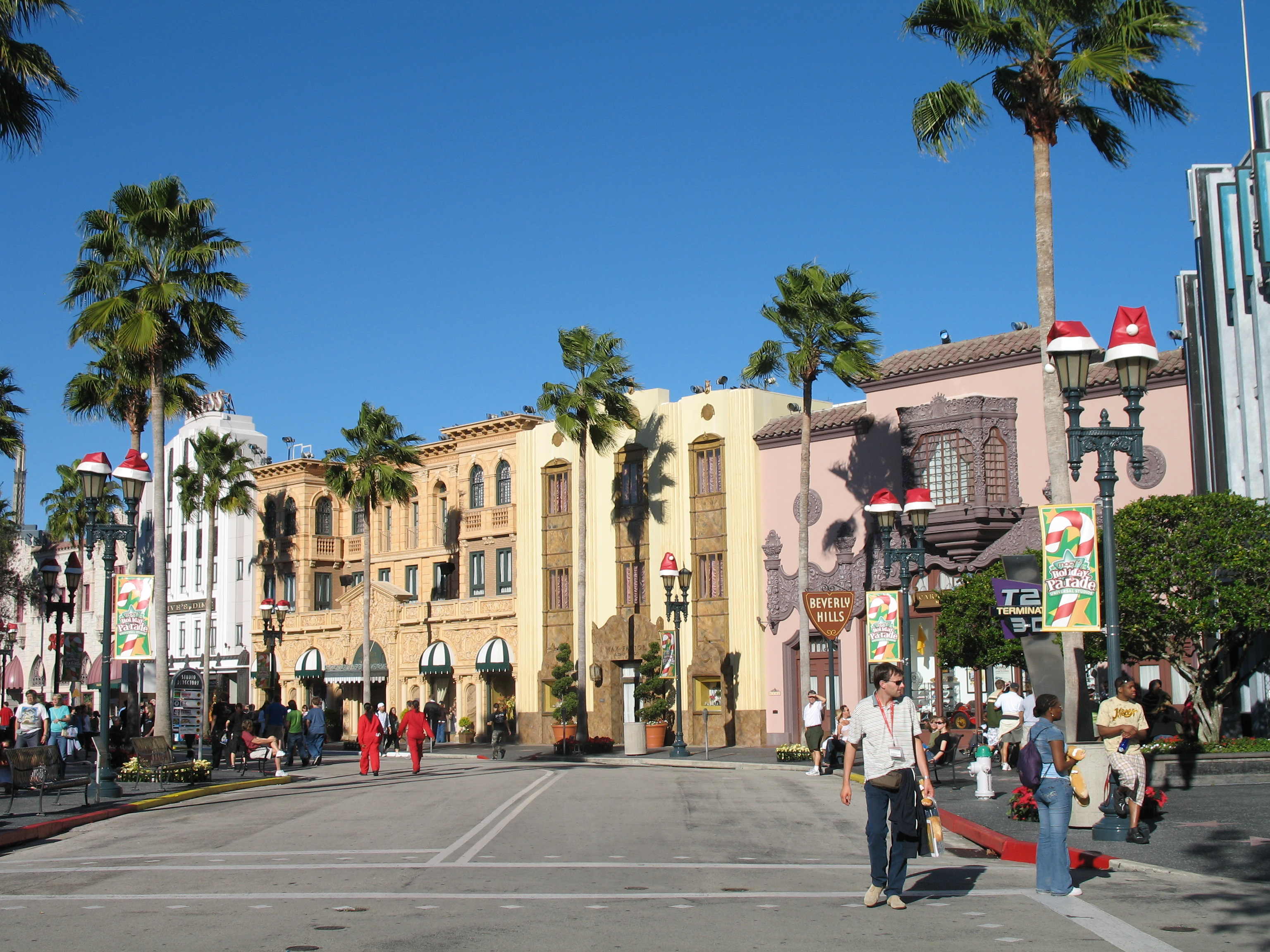
Entrée du secteur Hollywood de l'Universal Studios Florida.

Au début du XXe siècle, de nombreux réalisateurs de New York sont attirés par le climat de la Floride et les faibles salaires. Ils installent une trentaine de studios à Jacksonville que l'on surnomme rapidement la « Winter Film Capital of the World ». Plusieurs centaines de films muets sont ainsi produits entre 1908 et les années 1920. Mais l'industrie du cinéma est stoppée par la concurrence d'Hollywood en Californie. Il ne reste de cet âge d'or qu'un musée aménagé dans les studios Norman, dans le quartier d'Arlington, le Jacksonville Silent Film Museum.
La Floride est le troisième centre de production cinématographique des États-Unis. On trouve des studios de production dans deux parcs à thèmes : Universal Studios Florida et Disney's Hollywood Studios. Plusieurs films historiques sur la Prohibition (Certains l'aiment chaud), la crise des missiles de Cuba de 1962 (Treize jours) ont été tournés en Floride. De nombreux films ont pour thème l'espionnage (Goldfinger, Casino Royale) ou l'espace (Apollo 13, Contact). Les films se déroulant en Floride appartiennent souvent au genre policier ou au thriller : L'Expert, Sexcrimes, Miami Vice : Deux Flics à Miami. D'autres sont des films d'action comme Bad Boys, 2 Fast 2 Furious, Le Transporteur 2. Dans le registre de la comédie, on peut citer Porky's, Stranger Than Paradise, Mary à tout prix et Mon beau-père, mes parents et moi qui se déroulent tous dans l'État. L'Enfer du dimanche réalisé par Oliver Stone, évoque quant à lui l'univers du football américain. De nombreux comédiens sont nés en Floride : Sidney Poitier, Faye Dunaway, Wesley Snipes, Carla Gugino, William H. Macy ou encore Danny Pino. Parmi les séries télévisées qui ont pour cadre la Floride, on peut citer : Flipper le dauphin, Les Craquantes, Nip/Tuck, Deux Flics à Miami, Les Experts : Miami, Dexter qui sont les plus connues,.

### Cuisine

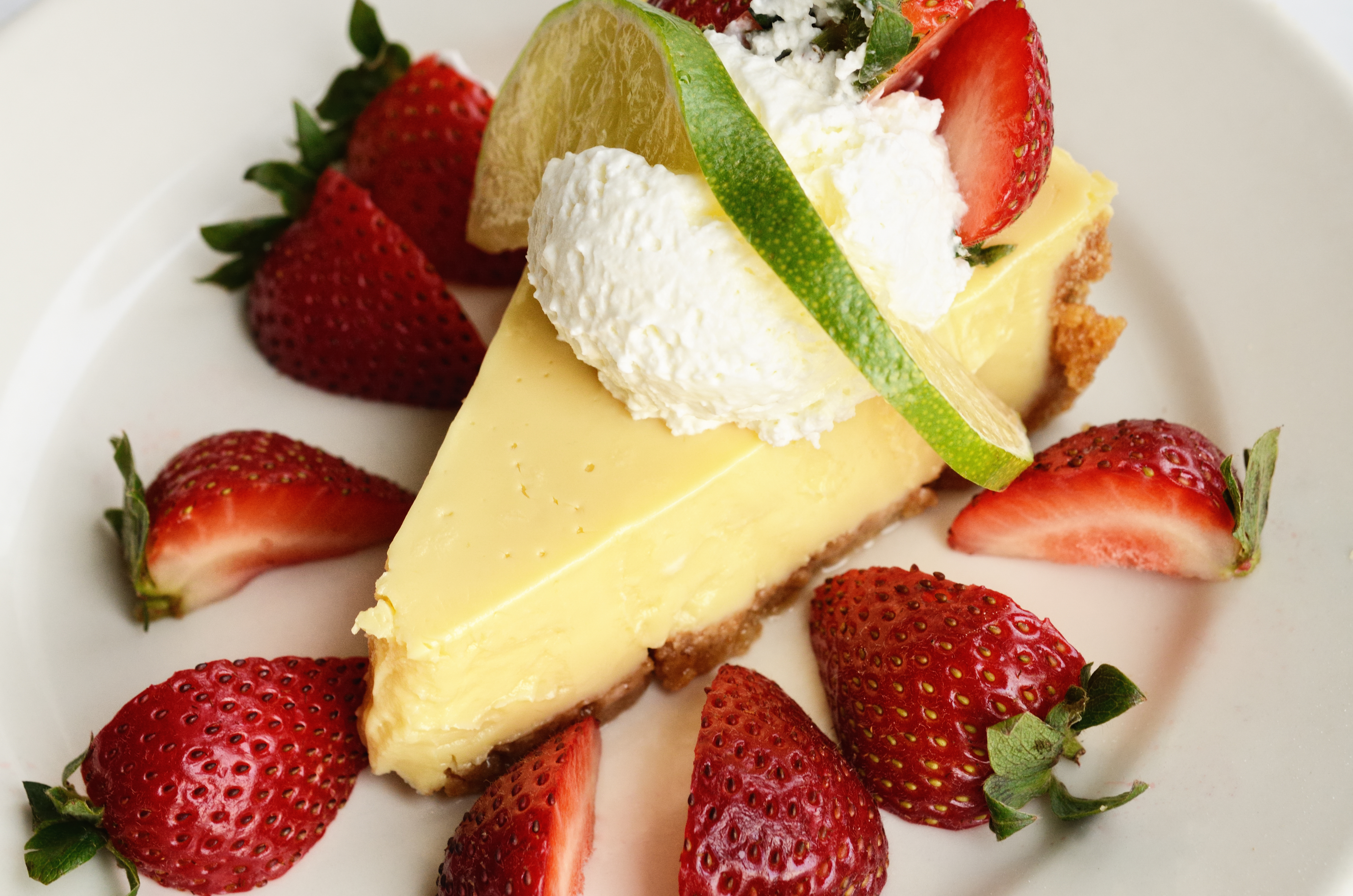
Depuis 2006, la Key lime pie est un symbole de l'État.

La cuisine floridienne est un mélange d'influences diverses venues des Caraïbes et d'Amérique latine. Elle utilise des produits maritimes (poissons, crustacés, coquillages), cubains (riz, haricots noirs, porc) et tropicaux (fruits), souvent relevés par des épices. Les agrumes (orange, citron, pamplemousse) sont utilisés dans les desserts mais aussi dans de nombreux plats sucrés-salés (poulet, poisson, etc.). Parmi les spécialités de la région se trouvent le fudge (confiserie à base de sucre, lait, beurre, chocolat et banane) et la viande d'alligator. Les restaurants proposent aussi des plats typiques du Vieux Sud américain (gumbo, jambalaya). Les crustacés sont préparés en bisques et servis en entrée. L'agriculture fournit des fruits pour les cocktails et les smoothies. Les premières vignes de Floride auraient été plantées par les Français au XVIe siècle et développées par les Espagnols par la suite,. Depuis 2006, la Key lime pie, une tarte à la lime originaire de la région des Keys, est devenue un symbole de l'État.

### Événements culturels et festivals
Le dynamisme de la culture floridienne se manifeste par de nombreux événements tout au long de l'année. Des festivals de musique se tiennent dans les grandes villes, en particulier à Jacksonville et Miami. Key West s'impose comme l'une des capitales littéraires de la Floride, notamment avec son festival Hemingway Days Festival en l'honneur d'Ernest Hemingway. Les villes du Sud de la Floride organisent diverses parades célébrant les différentes communautés de la région. La Florida State Fair est l'une des foires les plus anciennes et les plus importantes de l'État. Enfin, on compte de nombreux festivals cinématographiques, parmi lesquels le Festival international du film de Miami qui est fréquenté chaque année par plus de 70 000 visiteurs.

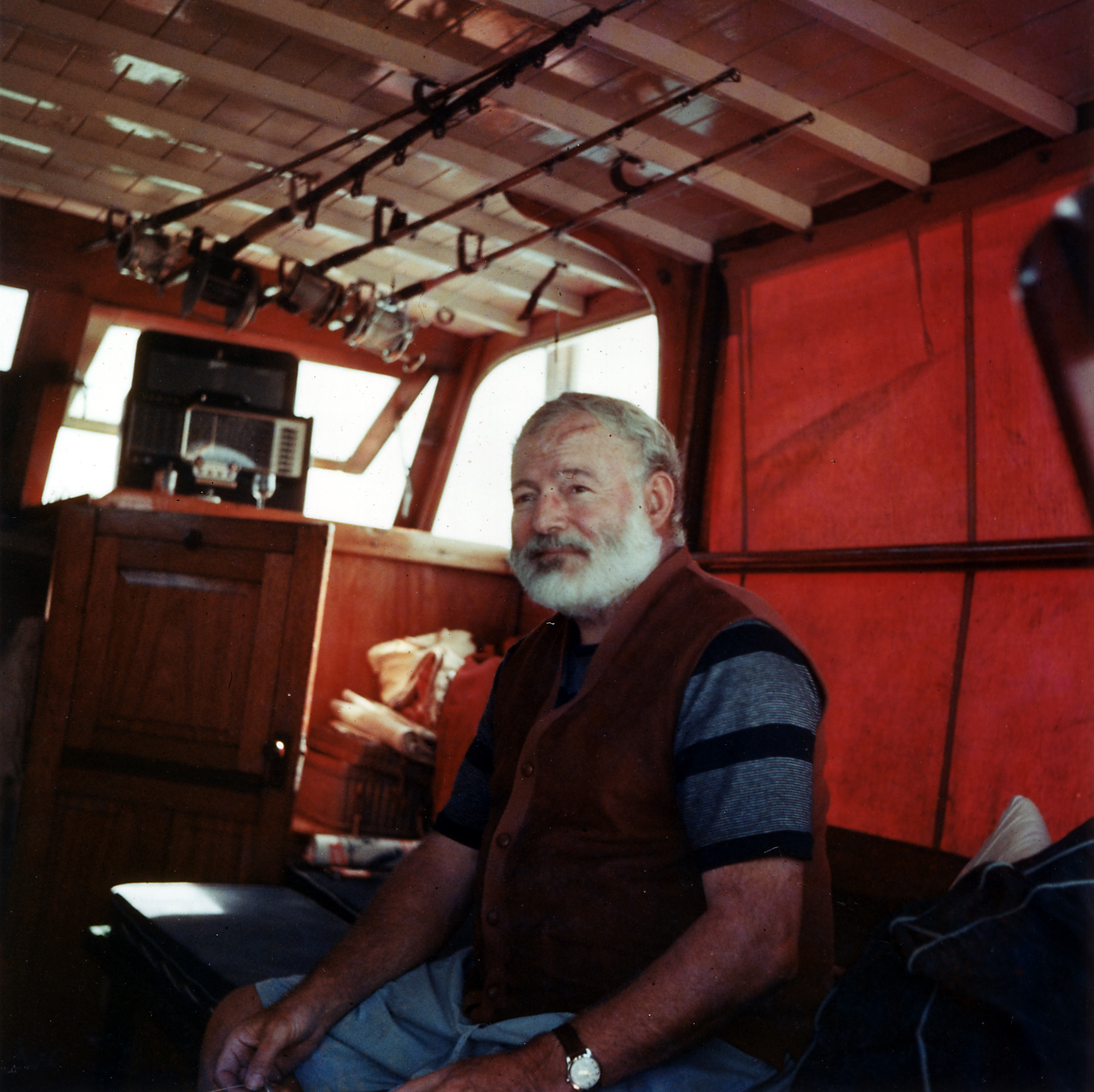
Ernest Hemingway sur son bateau vers 1950.

### Littérature

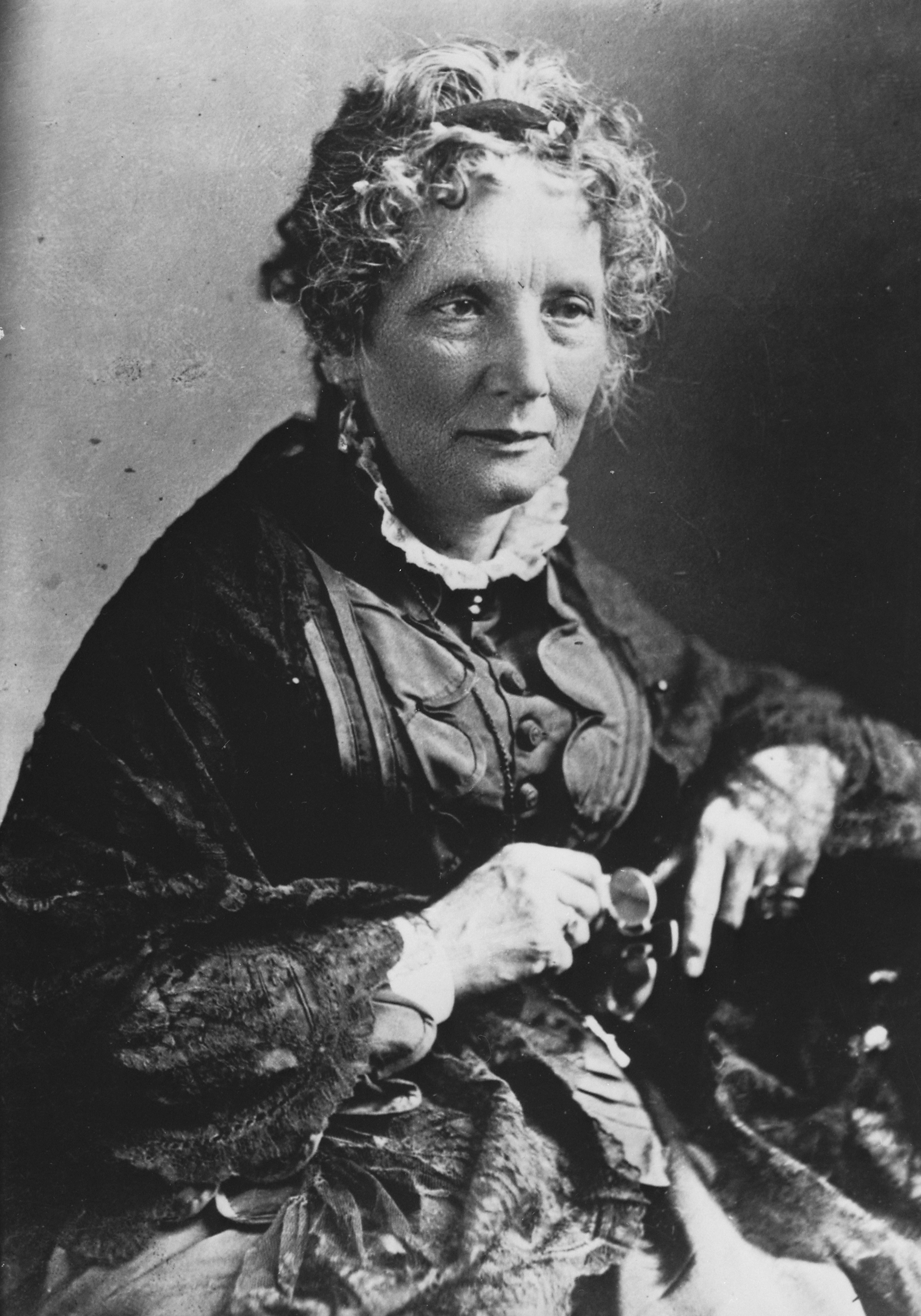
Harriet Beecher Stowe décrit souvent la Floride dans ses Œuvres.

Comme les Amérindiens n'ont pas laissé de témoignages écrits datant de l'époque précolombienne, les premiers éléments de la littérature sur la Floride sont des récits espagnols. Au XVIe siècle, des explorateurs comme Jean Ribault et René de Goulaine de Laudonnière laissent des témoignages de la colonisation française. Au siècle des Lumières, les voyageurs britanniques puis américains décrivent la péninsule : ainsi, le naturaliste et poète William Bartram parcourt la Floride entre 1765 et 1777. Il publie le récit de ses aventures en 1791 dans un livre appelé Travels, dans lequel il décrit les mœurs des Amérindiens, les milieux et les paysages floridiens. Un autre voyageur anglais, Bernard Romans, écrit une Histoire naturelle et civile des Florides (1776). Bien que n'ayant jamais résidé de manière permanente en Floride, l'ornithologue Jean-Jacques Audubon peint les oiseaux de cette région ; il explore la Floride à plusieurs reprises dans les années 1830 et publie Les Oiseaux d'Amérique. Charles Vignoles édite en 1821 ses Observations on the Floridas.
Harriet Beecher Stowe (1811 - 1896), auteur de La Case de l'oncle Tom, a également décrit la Floride à la fin du XIXe siècle dans Palmetto Leaves (1872). À la fin de son ouvrage, elle plaide en faveur des droits humains, notamment des Afro-Américains. Le premier roman de Marjorie Kinnan Rawlings, South Moon Under (1933), se déroule à Cross Creek où l'on peut encore visiter sa maison. Mais son œuvre la plus célèbre, The Yearling (en français : Jody et le Faon, 1938), qui raconte l'histoire d'un jeune garçon qui adopte un faon orphelin en Floride, a remporté le prix Pulitzer du roman en 1939, et a fait plus tard l'objet d'un film du même nom.
À la fin des années 1930, Stetson Kennedy et Zora Neale Hurston travaillèrent pour la division floridienne de la Work Projects Administration (WPA) qui engageait des écrivains. Ils commirent tous deux des ouvrages sur la Floride, le premier dans Palmetto Country (1942) et Southern Exposure (1946), la seconde dans son roman Their Eyes Were Watching God (1946). Ces deux auteurs sont connus pour leurs contributions sur le folklore de la Floride et leur engagement en faveur des droits civils. Bien qu'originaire d'Alabama, la famille de Zora Neale Hurston s'installa à Eatonville près d'Orlando. Dans son autobiographie, Dust Tracks on a Road, Zora Neale Hurston prétend y être née ; la ville organise chaque année un festival en son honneur.
Ernest Hemingway vécut plusieurs années à Key West, dans une maison où John Dos Passos vint à plusieurs reprises avec sa femme. Hemingway y écrivit de nombreux romans : A Farewell to Arms, For Whom The Bell Tolls, Green Hills of Africa, The Snows of Kilimanjaro, Death in the Afternoon. La demeure a été transformée en musée en 1964 puis classée National Historic Landmark en 1968. Deux œuvres du Prix Nobel de littérature ont pour cadre la Floride : En avoir ou pas (1937) décrit Key West et la contrebande entre Cuba et la Floride. L'Étrange Contrée raconte comment un écrivain et une jeune fille louent une voiture à Miami et roulent vers l'Ouest. Tennessee Williams est un autre grand auteur américain qui vécut en Floride. Sa pièce Doux oiseau de jeunesse (Sweet Bird of Youth, 1959) commence dans une chambre d'hôtel de St. Cloud. La pièce de Maxwell Anderson (1888-1959), Key Largo (1939) fut adaptée au cinéma.
À partir des années 1960, Miami devient le centre de la littérature des Cubains en exil : par exemple, Carlos Victoria place l'action de son roman Un pont dans la nuit dans la métropole floridienne. Thomas McGuane écrit des romans qui ont pour décor les Keys (32 °C à l'ombre, Panama). Dans Continents à la dérive (1985), Russell Banks (né en 1940) évoque l'immigration haïtienne en Floride. En 1990, John Updike (1932-2009) met en scène le roman Rabbit en paix, quatrième volume du célèbre cycle « Rabbit Angstrom », en grande partie en Floride dans une ville fictive, Deleon, inspirée de Fort Myers. Enfin, le roman policier est le genre le plus prolifique en Floride : on peut citer des écrivains comme John D. MacDonald, Alison Lurie, Elmore Leonard, Stuart M. Kaminsky, Carl Hiaasen, Patricia Cornwell ou encore Tim Dorsey.

### Médias
Il existe une importante offre de journaux à Miami : le principal quotidien est The Miami Herald qui tire à plus de 260 000 exemplaires en semaine et emploie quelque 1 400 personnes ; il a reçu 19 fois le prix Pulitzer et son rayonnement va bien au-delà du sud de la Floride car il est distribué dans six pays d'Amérique latine et des Caraïbes. Sa version hispanophone, El Nuevo Herald, est le deuxième journal en espagnol le plus lu aux États-Unis et tire à 95 000 exemplaires en semaine. Parmi les autres grands journaux floridiens, on peut citer le plus ancien d'entre eux, The Florida Times-Union, fondé en 1864, l'Orlando Sentinel, avec un tirage quotidien de plus de 200 000 exemplaires, ou encore le Tampa Bay Times qui a remporté six fois le prix Pulitzer. Il existe en outre une presse étudiante très active, avec des titres comme The Beacon, The FAMUan ou encore The Miami Hurricane.
Plusieurs radios émettent sur le territoire, donc WRMI, WQAM et WAVV.

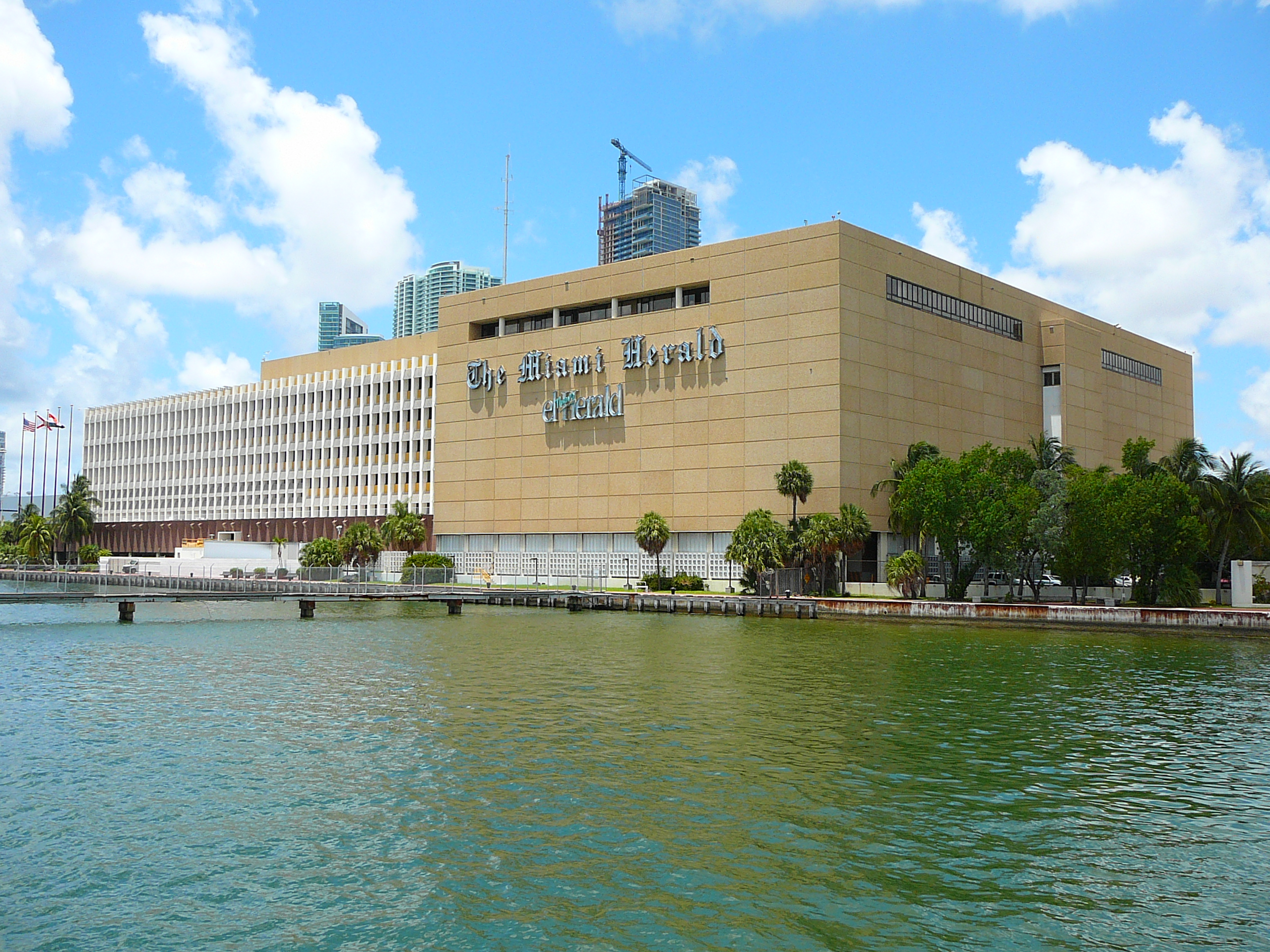
Le siège du journal The Miami Herald.

### Musées et bibliothèques

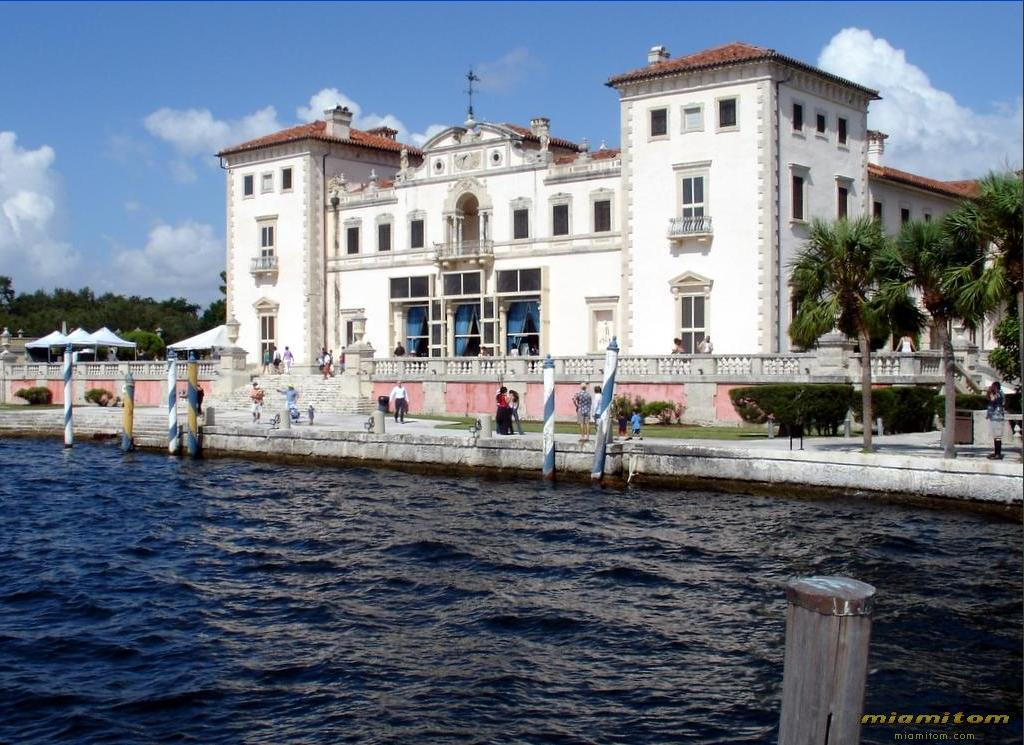
La villa Vizcaya (Miami) abrite un musée d'art.

L'art contemporain est particulièrement bien représenté en Floride : les musées (Pérez Art Museum Miami, musée d'Art contemporain de North Miami, musée d'Art contemporain de Jacksonville) et les galeries d'art se concentrent dans les grandes villes. Miami possède une foire d'art contemporain internationalement reconnue : Art Basel Miami Beach. Le Salvador Dali Museum réunit la plus grande collection au monde du maître espagnol à St. Petersburg.
Il existe par ailleurs de nombreux musées consacrés aux sciences (Miami Science Museum, musée d'histoire naturelle de Floride), aux transports (aviation, chemin de fer) et à l'histoire locale. Enfin, la vocation spatiale de la Floride est mise à l'honneur au Kennedy Space Center Visitor Complex de Cap Canaveral. Des aquariums (SeaWorld Orlando, aquarium de Floride) et des parcs zoologiques (Jacksonville Zoo and Gardens, Busch Gardens Tampa, Disney's Animal Kingdom, Miami MetroZoo) figurent parmi les autres attractions de l'État.
Les principales bibliothèques de l'État sont situées dans les métropoles : le réseau des bibliothèques de Miami possède 47 antennes et plus de 3,5 millions de volumes. Les campus universitaires abritent des bibliothèques spécialisées. La bibliothèque de l’université internationale de Floride compte plus de 1,7 million de volumes. Les archives de l'État de Floride se trouvent à Tallahassee.

### Musique
La diversité musicale de la Floride reflète l'existence des différentes communautés ethniques. Les musiques rituelles des Amérindiens restent vivantes dans les réserves. L'héritage afro-américain se retrouve dans le ragtime et le cake-walk. La présence des Cubains et des Haïtiens renouvelle les genres musicaux de la péninsule à partir des années 1960. Au début des années 1970, le disco de Miami connaît un important succès. Puis, dans les années 1980-1990 se développent le Miami bass (hip-hop), le death metal, le Florida breaks (breakbeat). Enfin, la Floride est l'un des principaux lieux de la techno. À Miami, la Winter Music Conference est la plus grande manifestation de dance du monde et la ville reste l'une des destinations préférées des DJ internationaux.
De nombreux chanteurs et musiciens sont nés en Floride, on peut citer : Ariana Grande, XXXTentacion, George Fisher, Gary U.S. Bonds (rhythm and blues), Jim Morrison (rock), Tom Petty, Johnny Tillotson (musique country), ou encore Flo Rida (rap). Marilyn Manson et 2 Live Crew comptent parmi les groupes originaires de Floride les plus connus. Les métropoles comptent chacune des orchestres symphoniques. Enfin, plusieurs chansons évoquent la Floride : Old Folks at Home est l'hymne de l'État écrit par Stephen Foster en 1851. Les Blues Brothers chantent Going back to Miami et Arthur H interprète Sous le soleil de Miami.

## Sports
| Équipe                  | Sport              | Ligue | Stade                            | Ville           | Nombre de titres       |
| ----------------------- | ------------------ | ----- | -------------------------------- | --------------- | ---------------------- |
| Heat de Miami           | Basket-ball        | NBA   | American Airlines Arena          | Miami           | 3 (2006, 2012 et 2013) |
| Lightning de Tampa Bay  | Hockey sur glace   | LNH   | Amalie Arena                     | Tampa           | 3 (2004, 2020 et 2021) |
| Dolphins de Miami       | Football américain | NFL   | Hard Rock Stadium                | Miami           | 2 (1972 et 1973)       |
| Marlins de Miami        | Baseball           | MLB   | Marlins Park                     | Miami           | 2 (1997 et 2003)       |
| Buccaneers de Tampa Bay | Football américain | NFL   | Raymond James Stadium            | Tampa           | 2 (2003 et 2021)       |
| Panthers de la Floride  | Hockey sur glace   | LNH   | BB&T Center                      | Sunrise         | 1                      |
| Magic d'Orlando         | Basket-ball        | NBA   | Amway Arena                      | Orlando         | 0                      |
| Jaguars de Jacksonville | Football américain | NFL   | TIAA Bank Field                  | Jacksonville    | 0                      |
| Rays de Tampa Bay       | Baseball           | MLB   | Tropicana Field                  | St. Petersburg  | 0                      |
| Orlando City SC         | Soccer (Football)  | MLS   | Exploria Stadium                 | Orlando         | 0                      |
| Armada de Jacksonville  | Soccer (Football)  | NASL  | Baseball Grounds of Jacksonville | Jacksonville    | 0                      |
| Miami Football Club     | Soccer (Football)  | NASL  | Riccardo Silva Stadium           | Miami           | 0                      |
| Rowdies de Tampa Bay    | Soccer (Football)  | USL   | Al Lang Stadium                  | Tampa           | 0                      |
| Pride d'Orlando         | Soccer (Football)  | NWSL  | Exploria Stadium                 | Orlando         | 0                      |
| Inter Miami CF          | Soccer (Football)  | MLS   | Chase Stadium                    | Fort Lauderdale | 0                      |
| Launch de la Floride    | Lacrosse           | MLL   | FAU Stadium                      | Boca Raton      | 0                      |

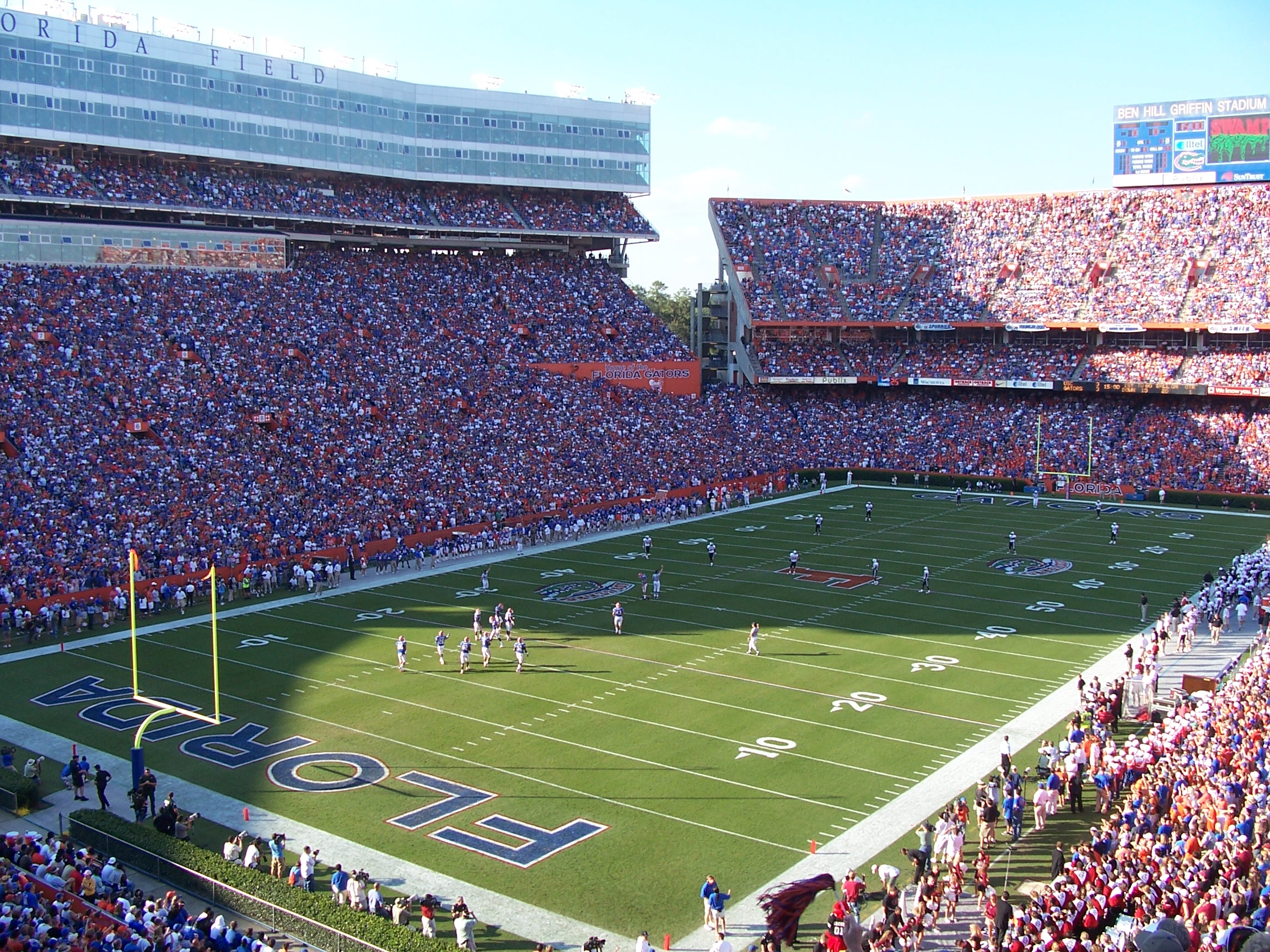
Le Ben Hill Griffin Stadium à Gainesville peut accueillir plus de 90000 spectateurs pour des matchs de football américain.

À côté des équipes prestigieuses (voir le tableau ci-dessus), la Floride possède de nombreuses petites équipes de baseball, football américain, basket-ball, hockey sur glace, soccer (football) et rugby à XV. Les universités ont également des équipes sportives reconnues.
Le football américain est, comme ailleurs aux États-Unis, l'un des sports les plus suivis en Floride. Les Gators de la Floride et les Seminoles de Florida State sont les deux plus fameuses équipes omnisports universitaires de Floride. L'Orange Bowl qui se joue à Miami est l'un des matchs de football américain universitaire les plus populaires, la première édition ayant eu lieu en 1935. En baseball, l'entraînement de printemps des équipes de Ligue majeure de baseball débute à la mi-février (Grapefruit League).
L'étendue du littoral floridien est propice au développement des sports nautiques et aquatiques de toutes sortes : pêche sportive, kayak, catamaran, planche à voile sont pratiqués comme sports et comme loisirs. La plongée sous-marine permet de découvrir les récifs coralliens et les nombreuses épaves. Des régates sont organisées au large des côtes et Fort Lauderdale possède la plus grande manifestation nautique du monde qui attire quelque 125 000 personnes chaque année. La Floride est, avec la Californie et Hawaï, un foyer du surf américain. Cocoa Beach est le lieu de naissance du surfeur professionnel le plus titré de l'histoire de ce sport, Kelly Slater.
Le principal lieu pour les courses automobiles est Daytona Beach. Le Daytona International Speedway accueille notamment les 24 Heures de Daytona, une course d'endurance de voitures de sport qui se tient chaque année depuis 1966. Il existe également un circuit urbain dans les rues de St. Petersburg qui accueille le championnat américain de monoplaces IndyCar Series lors du Grand Prix de St. Petersburg qui a lieu tous les ans en début de saison.

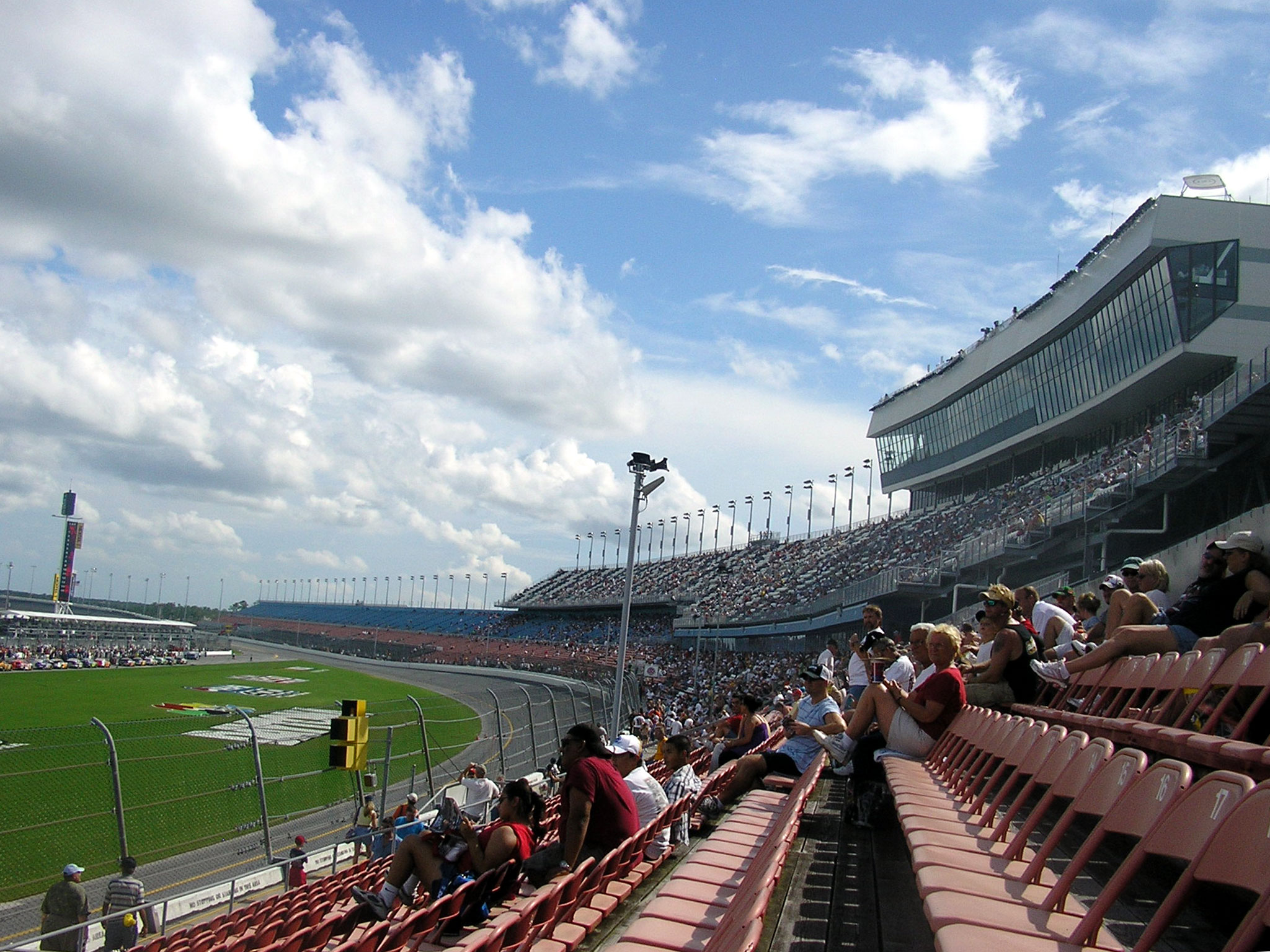
Daytona International Speedway.

Le rodéo du Silver Spurs Arena à Kissimmee est le plus ancien de Floride. Les courses hippiques sont l'occasion de faire des paris. Le comté de Palm Beach est réputé pour la pratique du polo, en particulier dans le Palm Beach International Polo Club.
Le tennis est l'un des sports les plus pratiqués en Floride. Il existe de nombreux centres d'entraînement dont celui de Nick Bollettieri qui forme des joueurs internationaux. Les tournois de Delray Beach et les Masters de Miami font partie du circuit professionnel ATP. L'Open de Miami et le tournoi de tennis d'Amelia Island figurent dans le WTA.
Avec plus de 1 250 terrains de golf, la Floride est l'État américain le mieux doté. Ils se concentrent dans le comté de Palm Beach. De nombreux golfeurs ont choisi de résider en Floride comme Tiger Woods. La Professional Golfers' Association of America et la Ladies Professional Golf Association organisent des tournois en Floride dont le plus prestigieux est The Players Championship à Ponte Vedra Beach.

## Éducation
Les systèmes scolaires publics sont administrés par le Florida Department of Education (FLDOE). Selon la Constitution de la Floride, l'État compte 67 districts scolaires, soit un par comté, qui sont indépendants des municipalités. Les districts scolaires ont la possibilité de taxer leurs résidents. La Floride possède plusieurs centaines d'écoles privées de tous types qui ne dépendent pas du FLDOE. En 2008, environ 55 000 élèves recevaient un enseignement à domicile qui n'est contrôlé ni par le district scolaire, ni par le FLDOE. En 2007, on comptait 2 641 598 Floridiens en étude (du primaire au supérieur).
Il existe 23 universités et colleges d'État, 28 universités et colleges indépendants, 26 community colleges, huit écoles de droit et quatre écoles de médecine en Floride. L'Independent Colleges and Universities of Florida est une association qui regroupe 28 institutions éducatives privées dans l'État, totalisant plus de 120 000 étudiants en 2006. En 2007, l'ensemble des universités floridiennes disposaient de 1,6 milliard de dollars pour la recherche, financée par l'État fédéral, l'État de Floride, les industriels, le mécénat et la philanthropie. Il existe de nombreux pôles d'excellence universitaire dans les biotechnologies, les énergies renouvelables, l'optique et la science des matériaux. Depuis l'an 2000, la Floride interdit la discrimination positive dans les universités publiques.
Les établissements d'enseignement supérieur les plus importants sont le Miami Dade College (167 000 étudiants), l'université de Floride (51 700), l'université du centre de la Floride (48 400), qui comptent parmi les plus grandes des États-Unis. Selon le classement académique des universités mondiales par l'université Jiao Tong de Shanghai, l'université de Floride est la meilleure de l'État : elle occupe la 58e place mondiale et la 39e place aux États-Unis (2008).
Le campus de l'université de Floride à Gainesville est le plus vaste et s'étend sur environ 800 hectares. Fondée en 1851, l'université d'État de Floride à Tallahassee est la plus ancienne de l'État.
Sous la direction de son gouverneur Ron Desantis, la Floride s'est engagée dans une guerre culturelle. Diverses lois ont été adoptées pour modifier les programmes scolaires et renforcer la morale conservatrice à l'école. La House Bill 1557, surnommée «Don't say gay» («Ne parlez pas des gays») par ses détracteurs, vise à chasser des salles de classe toute discussion concernant les questions de genre et de sexualité. Un simple exposé évoquant les émeutes de Stonewall, événement majeur pour la communauté LGBT, est ainsi considéré comme susceptible d'enfreindre la loi. D'autre part, le Stop WOKE Act, entré en vigueur le 1er juillet, doit considérablement restreindre les possibilités d'aborder les sujets liés au racisme et au sexisme à l'école. Les cours d’études afro-américaines au lycée, un enseignement facultatif, sont interdits.

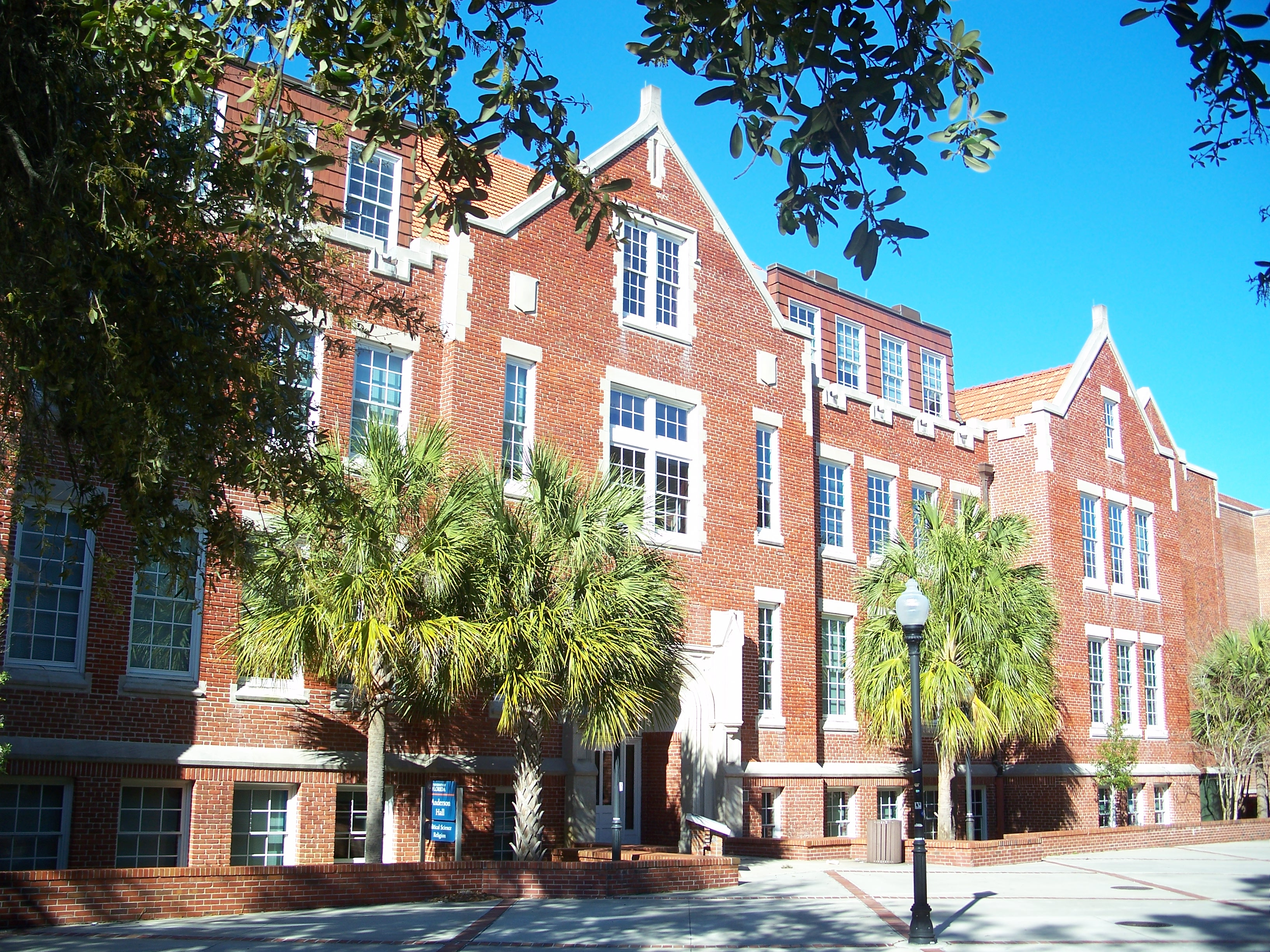
Université de Floride, Anderson Hall.
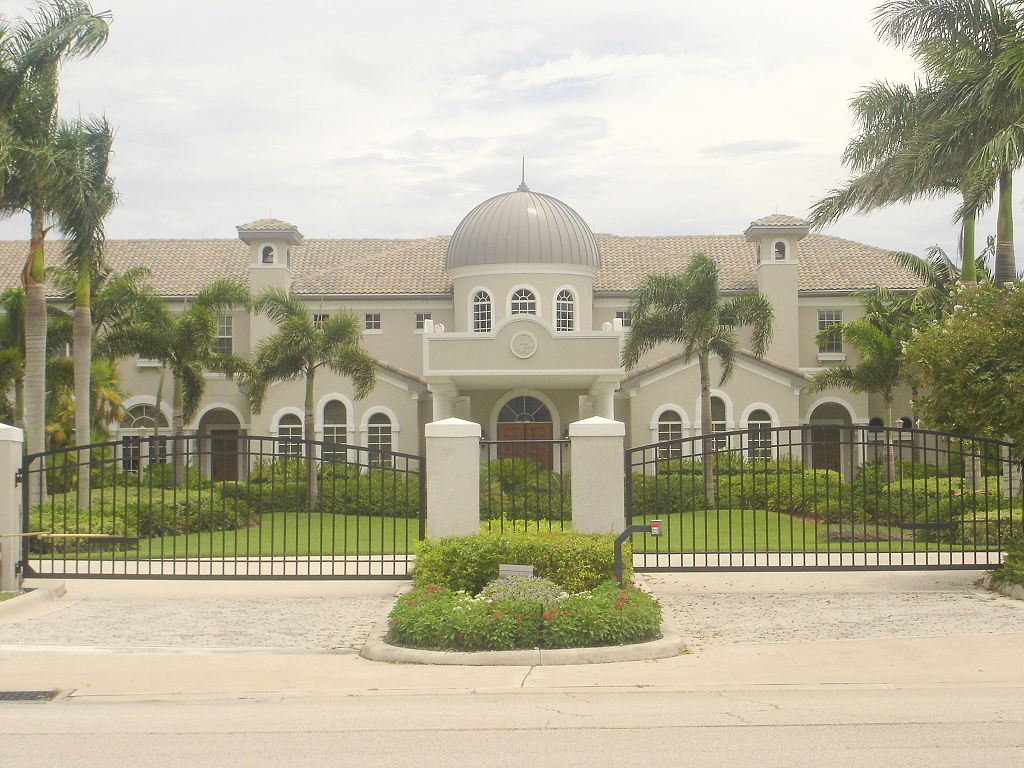
Florida Atlantic University.

## Transports

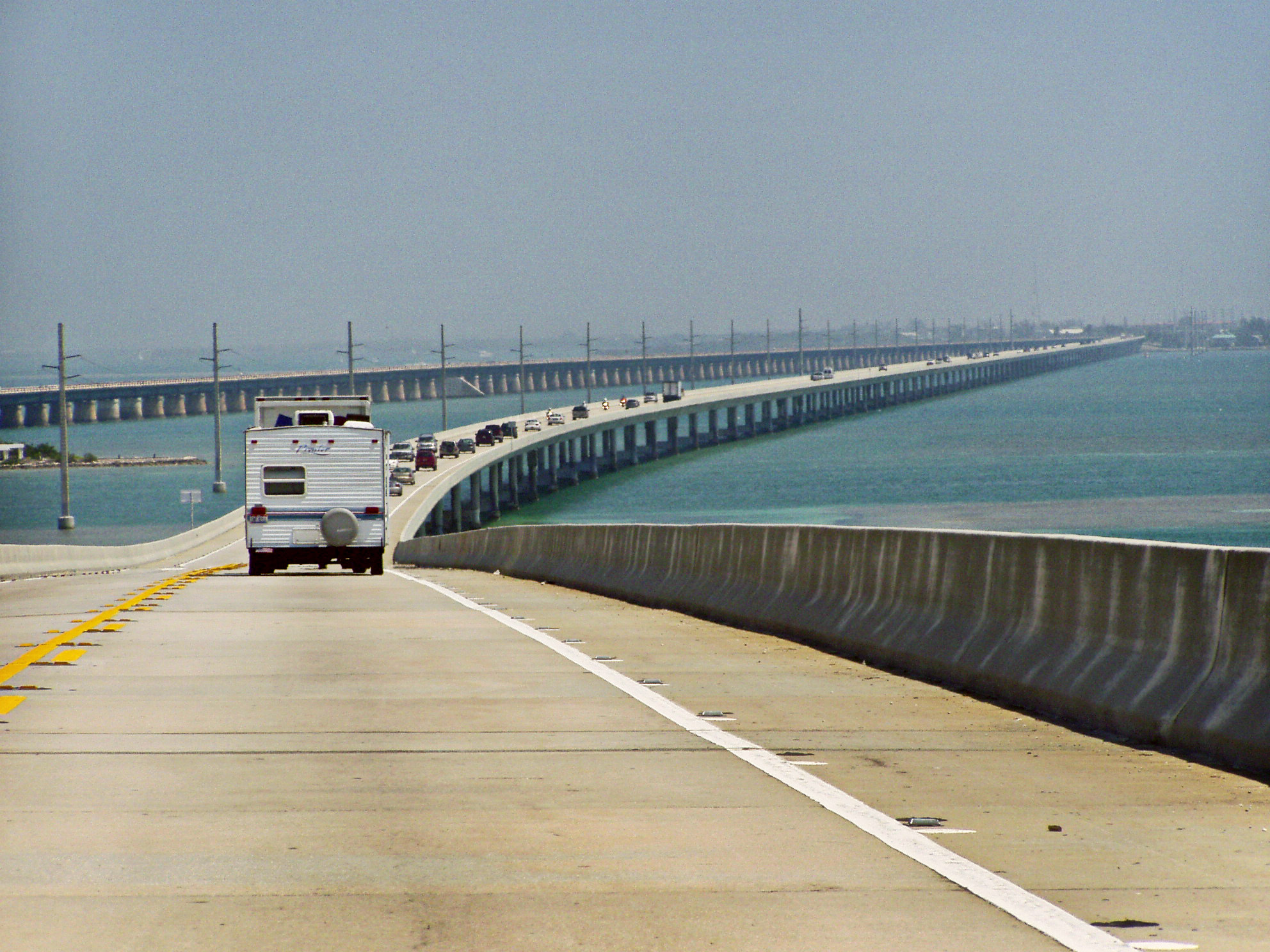
Seven Mile Bridge, dans les Keys au Sud de la Floride.

La navigation fluviale joua un rôle crucial dans la colonisation et dans le développement économique de la Floride. La première liaison en bateau à vapeur fut créée en 1827 sur la rivière Apalachicola. Cette voie navigable servit non seulement au transport du coton mais aussi à celui du bois, l'un des principaux produits d'exportation de l'époque.
La Floride est desservie par une grande variété de moyens de transport. La desserte du territoire est facilitée par la taille de l'État et par l'absence de montagnes. Les transports sont sous la responsabilité du département des Transports de Floride.
Le système des autoroutes d'État (State Highway System) s'étend sur près de 19 500 km et relie les principales villes. La longueur cumulée des autres routes publiques atteint les 177 000 km. Les principales autoroutes sont l'Interstate 4, l'Interstate 10, l'Interstate 75 et l'Interstate 95. L'U.S. Route 1 relie Key West à la frontière canadienne. Cette section de l'US Route 1, dans les Keys, appelée Overseas Highway, est longue d'environ 150 km et compte 42 ponts dont le Seven Mile Bridge, le plus long de Floride avec 10,8 km. Le réseau des voies ferrées est long de quelque 4 500 km et permet surtout l'acheminement des marchandises et des matières premières. La société Amtrak exploite plusieurs lignes de chemins de fer pour les voyageurs comme l'Auto Train. Orlando constitue le terminal oriental de la Sunset Limited, qui traverse le Sud des États-Unis depuis Los Angeles en passant par Houston et La Nouvelle-Orléans. Miami est reliée à New York par deux lignes : la Silver Star et la Silver Meteor.
Miami est la seule ville de Floride à posséder un métro ; les autres grandes villes sont desservies par un tramway et/ou des bus. Le Tri-Rail est une ligne régionale de trains qui s'étend sur 118 km et qui possède 18 gares le long de la côte méridionale de l'Atlantique et qui dessert les trois aéroports internationaux de cette région.
La Floride possède 19 aéroports commerciaux reliés à 120 destinations aux États-Unis et à l'étranger. 70 millions de passagers passent chaque année dans les aéroports floridiens dont 44 millions visitent l'État. En 2007, plus de 4,8 millions de tonnes de fret ont transité par les aéroports de Floride. Les principaux aéroports, par nombre de passagers, sont ceux d'Orlando, de Miami, de Fort Lauderdale et de Tampa.

## Jumelages
- Languedoc-Roussillon (France) depuis 1989
- Province de Taïwan (Taïwan) depuis 1992
- Préfecture de Wakayama (Japon) depuis 1995
- Cap-Occidental (Afrique du Sud) depuis 1995
- État de Nueva Esparta (Venezuela) depuis 1999
- Gyeonggi (Corée du Sud) depuis 2000
- Cali (Colombie) depuis 2000